# Запоріжжя
Запорі́жжя (МФА: [zɑpoˈriʒʲːɐ] ( прослухати); до 1921 року — Олекса́ндрівськ) — місто в Україні, обласний центр Запорізької області, адміністративний центр Запорізького району та Запорізької міської громади. За чисельністю населення — 6-те місто в Україні (710 052 осіб станом на 1 січня 2022 року). Станом на 2024 рік в Запоріжжі проживало менш 500 тисяч осіб. Розташоване на головній воднотранспортній магістралі України — річці Дніпро, у місці її перетину транспортно-комунікаційними коридорами, що сполучають Південну Україну з її столицею, західними, центральними областями та Донбас із Криворіжжям.
Разом із навколишніми поселеннями утворює Запорізьку агломерацію. Є одним з найбільших адміністративних, індустріальних та культурних центрів Півдня України з розвиненим машинобудуванням, чорною та кольоровою металургією, хімічною та будівельною промисловістю, річковим портом і важливим транзитним залізничним вузлом. Відповідно до Зведеної схеми районного планування України, Запоріжжя займає важливе місце в регіональній системі розселення і виконує функції обласного, міжнародного і районного центрів, кожний з яких має свою зону міжселищного обслуговування. Отож, у зоні впливу Запоріжжя як обласного центра на території 2690 тис. га розташовано 14 міст, 23 селища, значна кількість сіл, в яких мешкає понад 2 млн осіб. Очолювана Запоріжжям міжрайонна система розселення (приміська зона), вирізняється високим рівнем виробничо-господарського опанування території, високою цінністю сільськогосподарських земель і середовища.
Приміська зона охоплює Запорізький, Василівський та Пологівський район (у тому числі до 19 липня 2020 року — ліквідовані колишні Вільнянський, Новомиколаївський, Оріхівський, Кам'янсько-Дніпровський адміністративні райони Запорізької області), загальною площею 760 тис. га, на якій розташовано 5 міст, 6 селищ та близько 300 сільських населених пунктів. Загальна чисельність населення приміської зони — приблизно 315 тис. осіб.
Особливістю міста Запоріжжя є те, що в ньому зосереджено приблизно 65 % продуктивних потужностей області й 43 % населення області.
З 24 лютого 2022 року, в ході повномасштабного російського вторгнення в Україну, російські окупанти регулярно завдають обстріли по інфраструктурі та житловим будівлям міста Запоріжжя.

## Назва
До 15 березня 1921 року місто називалося Олександрівськ за назвою Олександрівської фортеці, закладеної у 1770 році. Однозначної думки, на честь кого було названо фортецю немає. Називаються імена генерал-фельдмаршала Олександра Голіцина, князя Олександра Вяземського.
15 березня 1921 року Запорізьким губернським виконавчим комітетом виданий наказ про перейменування міста Олександрівська в Запоріжжя — тобто розташоване за Дніпровими порогами. Нова назва й раніше була відомою серед населення та враховувала історичні традиції краю — міста за порогами, до спорудження у 1932 році греблі Дніпровської ГЕС в місці, де річка Дніпро перетинає скелястий південний край Українського щита, закінчувалися численні Дніпрові пороги, що перешкоджали судноплавству.
З 15 березня 1921 року у місцевій пресі зустрічаються обидві назви — Запоріжжя та Олександрівськ. Проте залізничні станції міста до 1934 року зберігали свої назви Олександрівськ І та Олександрівськ II.
27 червня 2023 року Національна комісія зі стандартів державної мови рекомендувала розглянути перейменування міста Запоріжжя, проте міська влада повинна довести доцільність назви обласного центру. На думку комісії зі стандартів державної мови, назва Запоріжжя «може стосуватися російської імперської політики». Фахівці-філологи та історики з усіх регіонів України склали перелік з 1400 міст та сіл, які запропоновано перейменувати на виконання закону «Про засудження та заборону пропаганди російської імперської політики в Україні і деколонізацію топонімії», серед них і місто Запоріжжя. Комісія рекомендувала обґрунтувати доцільність збереження поточної назви або запропонувати нову назву, проте комісія ніяк не пояснила, чому Запоріжжя відповідає або не відповідає новому законодавству. Тож Запорізька міська рада мала 6 місяців аби довести доцільність назви обласного центру або запропонувати свою назву. Якщо впродовж шести місяців місцева влада не виконає рекомендації, то Верховна Рада України мала право змінити назву міста за рішенням Національної комісії зі стандартів державної мови. 30 червня 2023 року Національна комісія зі стандартів державної мови скасувала ідею зміни назви обласного центру, а назва міста залишилася незмінною. Із пояснень фахівців стало відомо, що вони просто хотіли діалогу між місцевою владою, філологами та краєзнавцями.

## Історія

### До заснування

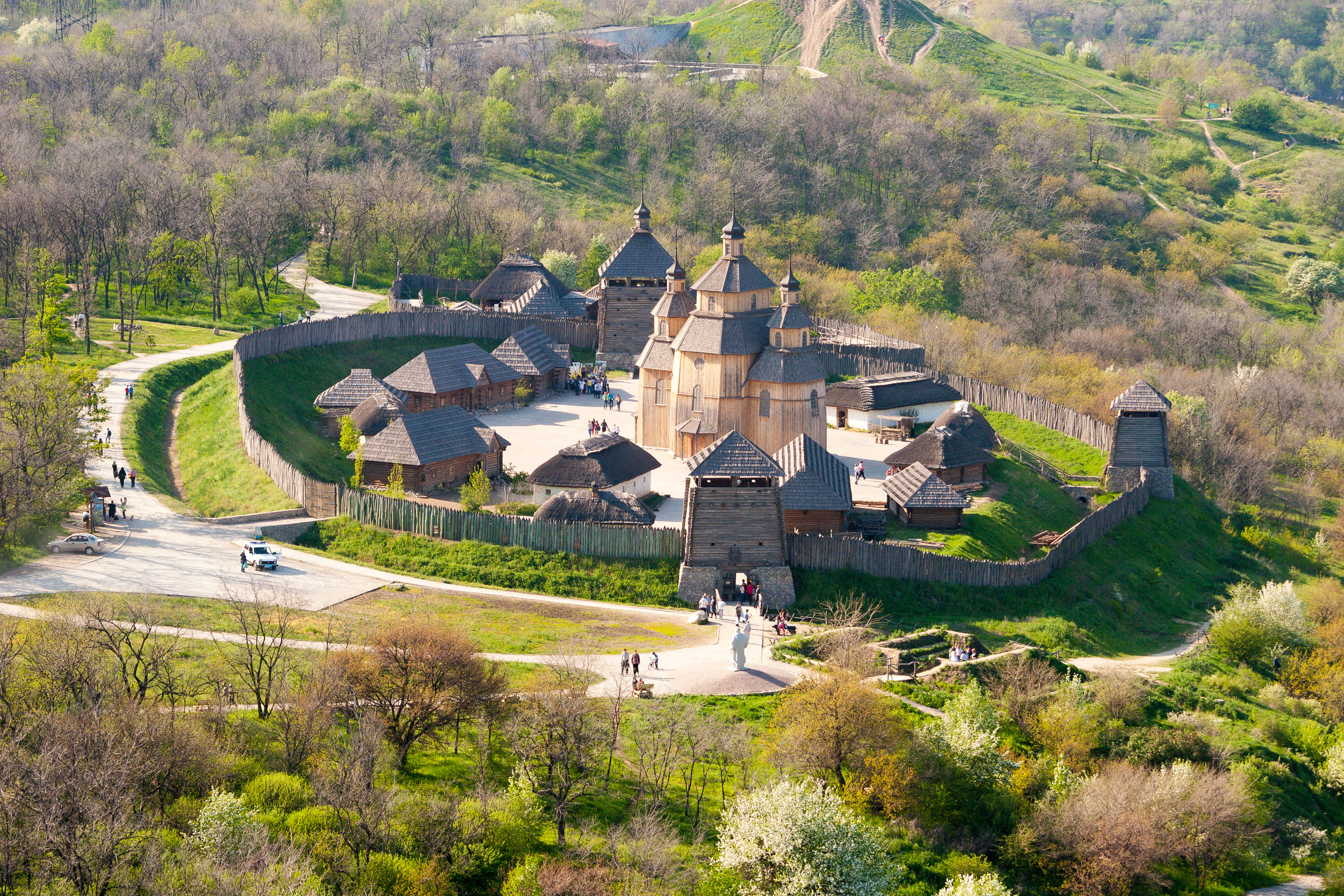
Історико-культурний комплекс «Запорозька Січ»

За свідченнями археологів, поселення на території сучасного Запоріжжя відомі з часів Середньостогівської культури (5 до — середина 4 тисячоліття до н. е.) — залишки давнього поселення було знайдено на північно-східному куті острова Хортиці. Інший відомий археологічний пам'ятник — вознесенський комплекс — кам'яна споруда, яку пов'язують із хозарами, булгарським ханом Аспарухом (VII століття), князем Святославом Ігоровичем (X століття).
За часів Київської Русі на території сучасного міста були переправи через Дніпро — це Крарійський та Кічкаський перевози на півночі і поселення Протолча на півдні острова Хортиця.
1103 року в районі острова Хортиця руські князі Святополк Ізяславич та Володимир Мономах завдали нищівної поразки половцям.
У XV—XVII століттях територія сучасного міста входила до Запорожжя — краю вольностей запорозьких козаків. Першою і єдиною Січчю, розташованою безпосередньо в межах сучасного міста, була Хортицька.
1552 року її заснував український шляхтич Дмитро Вишневецький (Байда) на острові Мала Хортиця. Однак у 1557 році її зруйнувало турецько-татарське військо.
1527 року кримський хан Сахіб Герай скаржився литовському урядові на черкаських та канівських козаків, які поблизу татарських кочовищ ставили «уходи», тобто займалися промислами, а рибу, хутра й мед вивозили на продаж у волості.
У другій половині 1570-х років XVI століття польський король Стефан Баторій проводив жорстку політику на підпорядкування Запорожжя польському урядові. Багаті угіддя приваблювали польських магнатів, які вдиралися в запорозькі володіння й спустошували «уходи», а запорожців брали в полон. З півдня їм постійно загрожували кочовики-татари. Тому, у зв'язку з посиленням наступу як польського панства, так і кримських татар, козаки згуртовувалися й створювали укріплені городи, або січі. Щоб підпорядкувати державі непокірних козаків і загарбати їхні землі, 1578 року Стефан Баторій зобов'язав усіх без винятку прикордонних старост «виганяти низовців з Дніпра». Але, оскільки козаки перебували під захистом таких природних укріплень, як Томаківка та навколишні річки й озера, здійснити наказ короля було неможливо.
На початку 1580-х років на Томаківщині вже існувала справжня Запорозька Січ як військова організація, в якій відбувалися січові збори, або кіш. На початку 1580-х років припадають згадки у джерелах про січову старшину та регалії найвищої влади, зокрема булаву гетьманську. Томаківська Січ приймала не лише селян, а й була центром, куди втікали бранці з ординського полону. Шляхтич Зборовський, який у 1580-х роках перебував на Томаківській Січі, свідчив про високу майстерність січовиків не лише у військовій справі, а й у виконанні пісень та грі на кобзі. На Січі не було ані феодальної власності на землю, ані кріпацтва. На роботу на Січі наймали, а панувало серед січового товариства побратимство, вірність матері-Січі та Великому Лугу. Поза Січчю водночас зростали зимівники, де мешкали власники рибних промислів, скотарі, мельники, шевці, рибалки, які в разі нападу кочовиків чи польської шляхти за наказом кошового отамана збиралися на Січ зі зброєю в руках і йшли у походи на Польщу, Крим, Стамбул визволяти з неволі своїх земляків.
У 1734—1775 роках територія Запоріжжя входила до Самарської паланки, а правобережжя — до Кодацької паланки.
У 1770 році на місці сучасного Запоріжжя було закладено Олександрівську фортецю Дніпровської лінії. Її будівництво завершилося у 1775 році. Того ж року, за ініціативи Григорія Потьомкіна, було знищено останню Запорозьку Січ — Підпільненську.

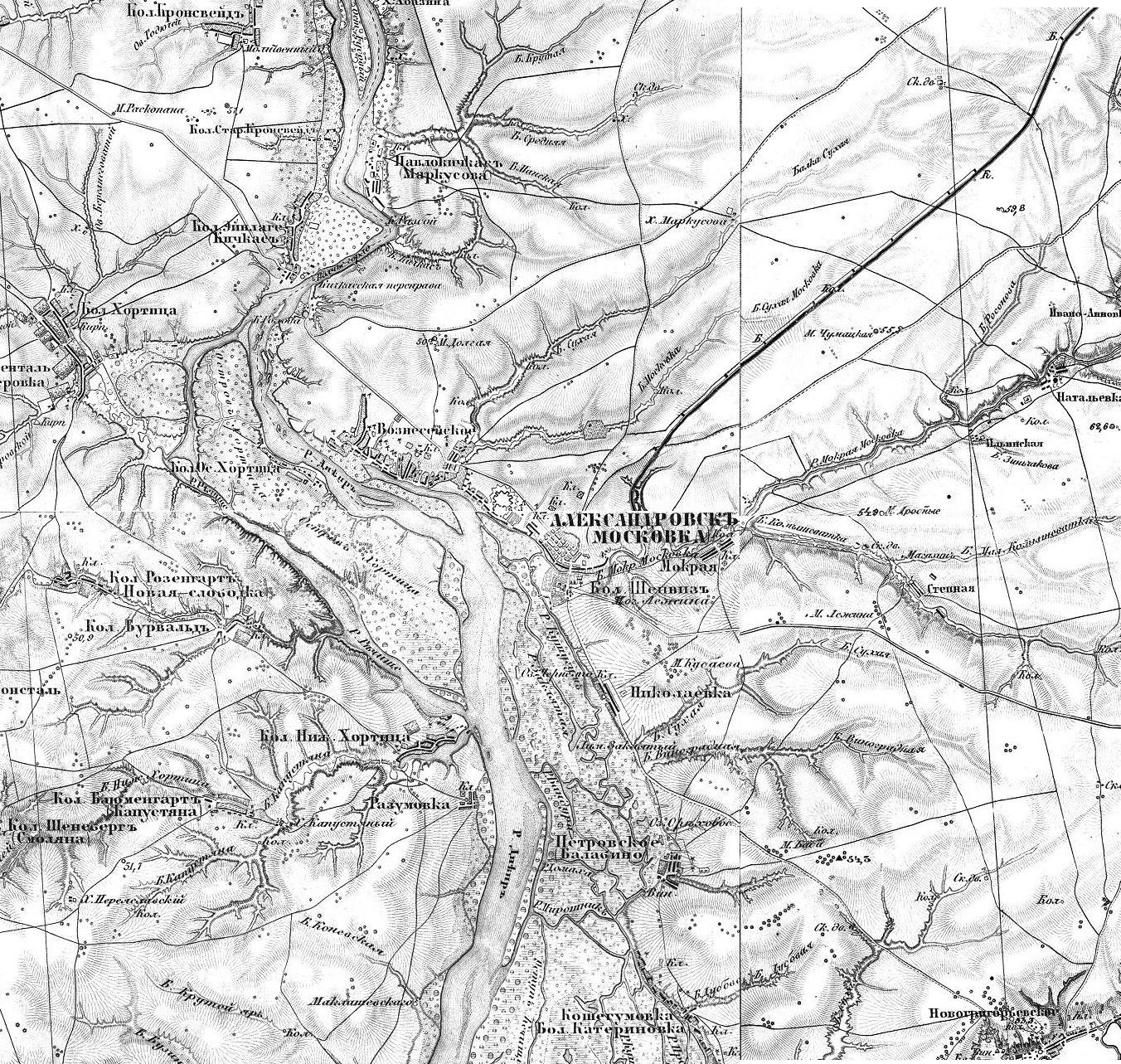
Олександрівськ та його околиці (1861)
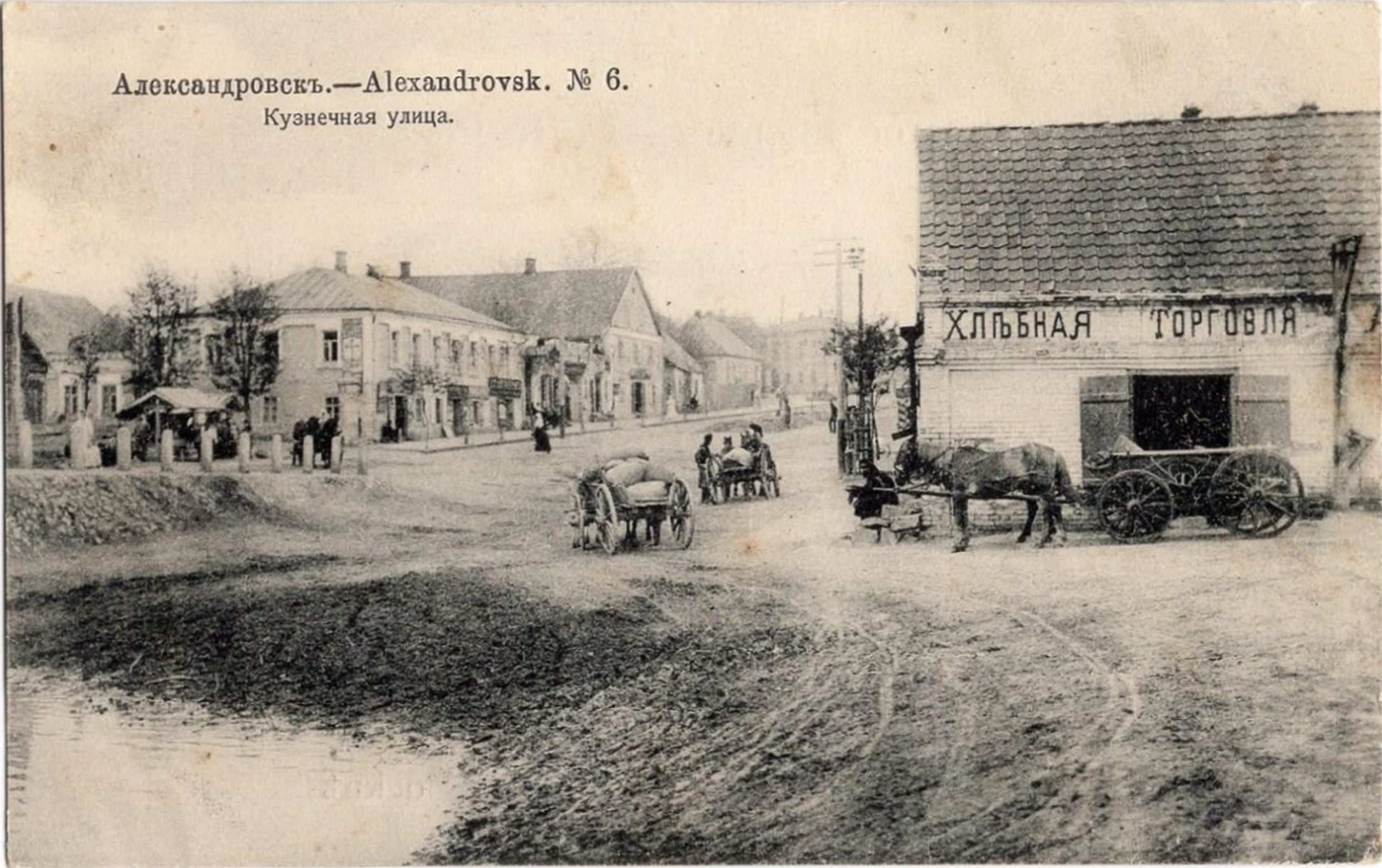
Олександрівськ у XIX столітті
Мапа Олександрівська на початку XX століття[13]

### Заснування міста
Формування сучасного міста пов'язане з Олександрівською фортецею, поблизу якої сформувався так званий «фурштат», де оселилися будівельники-селяни, каторжники, персонал обслуги фортеці, відставні солдати. За даними Статуту громади міста Запоріжжя: «Виникнення міста пов'язане зі спорудженням 1770 року Олександрівської фортеці».
Ціла низка державних актів теж із цим згодна. І, відповідно, днем народження міста можливо було б проголосити 28 серпня — саме цього дня 1770 року було закладено Олександрівську фортецю. Після остаточного захоплення Криму росіянами 1783 року Дніпровська лінія втратила військове значення й була скасована, внаслідок чого у 1800 році Олександрівська фортеця втратила статус військового об'єкта.
5 червня 1806 року Олександрівський посад, поселення при Олександрівській фортеці, що нараховувало приблизно 2 тисяч осіб, набуло статусу повітового міста Олександрівська (нині — Запоріжжя), до складу якого увійшли частини Маріупольського і Павлоградського повітів. Станом на 1806 рік в Олександрівську налічувалось 884 мешканця та 141 подвір'я. На околицях міста перебували поселення вихідців з Німеччини, які прибули на запрошення імператриці Катерини II з 1787 року.
У 1811 році Олександрівськ отримав власний герб як місто у складі Катеринославської губернії (сучасна — Дніпропетровська область).
Поблизу міста Олександрівськ розташовувалося велике село Вознесенка, яке було засноване у 1596 році (нині — сучасна територія центру міста Запоріжжя). У Вознесенці у різні часи мешкало 1,5–4 тис. осіб, існували церква, крамниця, школа, розвинута торгівля. Крім того, згодом за запрошенням російської імператриці Катерини II, була заснована низка німецьких менонітських колоній Хортицької волості: Кічкас (Ейнлаге), колонія Хортиця, Розенталь, Шенвізе тощо.
1873 року, завдяки будівництву залізниці, місто поступово перетворилося на важливий транспортний вузол, де вантажі перевантажувалися із залізниці на річковий транспорт, що прямував до Одеси. Потужний поштовх до подальшого розвитку промисловості дало місту спорудження у 1902 році залізниці, яка сполучила місто з Криворізьким та Донецьким басейнами. У 1879 році 63 % торгово-промислових підприємств міста належало євреям. У 1901 році міським головою був обраний підприємець Фелікс Мовчановський. У 1903 році євреї в місті складали 70 % купців.
1905 року Олександрівськ, як і чимало інших міст Російської імперії, був центром робітничих страйків, які 11–14 грудня 1905 року переросли у збройне повстання, придушене імперськими військовими. Того ж року в місті відзначився єврейськими погромами Союз Михаїла Архангела.

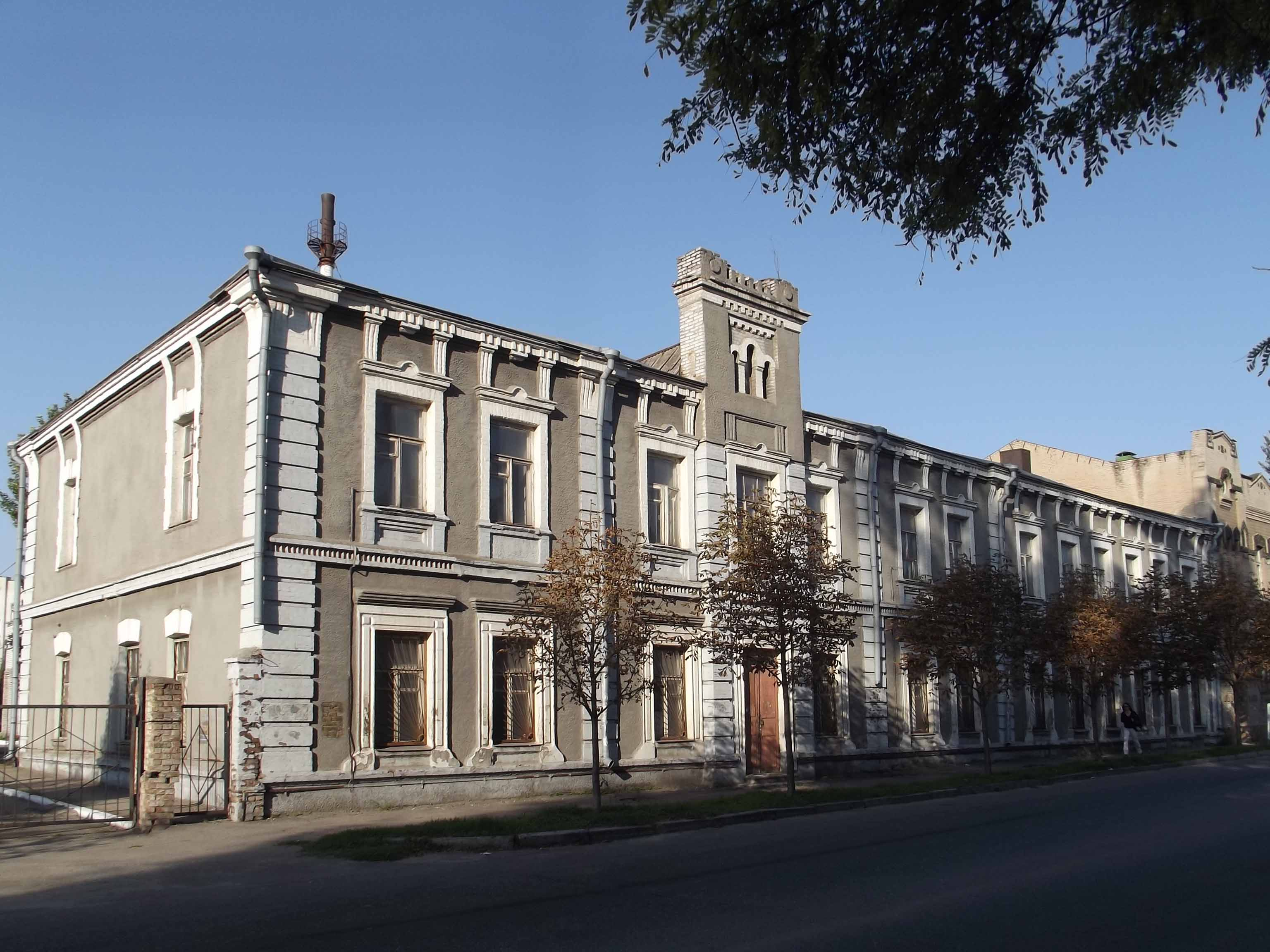
Будинок Г. Келлера (вул. Святого Миколая, 16)
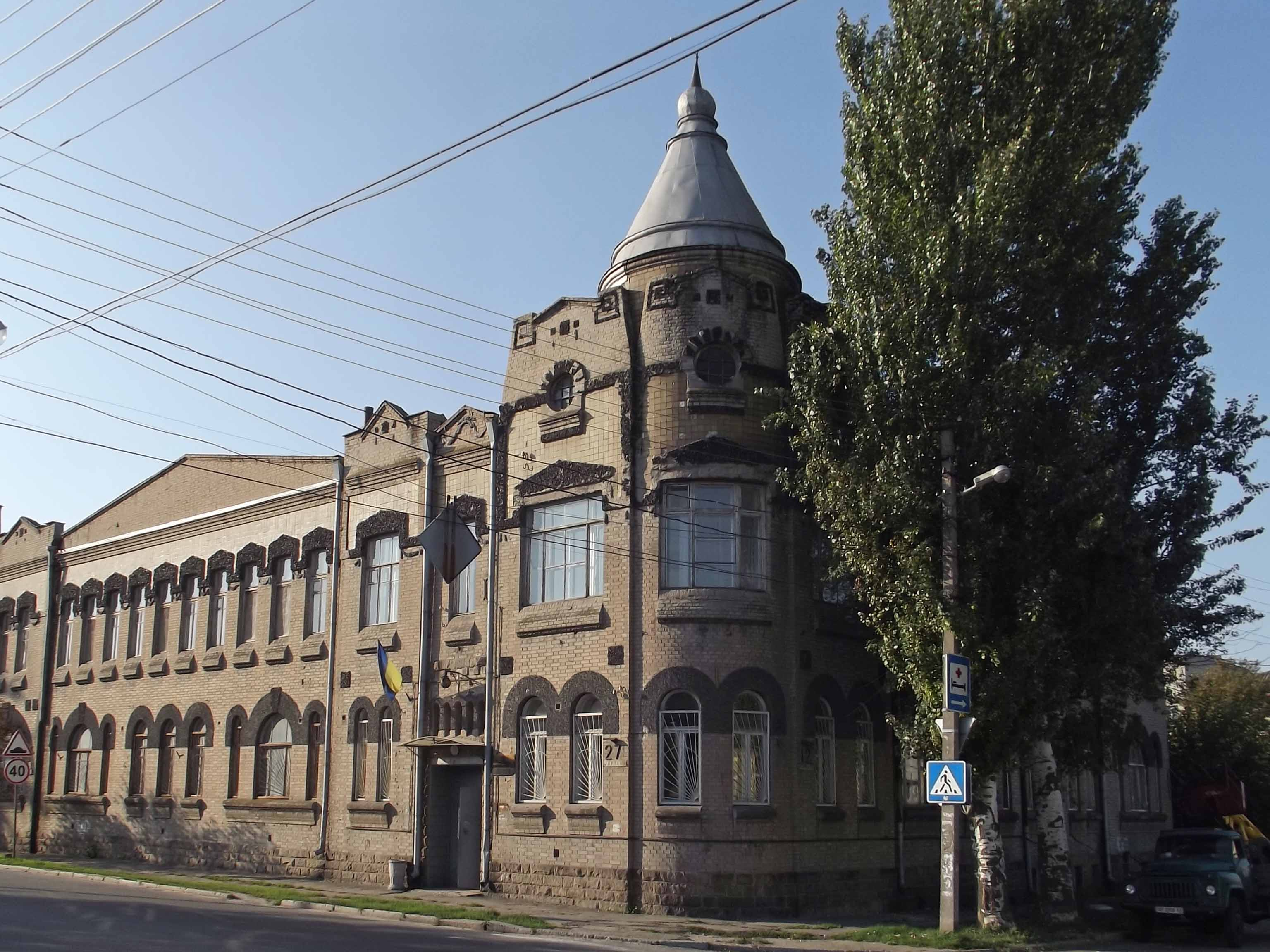
Будівля пологового будинку № 1 (вул. Святого Миколая, 27)
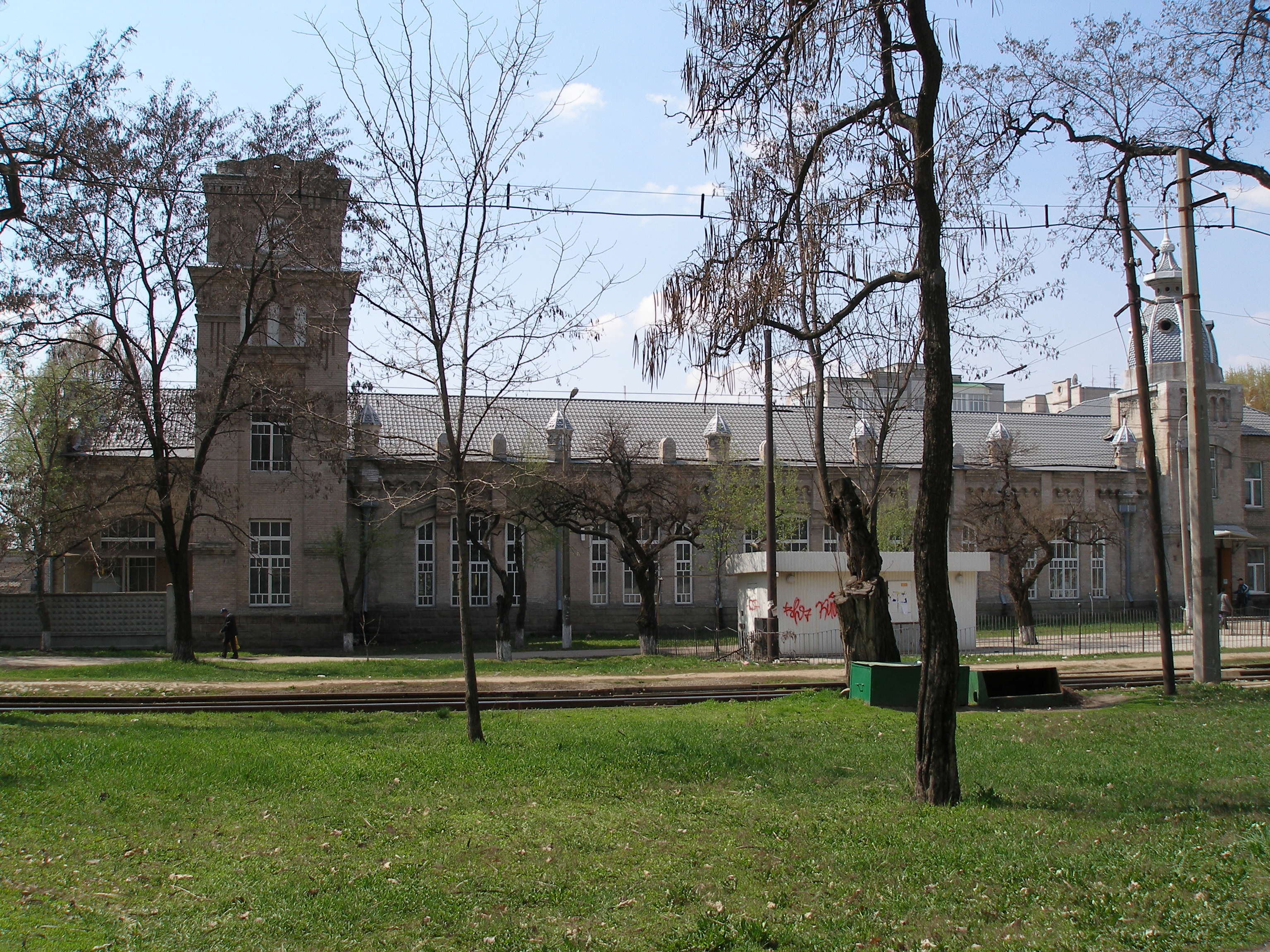
Перша теплова електростанція Олександрівська (вул. Поштова, 73)

У середмісті старого Олександрівська (сучасного Запоріжжя) знаходиться унікальна як за архітектурою, так і за призначенням будівля — перша теплова електростанція міста. Будівля проєктувалася та споруджувалася як перша електростанція Олександрівська, за проєктом технолога місцевого електричного товариства А. С. Берковича. Гроші на будівництво було виділено з міського бюджету. У 1910 році урочисто відкрита перша теплова електростанція, безперебійна подача електроенергії розпочалась з липня 1911 року. Електростанція працювала на твердому паливі — торфі та вугіллі. Будівля електростанції вражала олександрівців. Єдиний поверх основної будівлі заввишки сягав 7 м, двоповерхова цегляна прибудова — 9 м. Цоколь — метровий шар граніту. Всередині електростанції були встановлені два газогенератори. Першим підключився до електростанції Міський банк, згодом електроенергією почали користуватися найзаможніші містяни. Задоволення було не з дешевих — понад 30 копійок за кВт, за місяць — від 4 до 10 рублів, одна лише лампочка коштувала 1 рубль — в тогочасних цінах за 1 рубль була можливість придбати 2 кг якісного м'яса. Потужність електростанції до 1917 року складала 400 кВт. Нині це споживання декількох сучасних багатоповерхівок, а у ті часи покривало потреби цілого міста.

### Українська революція

Кічкаський міст, підірваний махновцями під час відступу у січні 1920 року

22 листопада 1917 року рішенням більшості голосів (147 проти 95) Олександрівська міська рада ухвалила рішення про інтеграцію до Української Народної Республіки, в ході якого місто увійшло до адміністративно-територіальної одиниці Січ. Утім, у січні 1918 року місто захопили анархісти за підтримки російських червоногвардійських загонів, на чолі «революційного комітету» в Олександрівську стали Маруся Нікіфорова та Нестор Махно. 18 квітня 1918 року, після укладання Берестейського миру, місто було звільнено силами Запорізького корпусу Армії УНР за підтримки німецьких загонів. Однак, вже у грудні 1918 року Олександрівськ було остаточно втрачено під натиском більшовицьких сил. Впродовж наступних двох років місто стало ареною бойових дій між більшовиками, білогвардійцями та махновцями. Вперше білогвардійським військам вдалося захопити місто у червні 1919 року, проте у жовтні 1919 року їх витіснили загони Нестора Махна. Розрив Махна з більшовиками призвів до збройного протистояння між цими силами, а в січні 1920 року Олександрівськ втретє захопили більшовики.
19 вересня 1920 року містом заволоділи білогвардійські війська під орудою Петра Врангеля. У жовтні 1920 року більшовики остаточно встановили в Олександрівську радянську окупаційну владу.

### Радянський період
15 березня 1921 року Олександрівська губернія отримала назву Запорізька губернія. Згодом було і перейменоване й губернське місто Олександрівськ в Запоріжжя.
У 1926 році, за американським проєктом, гребля Дніпровської ГЕС повинна була бути побудована прямою, з чотирма смугами руху та вертикальними опорами, а не з параболічними опорами. На місці сучасного підприємства ЗТЗ мали бути всі заводи промислової зони. Для забезпечення електроенергією цих енергозатратних заводів з мінімальними втратами короткою електричною мережею передбачалося будівництво Дніпровської ГЕС на правому березі, а на лівому березі Дніпра (за компасними напрямками східних вітрів) мало би будуватися «місто-сад» від Кічкаса через стару частину до сучасного Південного житлового масиву із пляжною зоною по всій довжині, відокремленою від житлової забудови лісопарковим сквером типу Лонг-Біч або Брайтон-Біч по-запорізькі.
Впродовж довоєнних п'ятирічок місто стало великим індустріальним центром, чому сприяло відкриття 10 жовтня 1932 року Дніпровської ГЕС — найпершої з каскаду дніпровських гідроелектростанцій. Разом із тим було збудовано підприємства, такі як завод листової сталі («Запоріжсталь»), коксохімічний, алюмінієвий («ЗАлК»), феросплавів, завод інструментальної сталі (нині — «Дніпроспецсталь»).

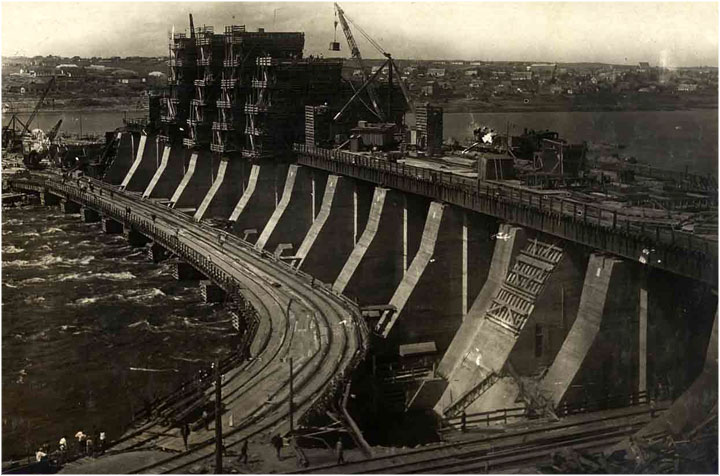
Будівництво Дніпровської ГЕС
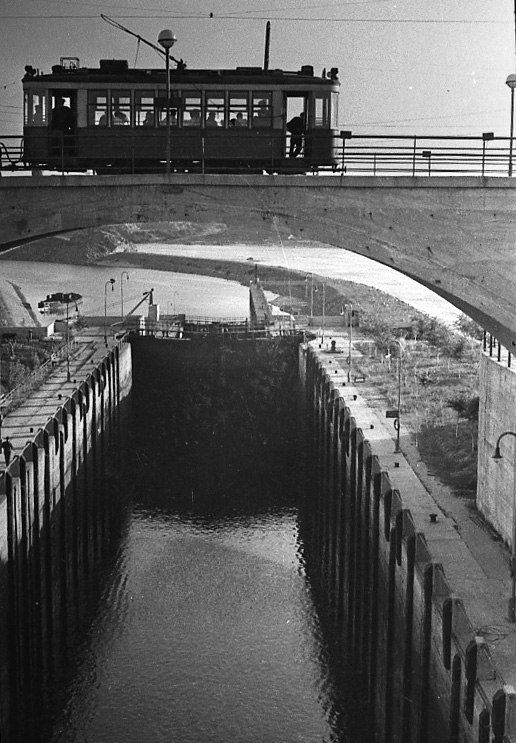
Трамвай типу Х прямує над шлюзом греблі ДніпроГЕС (1930-ті)
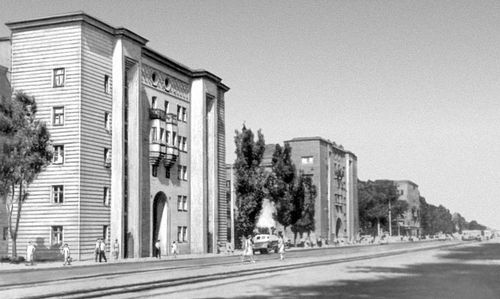
Житлові будинки вздовж проспекту Соборного (1936)
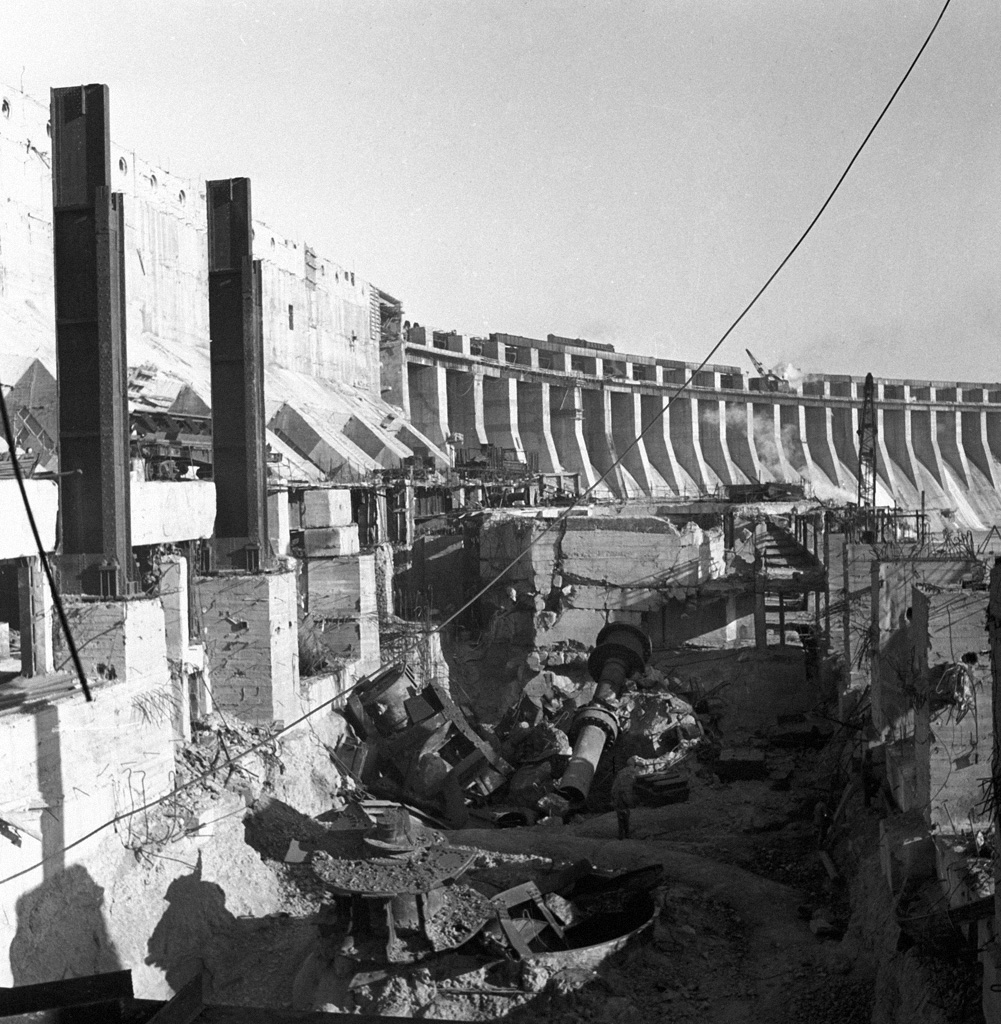
Зруйнований машинний зал Дніпровської ГЕС (1943)
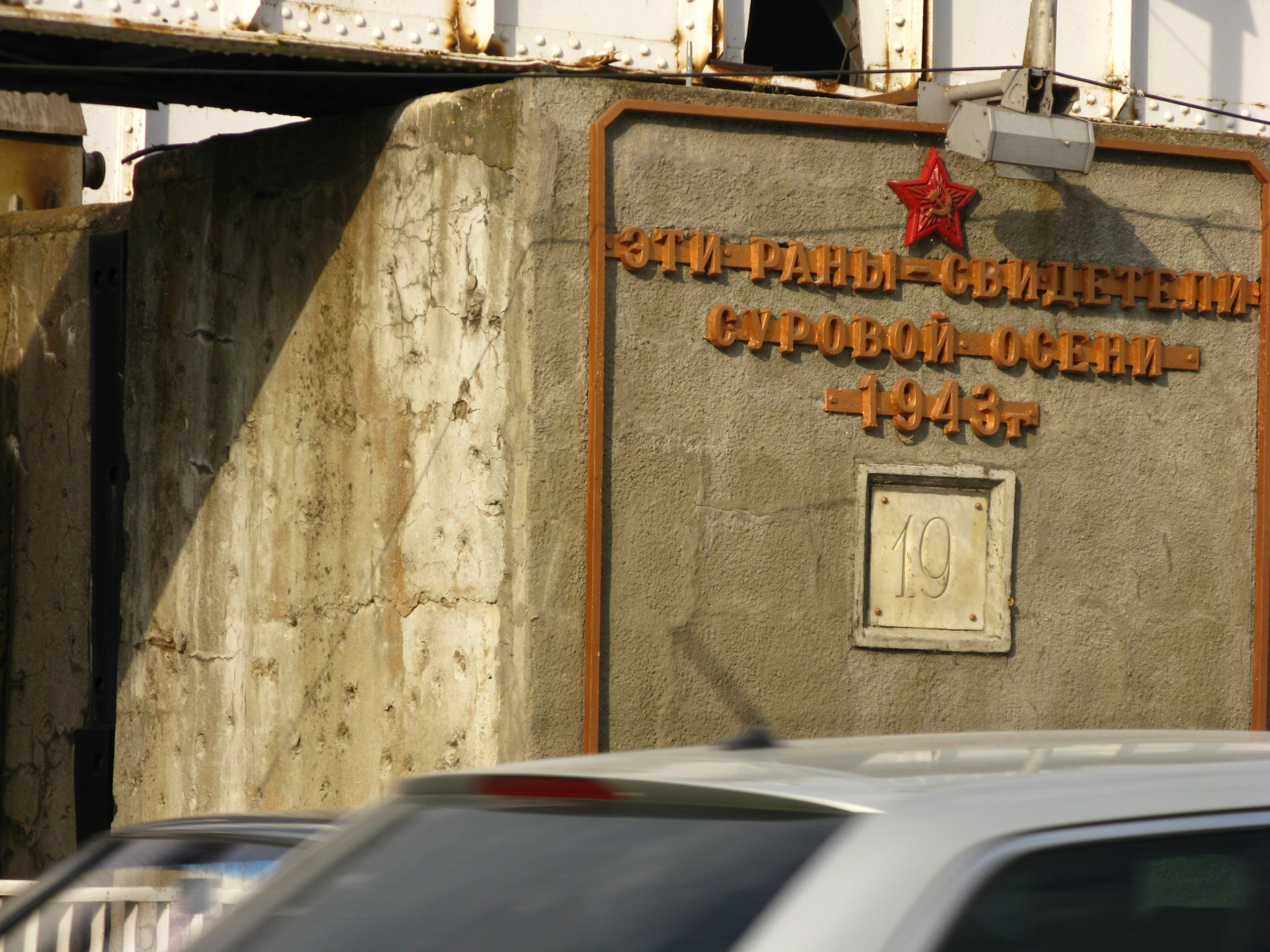
Сліди обстрілу Дніпровської ГЕС (осінь 1943)
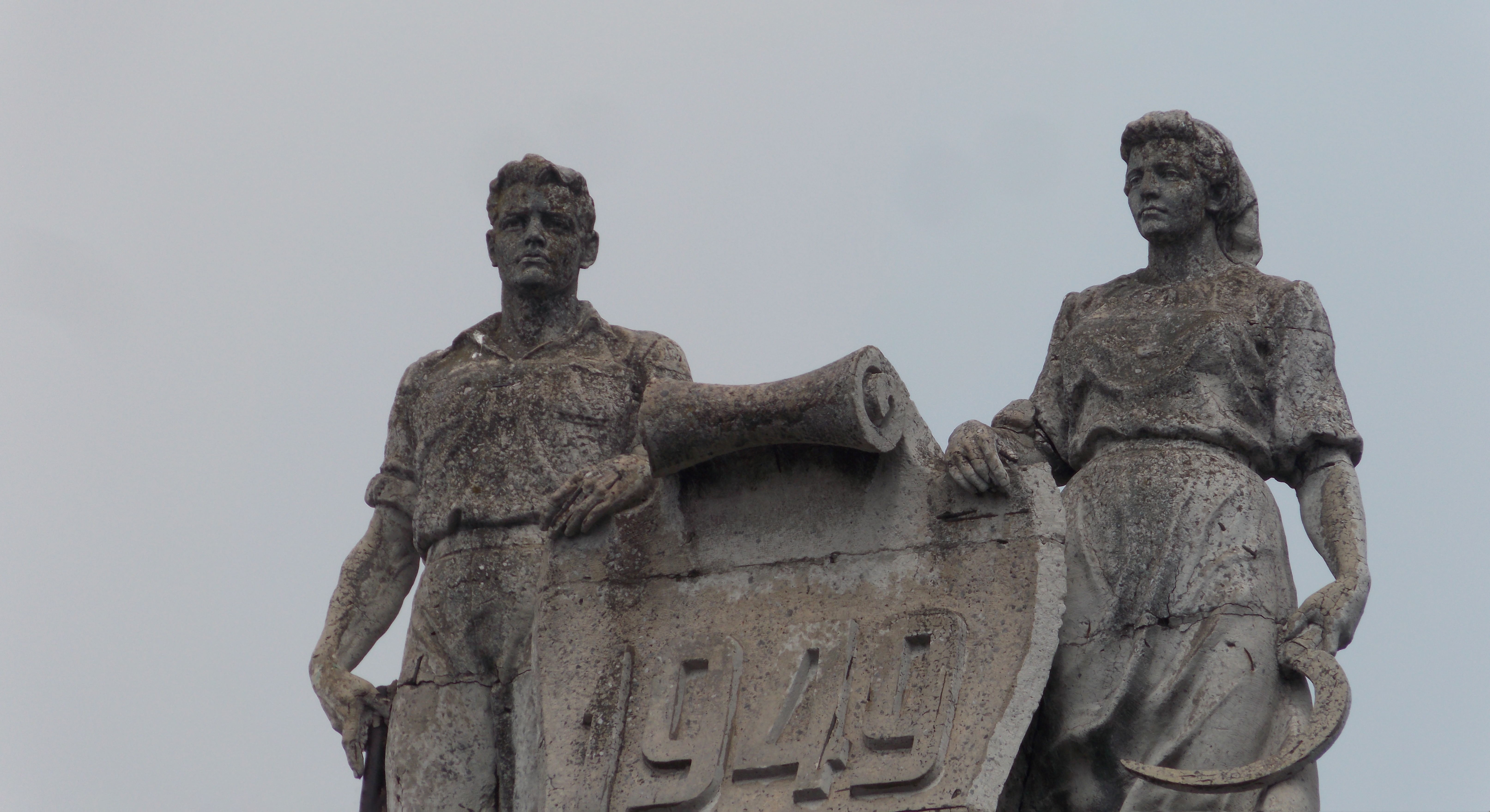
Скульптура на одному з будинків на центральному проспекті (1949)
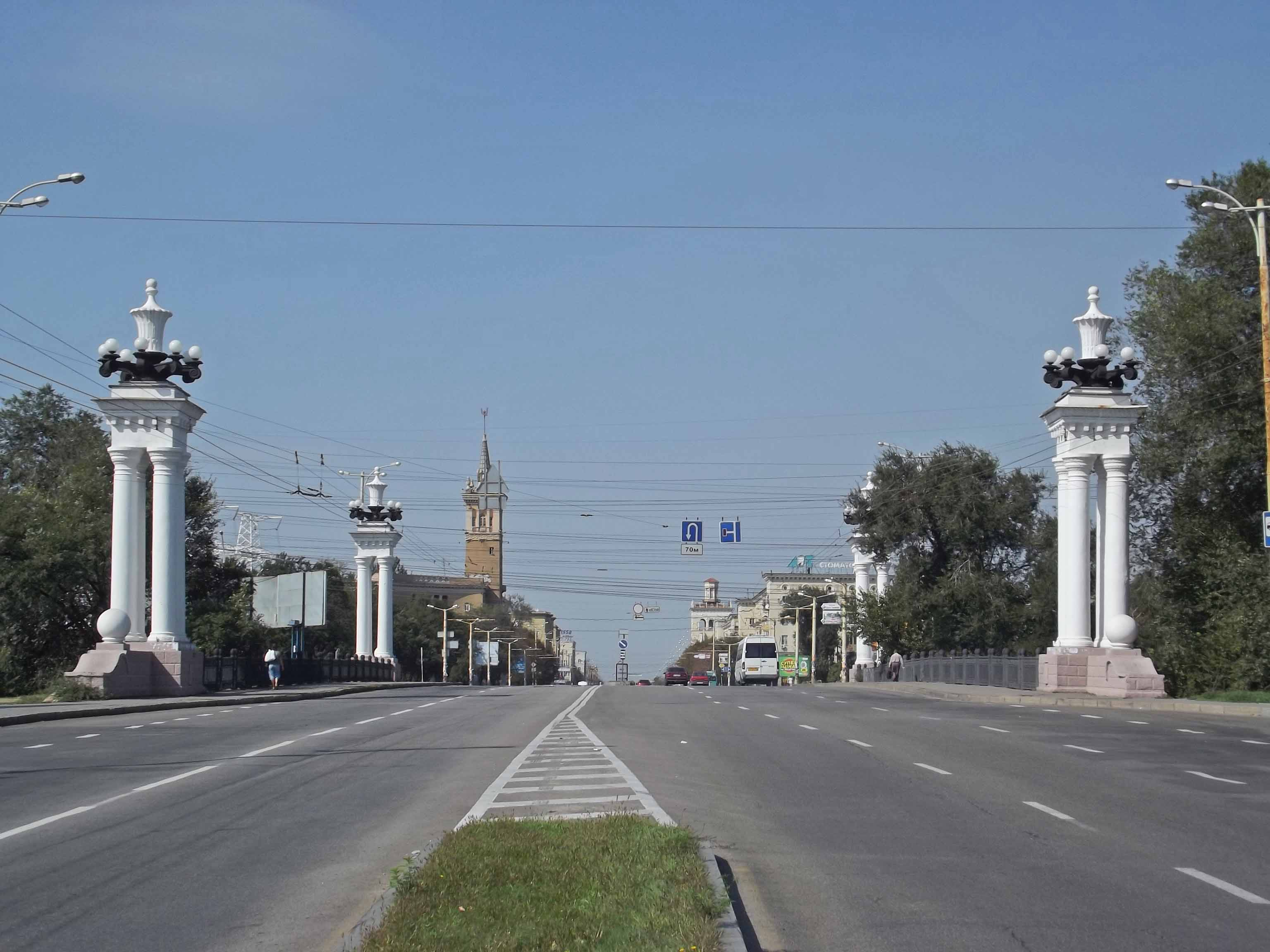
Сучасний Соборний проспект

З 4 жовтня 1941 по 14 жовтня 1943 роки, в ході Другої світової війни, місто впродовж двох років перебувало під тимчасовою окупацією німецьких загарбників, з 1 вересня 1942 року — у формі Запорізького ґебіту. Входженню німецьких військ до міста передував підрив Дніпровської ГЕС 18 серпня 1941 року, здійснений військами НКВС без оповіщення населення та військ, що переправлялися через річку. Руйнівна хвиля води, що ринула через пробоїну в греблі призвела до багатотисячних жертв як з боку цивільного населення, так і червоноармійців, котрі переправлялися через Дніпро. Що цікаво, радянська влада спершу спробувала скинути трагедію на німців, зробивши невдалий відеомонтаж і розповідаючи в псевдодокументальних фільмах про це. Схожу спробу підриву Дніпровської ГЕС німецькі війська намагалися здійснити при відступі, однак її зірвали радянські розвідники.
У листопаді 1941 року в місті почався Голокост, в ході якого розстріляно понад 100 євреїв, у березні 1942 року — 3700 осіб.
Під час Другої світової війни Запоріжжя було найбільш відвідуване Адольфом Гітлером, який неодноразово навідувався до штаб-квартири фон Манштейна (нині — 2-й корпус Національного університету «Запорізька політехніка», вул. Гоголя, 64), з українських міст.
Повоєнні роки відзначені подальшим ростом міста. У 1950—1960-х років закладено житлові масиви «Вознесенка», Космічний та Шевченківський, у 1970-х роках — Хортицький, Бородінський, Осипенківський, у 1984 році — Південний. Було введено в експлуатацію Запорізький трансформаторний завод (ЗТЗ), завод високовольтної апаратури, «Запоріжкабель» та «Перетворювач» тощо.
Наприкінці 1980-х років, населення міста досягло свого максимуму — близько 900 тис. осіб, після чого почало зменшуватись.

### У Незалежній Україні
|                                          |  |  |
| Пам'ятна монета НБУ присвячена Запоріжжю |  |  |

1 серпня 1990 року відбулось вшанування пам'яті дослідника Запорозької Січі академіка Дмитра Яворницького в тогочасному Дніпропетровську (нині — Дніпро), 2 серпня делегації з усіх областей України та Кубанського козацтва розташувались в наметовому таборі на Олексіївській затоці Дніпра, 3 серпня було організовано наукову конференцію з історії Запорозької Січі в Нікополі, а 4 серпня відбулось вшанування пам'яті кошового Запорозької Січі Івана Сірка та відкриття пам'ятного хреста на Могилі Пам'яті.
5 серпня 1990 року відбулися мітинг Народного руху України, який зібрав близько 1 млн учасників, а також Велика Хода по Запоріжжю — урочистий захід, що став завершенням та кульмінацією святкування 500-річчя Запорозького козацтва. 500 тисяч учасників з усієї України зібралися на острові Хортиця, з якого почалися витоки козацтва, потім пройшли від Правого берега греблею Дніпровської ГЕС до центру міста, де відбувся мітинг. Над ходою майоріли синьо-жовті та червоно-чорні прапори та лунали гасла «Слава Україні!», «Героям Слава!», «Єдність!», «Слава запорожцям!», «Україні самостійність!», «Запоріжцям — рідну мову!», «Збережемо Хортицю!» «Чисте небо — чисту воду українському народу!».
Заходи відбувалися на хвилі національного піднесення після проголошення Декларації про державний суверенітет 16 липня 1990 року і були спрямовані проти московського компартійного режиму в Україні. Козацькі землі побачили тисячі синьо-жовтих прапорів, нащадки козаків згадали своє коріння і вголос заявили про свою ідентичність, а вже 24 серпня 1991 року Україна стала незалежною державою.
30 серпня 2004 року в Запоріжжі розпочалось будівництво нових автомобільних мостових переходів через річки Дніпро та Старий Дніпро.
У 2004 році гурт «Хорта» виступив на каскаді фонтанів «Веселка» під час фестивалю «Перлини сезону» із піснею «Запоріжжя», яка згодом стала неофіційним гімном міста.
1 грудня 2013 року в місті організовано протестний майдан, як реакція на Силовий розгін Євромайдану в Києві.
26 січня 2014 року перед Запорізькою облдержадміністрацією відбувся кількатисячний мітинг, який було розігнано зусиллями працівниками органів МВС та «тітушок».
13 квітня 2014 року відбулася кульмінація серії проросійських виступів у місті. Мітинг антимайданівців на Алеї Слави переріс у сутичку з прихильниками Майдану — частину з прибічників антимайдану оточили, закидали яйцями, борошном та пакетами з молоком, а згодом доправили коридором ганьби до УБОЗу. Події отримали назву «Яєчна неділя».
20 лютого 2015 року на майдані під стінами Запорізької облдержадміністрації було відкрито пам'ятний знак на честь Героїв Революції гідності.
25 березня 2015 року на сесії Запорізької міської ради площу Жовтневу перейменовано на Майдан Героїв, на честь героїв-майданівців. Проти перейменування площі виступили лише депутати-комуністи, рішення було прийняте більшістю голосів («За» 53 голоси з 69). Під час сесії зазначалося, що рішення про перейменування площі — ініціатива громади Запоріжжя, яка на цій площі збиралася під час Євромайдану, саме на цьому місці встановлено пам'ятний знак на честь героїв Революції гідності, містяни влаштовують урочисті зустрічі героїв-земляків з війни на сході України.

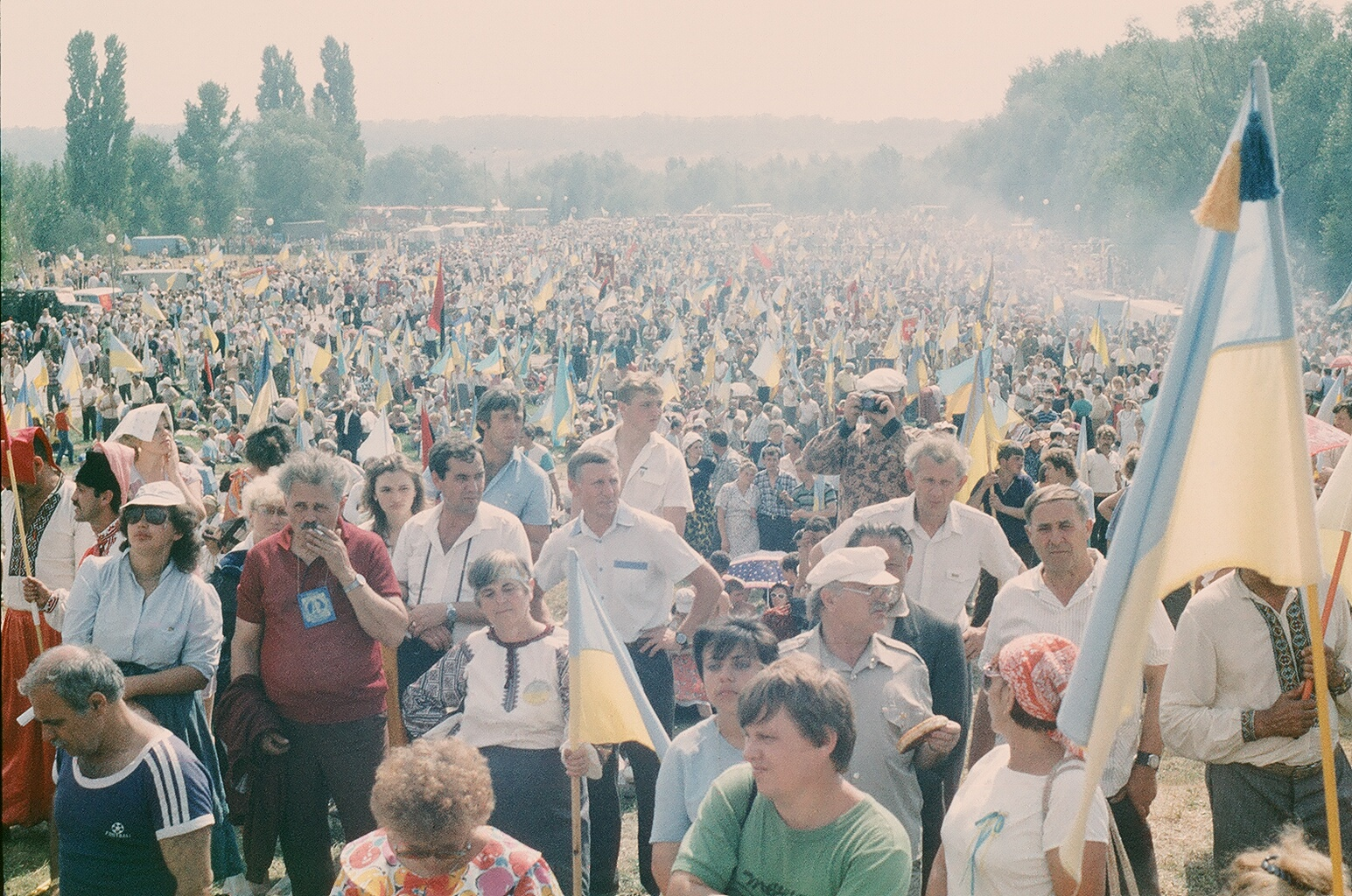
Мітинг Народного руху України в Запоріжжі (5 серпня 1990)
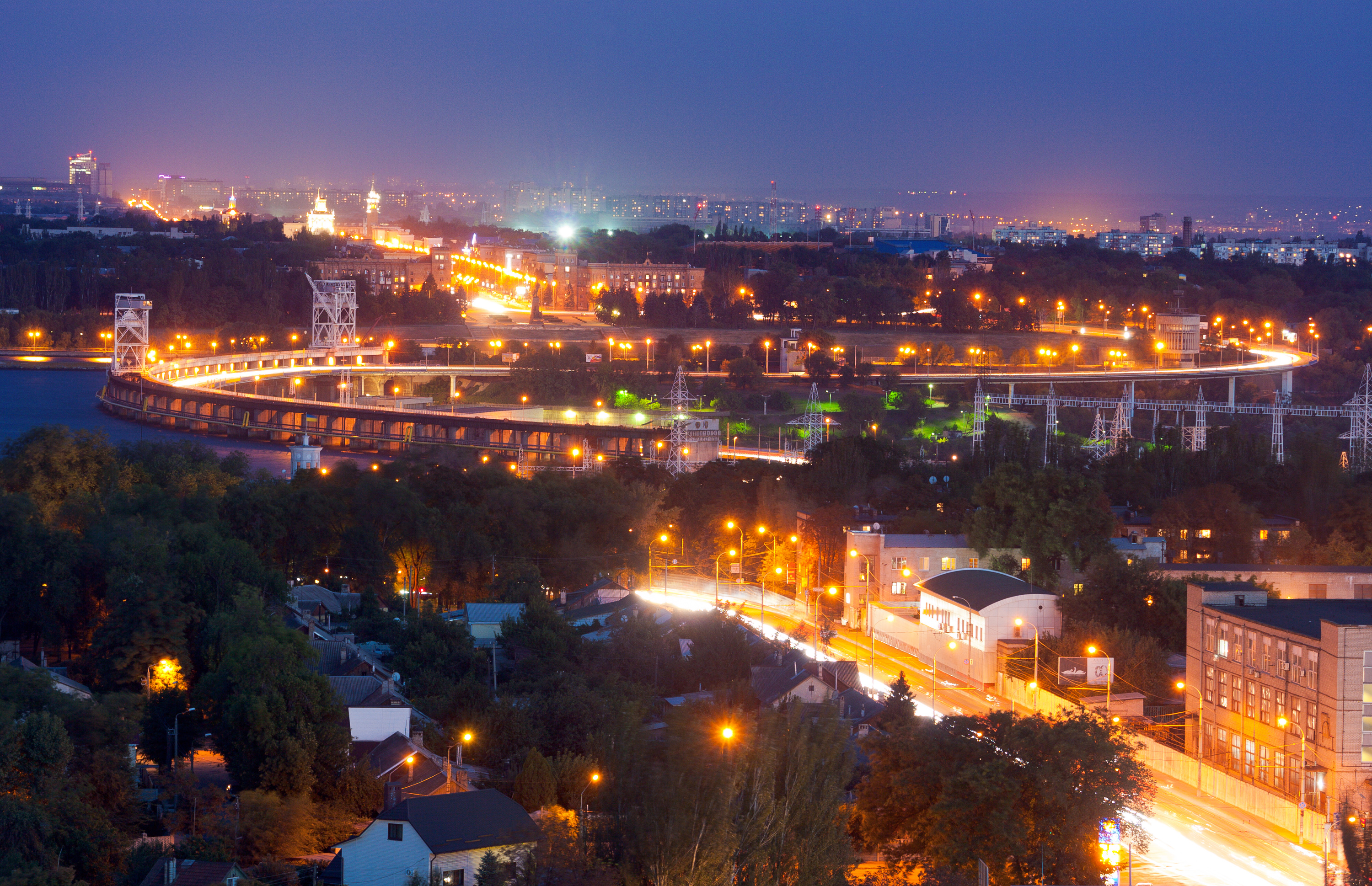
Гребля Дніпровської ГЕС

У 2017 році, за даними видання «Фокус», Запоріжжя у щорічному рейтингу комфортності міст України виявилося на 15-му місці. При складанні рейтингу враховувалися такі критерії, як економічний стан, безпека проживання, інфраструктура міжміського транспорту, якість послуг, екологія. До переваг міста варто віднести вартість житла й оренди квартир, вартість умовного споживчого кошика. У рейтингу Запоріжжя отримало 40,1 бала зі 100 можливих.
Перша підозра на захворювання була ще 11 березня. 47-річна жінка 1972 року народження працювала в Італії, 9 березня вона була госпіталізована, на той час в обласній лікарні знаходилася ще одна людина в якої підозрювали коронавірус — це чоловік старше 50 років, який приїхав із Санкт-Петербурга. Обидва випадки не підтвердилися.
16 березня 2020 року в Запоріжжі було оголошено карантин, внаслідок чого припинили роботу об'єкти громадського користування, крім торговельно-розважальних закладів. Для боротьби з поширенням коронавірусу в бюджеті Запоріжжя додатково передбачалося 100 млн гривень. Перший випадок інфікування був підтверджений 24 березня 2020 року.

#### Російсько-українська війна
Під час повномасштабного російського вторгнення в Україну місто регулярно потрапляє під ракетні удари російських окупаційних військ. Місто є важливим волонтерським та логістичним вузлом.
У 2014—2025 роках перейменовано низку вулиць, що мали російське та радянське походження.
13 травня 2025 року в Запоріжжі розгорнуто перший чорно-білий Прапор Надії під час відкриття першого ветеранського простору «Ветеран ПРО. Запоріжжя». Ініціатива започаткована ветераном російсько-української війни, оборонцем Маріуполя та «Азовсталі» Сергієм Волинським. Чорно-білі прапори Надії символізують невпинну боротьбу за повернення всіх безвісти зниклих та полонених українців. 16 червня 2025 року над районними адміністраціями Запоріжжя замайоріли Прапори Надії — білий колір символізує віру, надію, свободу й очікуване повернення всіх полонених та зниклих безвісти додому, чорний — уособлює смерть, страждання, катування та приниження, що супроводжують полон. Поєднання цих двох кольорів — новий символ боротьби з російськими окупантами за територіальну цілісність та суверенітет України.

## Географія

### Основні характеристики
Площа міста Запоріжжя становить 33 099 га. Показник території на 1000 жителів — 39 га, що приблизно збігається з такими ж показниками по містах України (40 га) і міста такого ж рівня — Дніпра (33 га).
Понад 4 тис. га зайняті водними просторами (12,8 %), близько 8 тис. га займають промислові, комунально-складські об'єкти, спецтериторії, 17,6 % міських земель використовуються в сільському господарстві. Вільні міські землі, що становлять 1,6 % від усієї території міста Запоріжжя, роздроблені й дисперсно розташовані в плані міста.

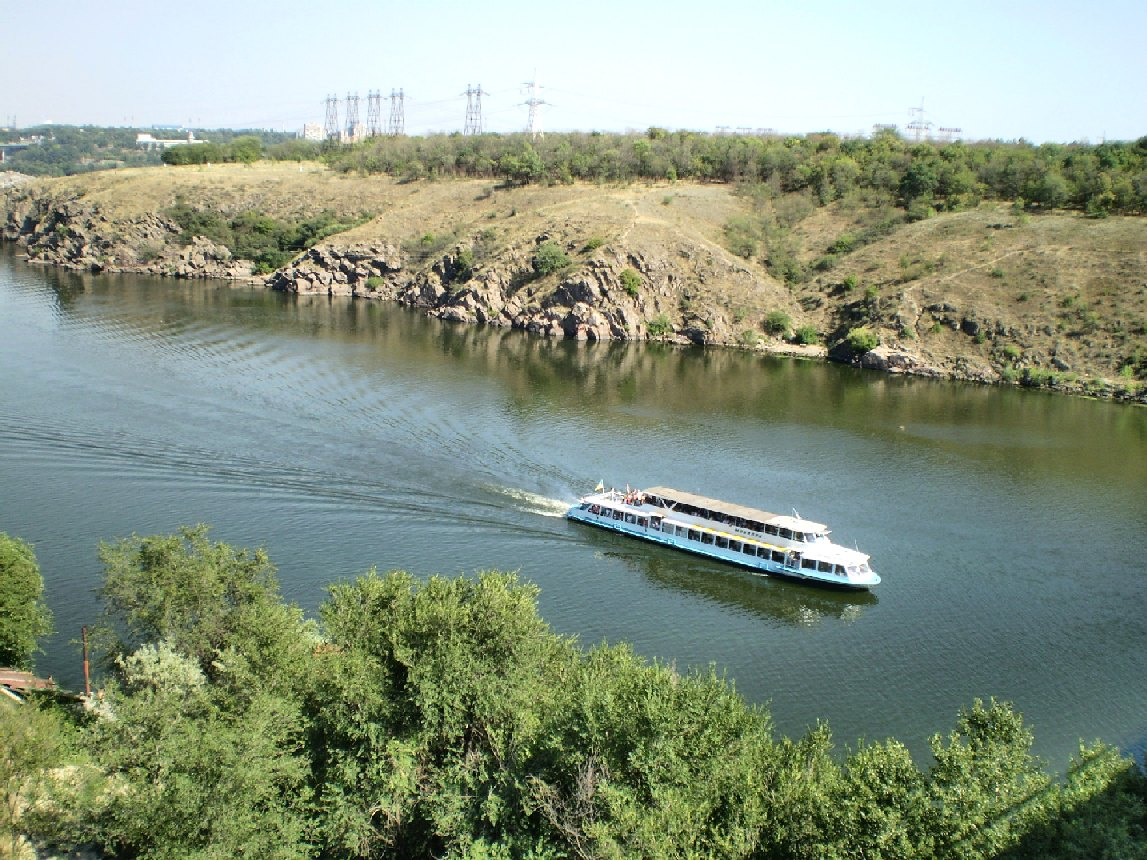
Прогулянковий катер на Дніпрі біля острова Хортиця
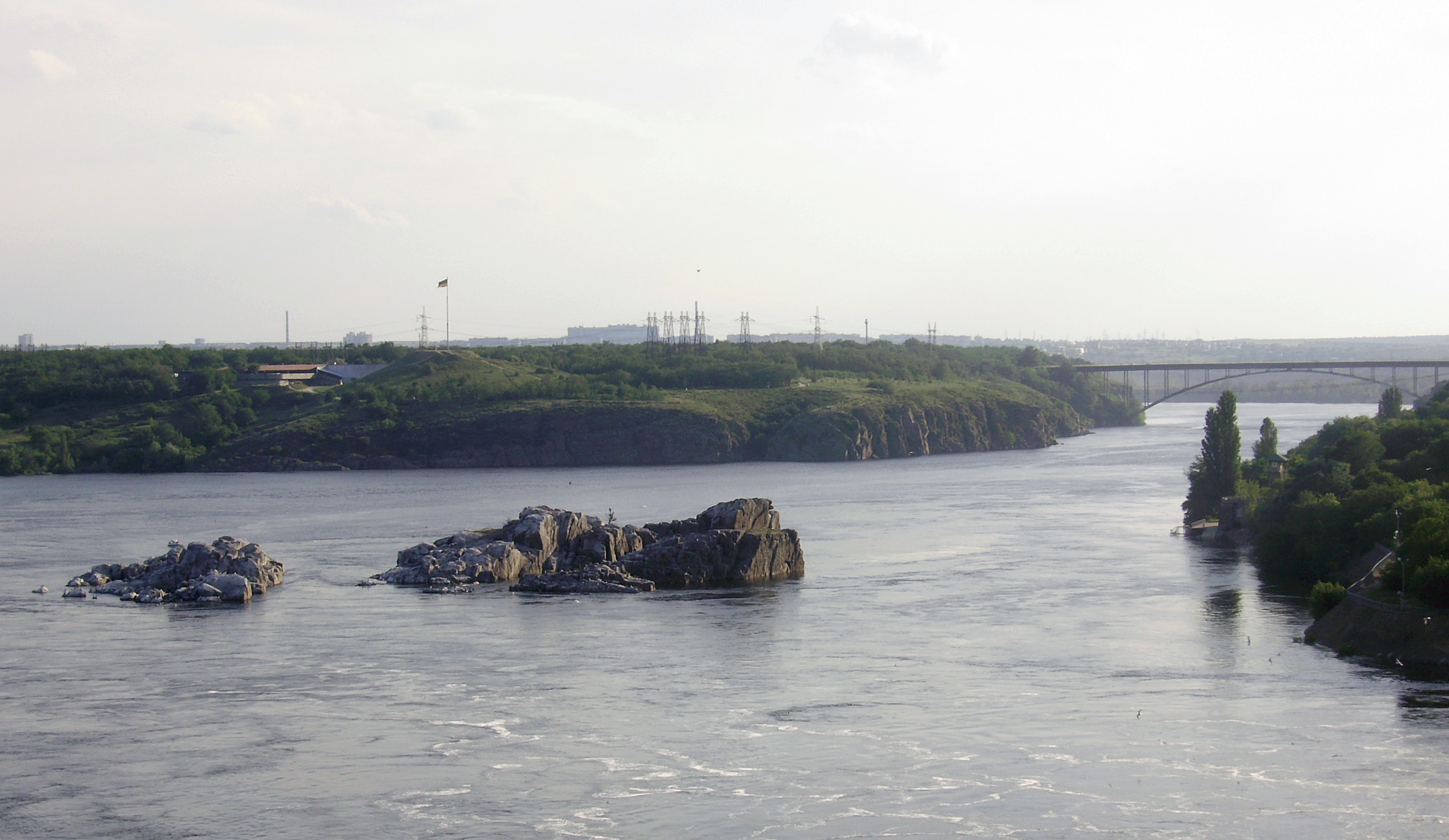
Дніпрові пороги
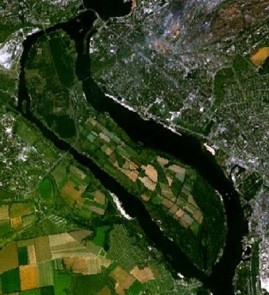
Острів Хортиця (світлина з космосу)
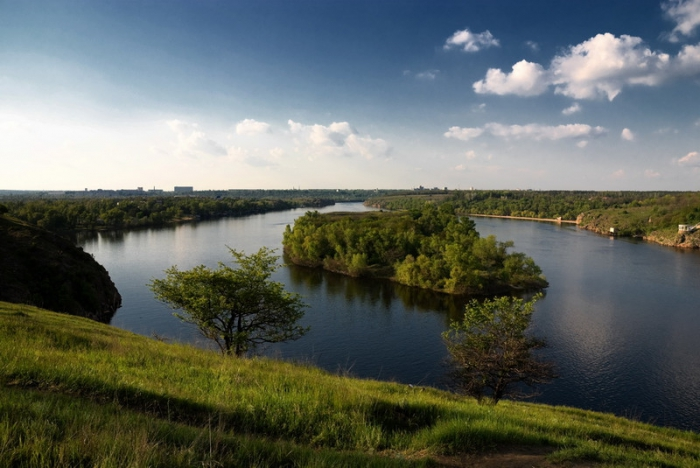
Острів Байда

### Клімат
Місто Запоріжжя розташоване в зоні м'якого континентального клімату, котрий характеризується спекотним посушливим літом, для якого характерні суховії, які в окремі роки бувають особливо сильні. Літо тепле, зазвичай починається в перших числах травня й триває до початку жовтня, охоплюючи період близько п'яти місяців. Найтепліший місяць — липень із середньою температурою 23,8 °C. Найхолодніший місяць — січень, із середньою температурою -2,7 °С. Зима помірно м'яка, часто спостерігається відсутність стійкого сніжного покриву. У середньому, висота снігового покриву становить 14 см, найбільша — 35 см.
| Клімат Запоріжжя (1987-2016)               | Клімат Запоріжжя (1987-2016) | Клімат Запоріжжя (1987-2016) | Клімат Запоріжжя (1987-2016) | Клімат Запоріжжя (1987-2016) | Клімат Запоріжжя (1987-2016) | Клімат Запоріжжя (1987-2016) | Клімат Запоріжжя (1987-2016) | Клімат Запоріжжя (1987-2016) | Клімат Запоріжжя (1987-2016) | Клімат Запоріжжя (1987-2016) | Клімат Запоріжжя (1987-2016) | Клімат Запоріжжя (1987-2016) | Клімат Запоріжжя (1987-2016) |
| Показник                                   | Січ.                         | Лют.                         | Бер.                         | Квіт.                        | Трав.                        | Черв.                        | Лип.                         | Серп.                        | Вер.                         | Жовт.                        | Лист.                        | Груд.                        | Рік                          |
| Абсолютний максимум, °C                    | 11,4                         | 17                           | 26                           | 26                           | 30,6                         | 36                           | 38                           | 40                           | 35                           | 30                           | 20                           | 15                           | 40,0                         |
| Середній максимум, °C                      | 2,6                          | 4,8                          | 10,4                         | 16,8                         | 22,2                         | 27,5                         | 31,2                         | 31,0                         | 27,1                         | 20,1                         | 12,2                         | 3,7                          | 17,1                         |
| Середня температура, °C                    | −2,7                         | −1,5                         | 4,5                          | 10,5                         | 15,5                         | 20,2                         | 23,8                         | 23,1                         | 19,0                         | 11,5                         | 5,1                          | −0,4                         | 11,1                         |
| Середній мінімум, °C                       | −6,1                         | −5,8                         | −0,1                         | 5,2                          | 9,1                          | 12,9                         | 16,6                         | 15,9                         | 11,5                         | 6,6                          | −1,4                         | −3,2                         | 5,1                          |
| Абсолютний мінімум, °C                     | −30                          | −27,8                        | −19,2                        | −8,2                         | −2,4                         | 3,9                          | 5,9                          | 3,9                          | −3                           | −8                           | −17,9                        | −27,8                        | −30                          |
| Середня кількість сонячних годин на місяць | 114,0                        | 132,9                        | 169,6                        | 197,9                        | 268,6                        | 344,3                        | 364,0                        | 341,2                        | 293,1                        | 222,3                        | 166,4                        | 118,7                        | 2733,0                       |
| Норма опадів, мм                           | 30.2                         | 33.2                         | 52.3                         | 62.2                         | 45.6                         | 14.2                         | 5.5                          | 2.1                          | 4.4                          | 21.8                         | 40.0                         | 29.7                         | 341.2                        |
| Днів з опадами                             | 9,6                          | 9,4                          | 11,4                         | 12,7                         | 12,0                         | 5,0                          | 2,2                          | 1,7                          | 2,1                          | 7,1                          | 8,3                          | 8,5                          | 90,7                         |
| Днів зі снігом                             | 8,5                          | 9,5                          | 3,7                          | 0,8                          | 0,0                          | 0,0                          | 0,0                          | 0,0                          | 0,0                          | 0,3                          | 3,5                          | 5,5                          | 32,5                         |
| Вологість повітря, %                       | 86                           | 74                           | 65                           | 60                           | 58                           | 51                           | 48                           | 48                           | 49                           | 60                           | 75                           | 84                           | 68.5                         |
| ------------------------------------------ | ---------------------------- | ---------------------------- | ---------------------------- | ---------------------------- | ---------------------------- | ---------------------------- | ---------------------------- | ---------------------------- | ---------------------------- | ---------------------------- | ---------------------------- | ---------------------------- | ---------------------------- |

Середньорічна температура +11,1 °C, середня температура в липні +23,8 °C, а в січні —2,7 °C.

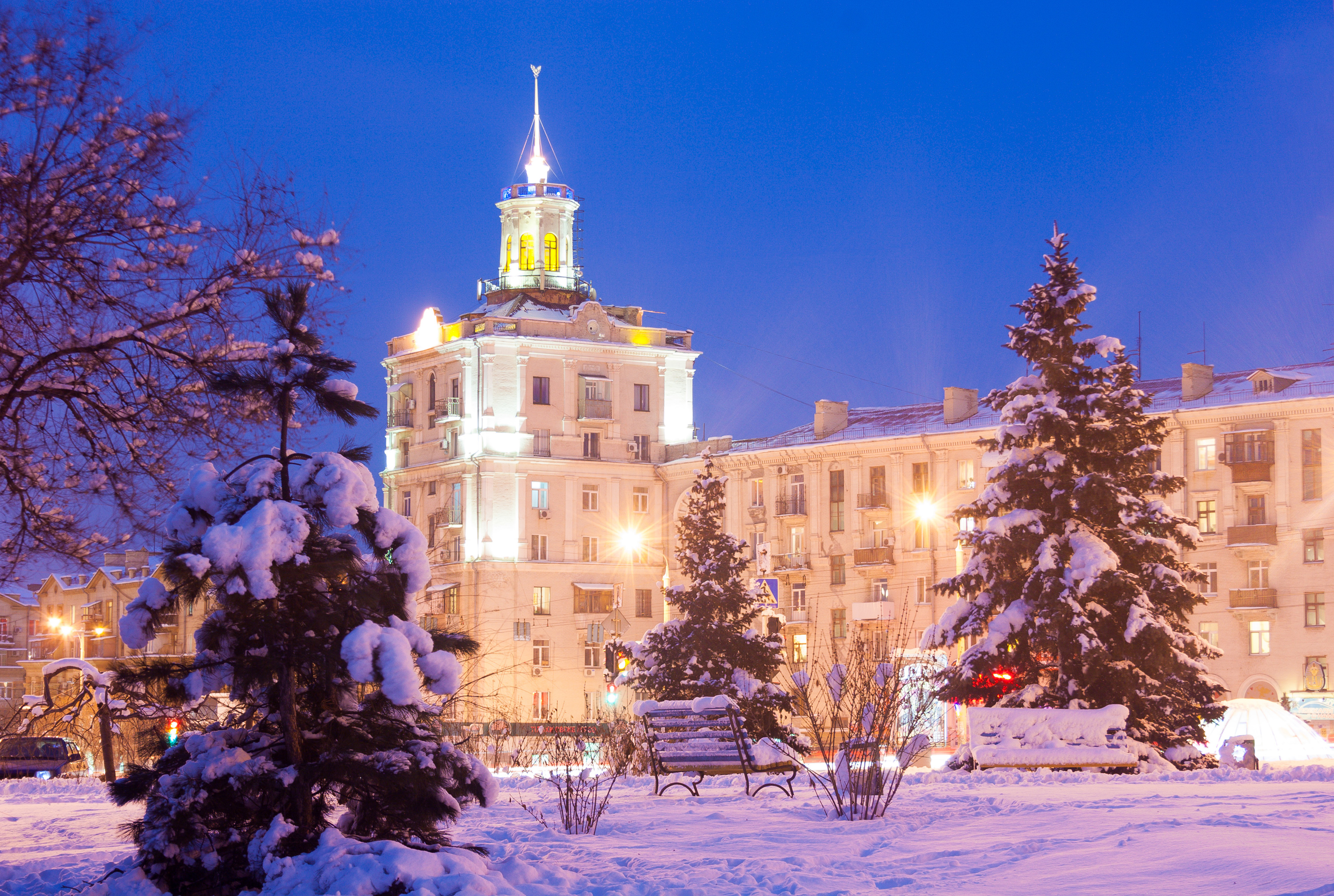
Соборний проспект взимку

Середня глибина промерзання ґрунту — 0,8 м, максимальна — близько 1 м. За умовами забезпеченості вологою територія міста належить до посушливої зони. Середньорічна кількість опадів становить 443 мм, а випаровування з поверхні суходолу — 480 мм, з водної поверхні — 850 мм. При цьому влітку часто спостерігаються зливи, що сильно розмивають поверхню ґрунту.
Відносна вологість повітря станом на 13:00 становить 60 %, найменша — 40 % — спостерігається у липні — серпні.
Переважні напрямки вітру в теплий період — північний і північно-східний, у холодний період — північно-східний і східний. Середня швидкість вітру становить 3,8 м/сек, посилюючись до 4,2 м/сек на околицях міста. Максимальна швидкість вітру, до 28 м/сек, спостерігається один раз на 15–20 років.
Щороку, у середньому, місто вкрито туманом 45 днів на рік. Найбільше число туманів — 60 на рік.

### Забудова
Забудова міста представлена компактною відкритою структурою й розташована на обох берегах річки Дніпро. Лівобережна частина — лінійна й дуже неоднорідна за функціональним зонуванням.
Селітебні території, що розчленовуються транспортними й комунікаційними коридорами, витягнуті уздовж берегів і безпосередньо прилягають до промислових територій. Як наслідок, значна частина житлової забудови (до 70 %) розташована в зонах впливу промислових підприємств.
Правобережна частина міста більш компактна й однорідна за функціональним зонуванням. Промислові підприємства Хортицького промрайону, які «чистіші» в екологічному плані, не справляють негативного впливу на житлову забудову.
Проте, правобережна частина, хоч і порівняно сприятливіша в екологічному плані, немає досить розвинених транспортних зв'язків з промзоною міста, яка розташована переважно в його лівобережній частині, та з центром Запоріжжя.
Наразі місто має невеликий резерв вільних територій у наявних межах. Серед територій, можливих до освоєння під сателітну забудову, існує можливість виділити невеликі ділянки в прибережній частині лівого берега (вулиця Скельна, Центральний бульвар), райони намиву Миколаївської заплави («Південний житломасив»), у правобережній частині міста (Бородінський мікрорайон, Хортицький район, Верхня Хортиця). Окрім цього, є невеликий резерв територій у районах можливої реконструкції (Старе місто, Павло-Кічкас).

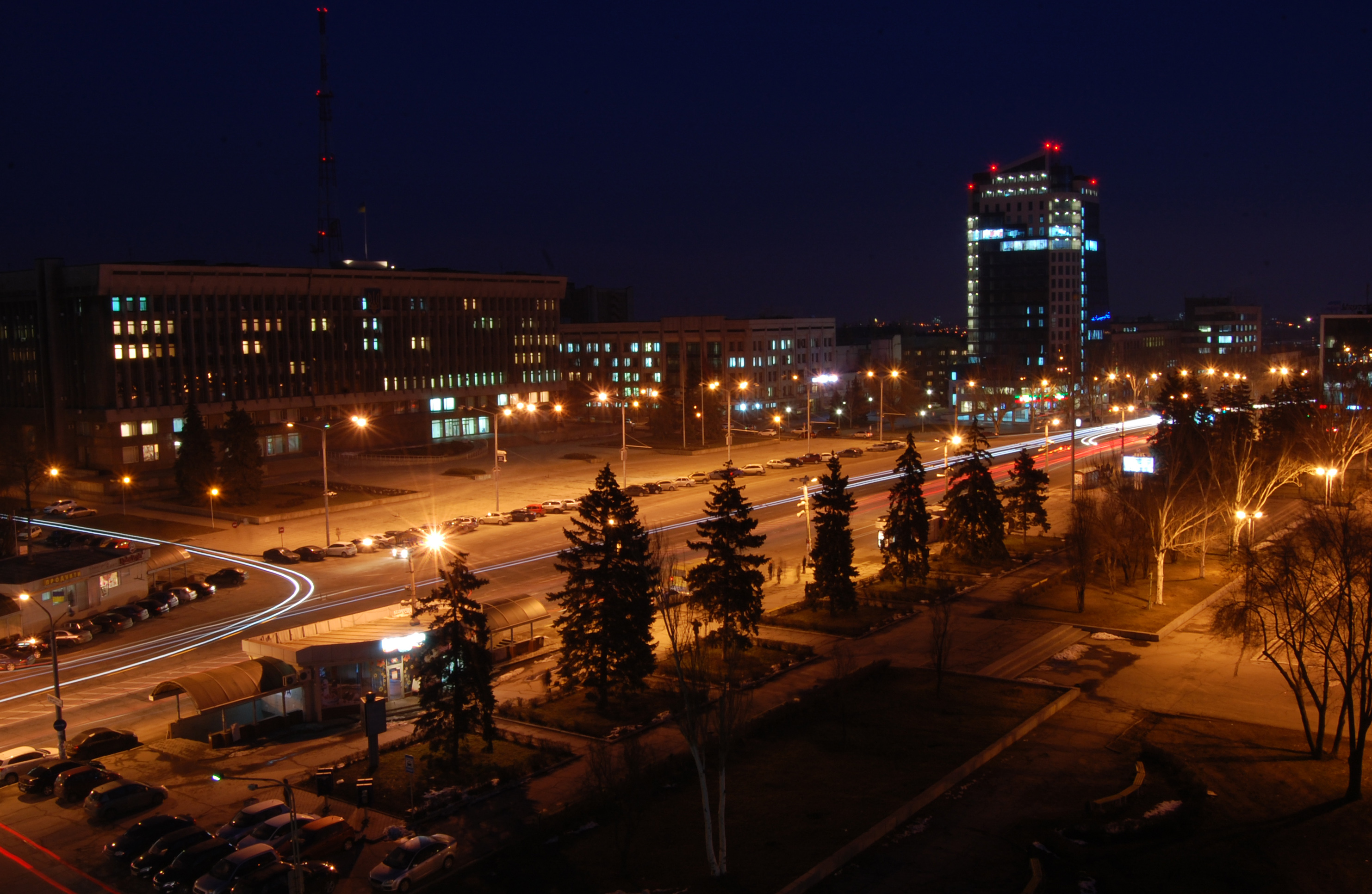
Фестивальна — центральний майдан міста
17-поверхові башти Хортиця-Палац
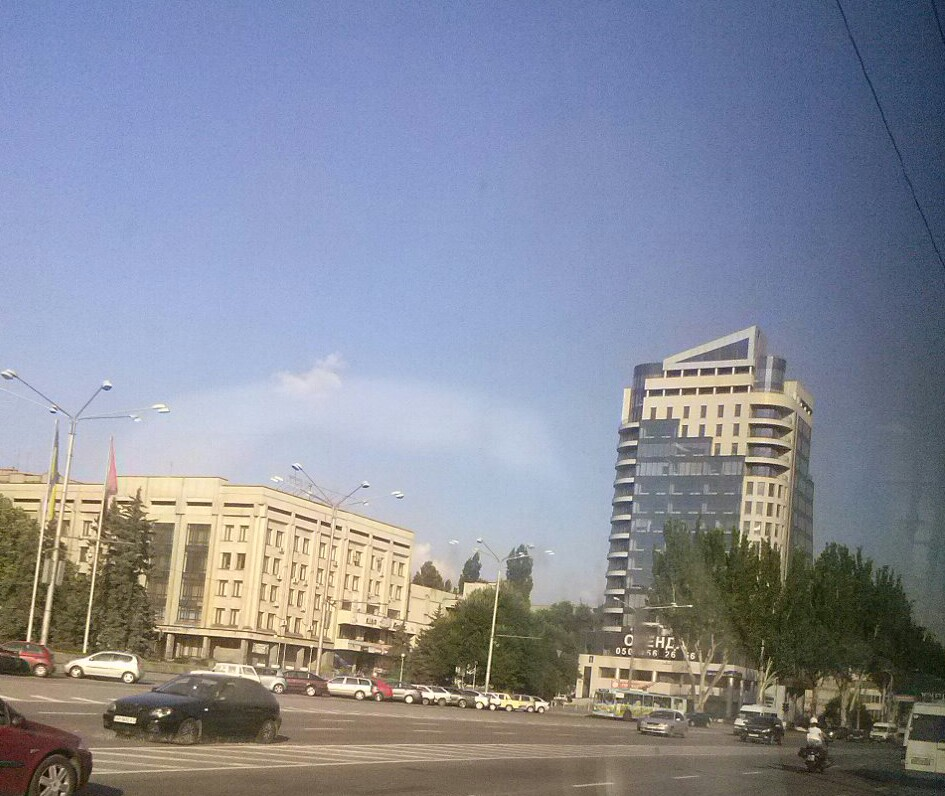
Бізнес-центр «Eco tower»
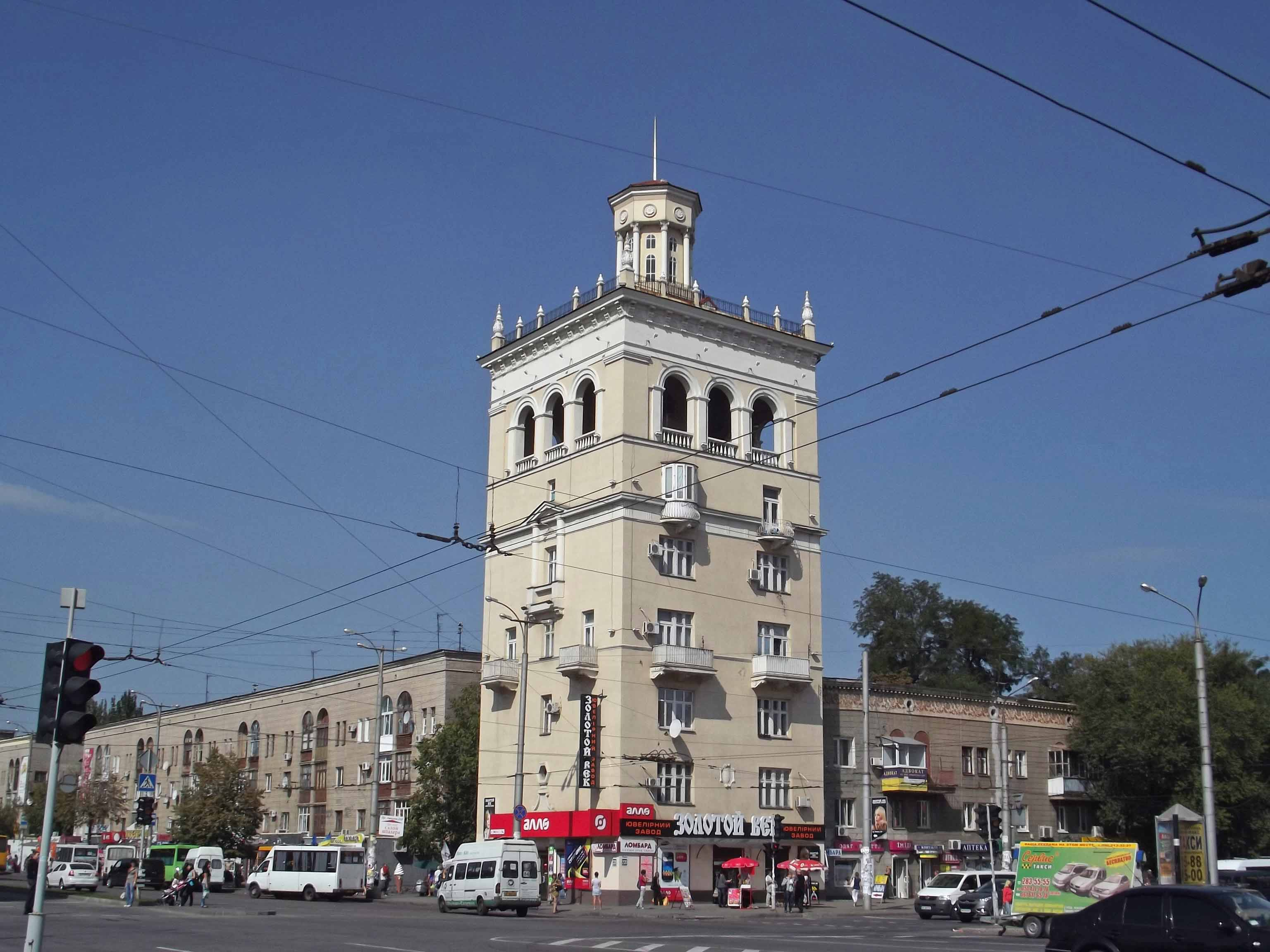
Перехрестя на розі проспектів Соборного й Металургів

У 2017 році до Державного реєстру нерухомих пам'яток України внесено 20 об'єктів культурної спадщини архітектури та містобудування, розташованих у Запоріжжі, зокрема клуб «Металіст» (БК «ЗАЗ»), а також житлові будинки, зведені у 1930—1950-х роках.

## Органи влади
Запоріжжя є самостійною адміністративно-територіальною одиницею й адміністративним центром Запорізької області. У місті перебувають органи як місцевого, так і обласного самоврядування.

### Самоврядування

#### Міське

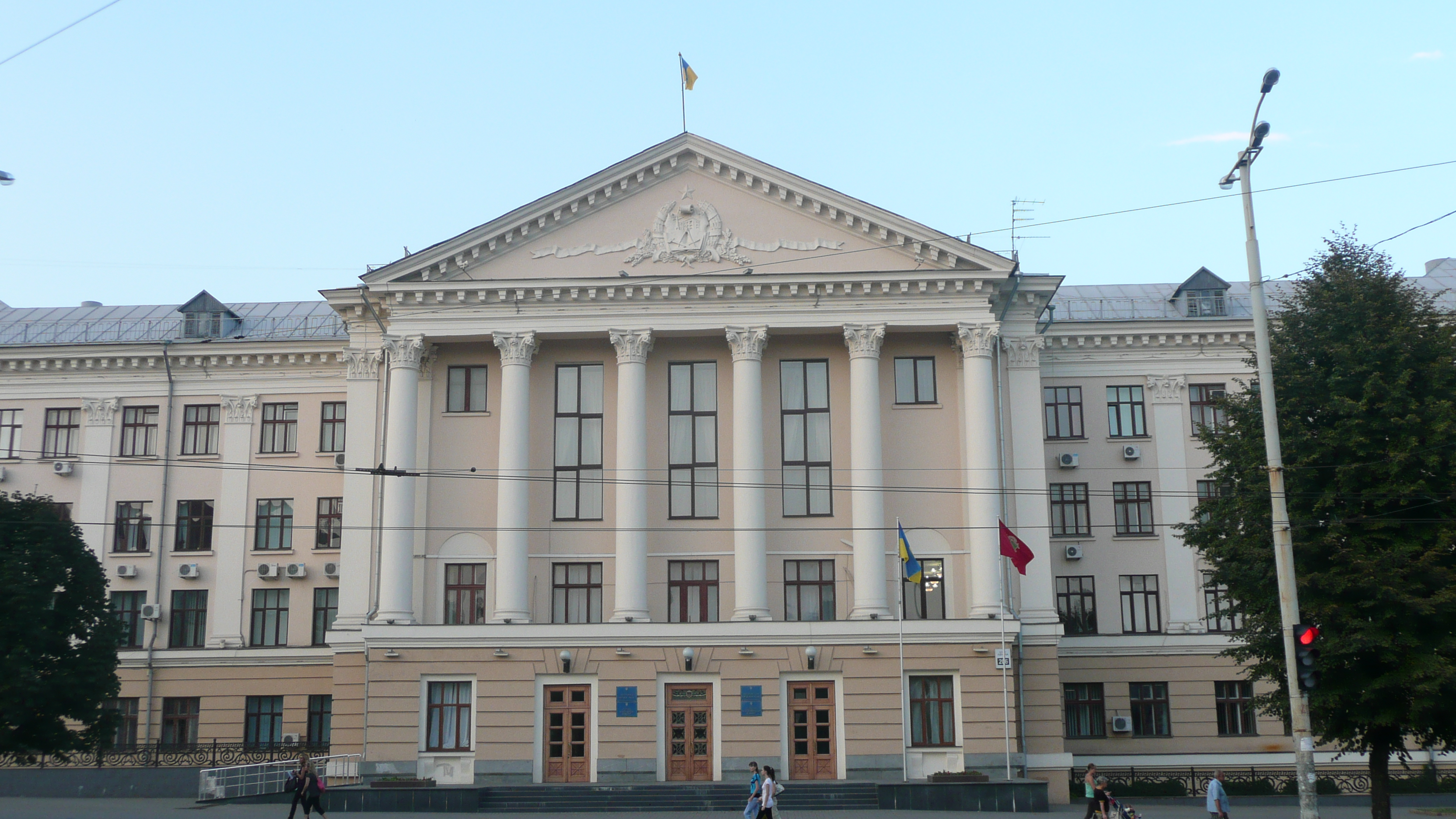
Запорізька міська рада

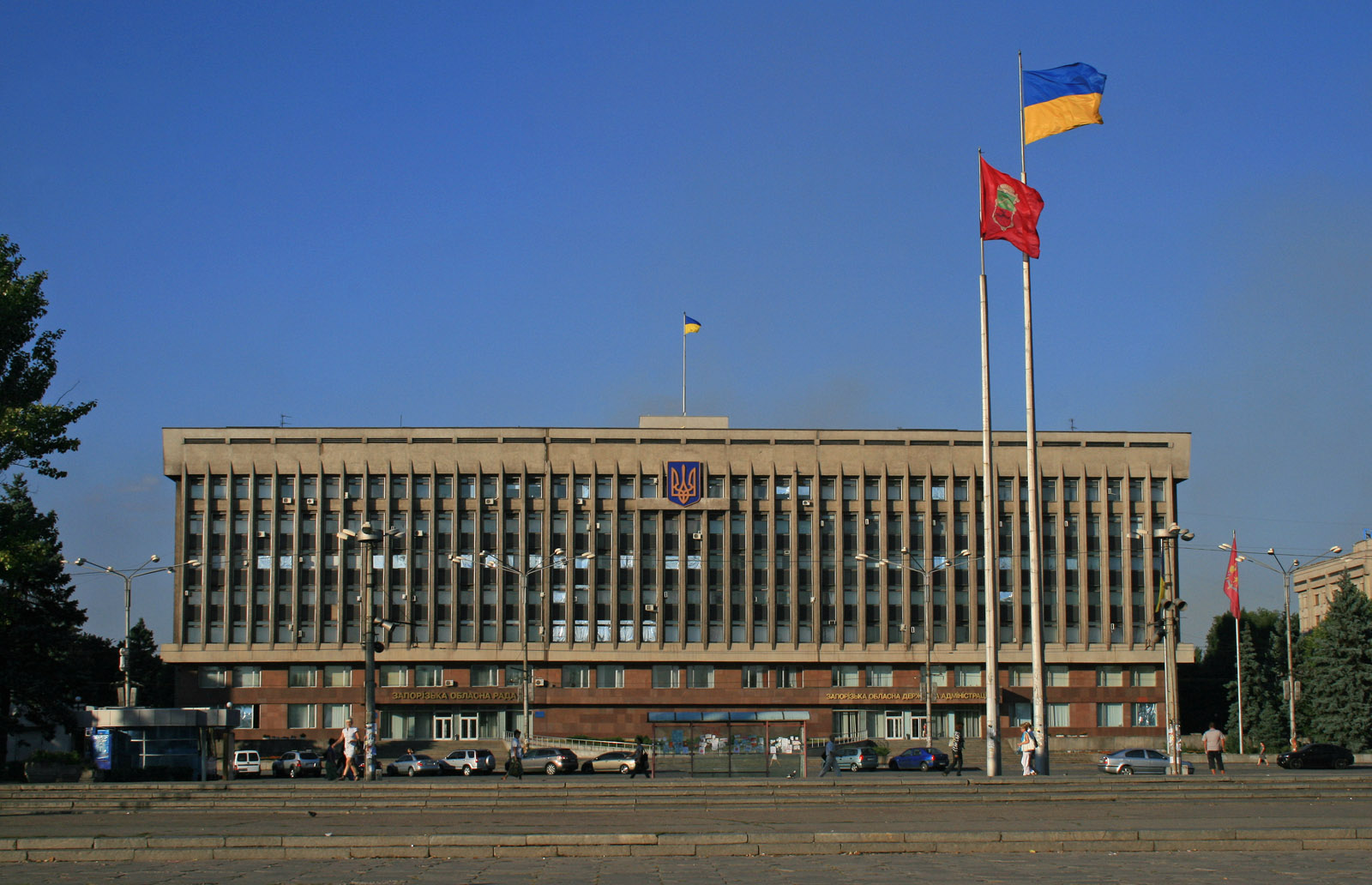
Запорізька обласна державна адміністрація й Запорізька обласна рада

Органами та посадовими особами місцевого самоврядування є:
- Міський голова
- Запорізька міська рада
- 7 районних адміністрацій.

Судову владу в місті та у Запорізькому районі здійснюють 4 окружних суди міста Запоріжжя.
Міський голова обирається мешканцями міста, шляхом прямого, загального, вільного, таємного голосування терміном на 5 років. Новообраний міський голова приносить присягу на сесії міської ради. У листопаді 2015 року міським головою був обраний Володимир Буряк. Займав посаду до 29 вересня 2021 року.
У вересні 2021 року секретарем міської ради був обраний Анатолій Куртєв, який займав посаду в. о. міського голови до 24 квітня 2024 року.
24 квітня 2024 року секретарем міської ради переобрана Регіна Харченко.

#### Обласне
У Запоріжжі також є виконавчі й судові органи влади та органи місцевого самоврядування Запорізької області.
Обласною владою є:
- Запорізька обласна державна адміністрація, голова якої призначається указом Президента України[56]
- Запорізька обласна рада[57].

## Адміністративний поділ
Місто поділене на 7 адміністративних районів.

Райони міста Запоріжжя

## Демографія

### Населення
Запоріжжя займає 6-те місто за чисельністю населення в Україні. Станом на 1 січня 2016 року населення Запоріжжя налічувало 784 741 особу (з урахуванням 26 730 осіб офіційно зареєстрованих переселенців з тимчасово окупованих територій Донецької і Луганської областей).
Станом на 1 січня 2015 року населення Запоріжжя складало 761 993 осіб.
Згідно останніх данних паспорту Запорізької громади населення міста становить 710 052 осіб.
Національний склад населення Запоріжжя за Всеукраїнським переписом населення 2001 року мав такий вигляд:
| Національність | Чисельність, тис. | Частка, % |
| -------------- | ----------------- | --------- |
| українці       | 573,0             | 70,3      |
| росіяни        | 207,0             | 25,4      |
| білоруси       | 5,5               | 0,7       |
| болгари        | 3,6               | 0,4       |
| євреї          | 3,4               | 0,4       |
| грузини        | 3,1               | 0,4       |
| вірмени        | 3,1               | 0,4       |
| татари         | 2,2               | 0,3       |

За даними опитуваннями, проведеними соціологічною групою «Рейтинг» у 2017 році, українці склали 82 % населення міста, росіяни — 14 %, інших національностей — 2 %.

### Мовний склад
Динаміка рідної мови населення Запоріжжя за переписами:
| Мова       | 1897 | 1926 | 1989 | 2001 |
| ---------- | ---- | ---- | ---- | ---- |
| Українська | 43,0 | 33,8 | 41,3 | 41,6 |
| Російська  | 24,8 | 52,2 | 57,0 | 56,8 |
| Єврейська  | 27,8 | 9,7  | 0,1  |      |

Рідна мова населення за даними перепису 2001 року:
| Мова       | Чисельність, осіб | Відсоток, % |
| ---------- | ----------------- | ----------- |
| Українська | 337 537           | 41,64 %     |
| Російська  | 460 653           | 56,83 %     |
| Інші       | 12 430            | 1,53 %      |
| Разом      | 810 620           | 100 %       |

Українська мова є єдиною офіційною мовою міста.
За даними опитуванням, проведеним соціологічною групою «Рейтинг» у 2017 році, українською мовою вдома розмовляли 3 % населення міста, російською — 52 %, українською та російською однаково — 43 %, українською та іншою мовою однаково — 1 %, російською та іншою мовою однаково — 1 %.
Російське вторгнення в Україну спровокувало в Запоріжжі нову хвилю українізації: дедалі більше містян обирають для спілкування українську мову.
Відповідно з опитуванням, проведеним Міжнародним республіканським інститутом у квітні-травні 2023 року, українською вдома розмовляли 23 % населення міста, російською — 67 %.
Згідно з опитуванням, проведеним Міжнародним республіканським інститутом у квітні-травні 2024 року, українською вдома розмовляли 57 % населення міста, російською — 84 % (на відміну від опитування 2023 року було дозволено вибір кількох варіантів).
7 червня 2024 року рішенням Запорізької міської ради у Запоріжжя затверджена «Програма забезпечення всебічного розвитку та функціонування української мови як державної в усіх сферах суспільного життя м. Запоріжжя на 2024—2030 роки». Паралельно в місті демонтують російськомовні інформаційні стенди, дошки, вивіски та зовнішню рекламу.

#### Мораторій на публічне використання російської мови
29 вересня 2023 року рішенням Запорізької міської ради у Запоріжжі було запроваджено мораторій на публічне використання російськомовного культурного продукту.

## Економіка
Запоріжжя — великий промисловий центр, створений за комплексною схемою, в якому сконцентровано найпотужніші:
- металургійні — «Запоріжсталь», «Дніпроспецсталь», Запорізький алюмінієвий комбінат, Запорізький титано-магнієвий комбінат, Запорізький завод феросплавів, Запорізький ливарно-механічний завод
- машинобудівні — Мотор Січ, ТОВ «Завод підйомно-транспортних машин» — один з найбільших кранобудівних заводів України, інструментальний завод, Запорізький завод важкого кранобудування
- енергетичні — Дніпровська ГЕС, «Запоріжтрансформатор»
- гірничодобувні підприємства
- численні науково-дослідні заклади[77].

За 2014 рік суб'єктами переробної промисловості реалізовано продукції у відпускних цінах підприємств (без ПДВ і акцизу) на суму 60,62 млрд грн, у тому числі: металургійне виробництво — на 33,83 млрд грн, машинобудівної галузі — на 13,13 млрд грн, харчової галузі — на 3,72 млрд грн.
Підприємство «Мотор Січ» — один з найпотужніших у світі виробників авіаційних двигунів для літаків Ан-225 «Мрія», Ан-124 «Руслан», а також для гелікоптерів Мі-26 та багатьох інших машин. ЗМКБ «Прогрес» ім. академіка О. Г. Івченка — один з найбільших у світі проєктувальників авіаційних двигунів та енергетичних установок.
Запорізький автомобілебудівний завод (ЗАЗ) — єдине в країні підприємство, яке має повний виробничий цикл виготовлення автомобілів. Раніше виробляв автомобілі «Запорожець», «Таврія» й «Славута», а зараз — Sens, Daewoo Lanos, Forza, Opel, автобус I-VAN.
Обсяг реалізованої промислової продукції загалом по місту за 2016 рік становив 143 204,6 млн грн (73,0 % до обласного показника та на 9,8 % більше, ніж у 2015 році), у розрахунку на одного мешканця показник становив 137,7 тис. грн, що в 3 рази більше, ніж в середньому по Україні.

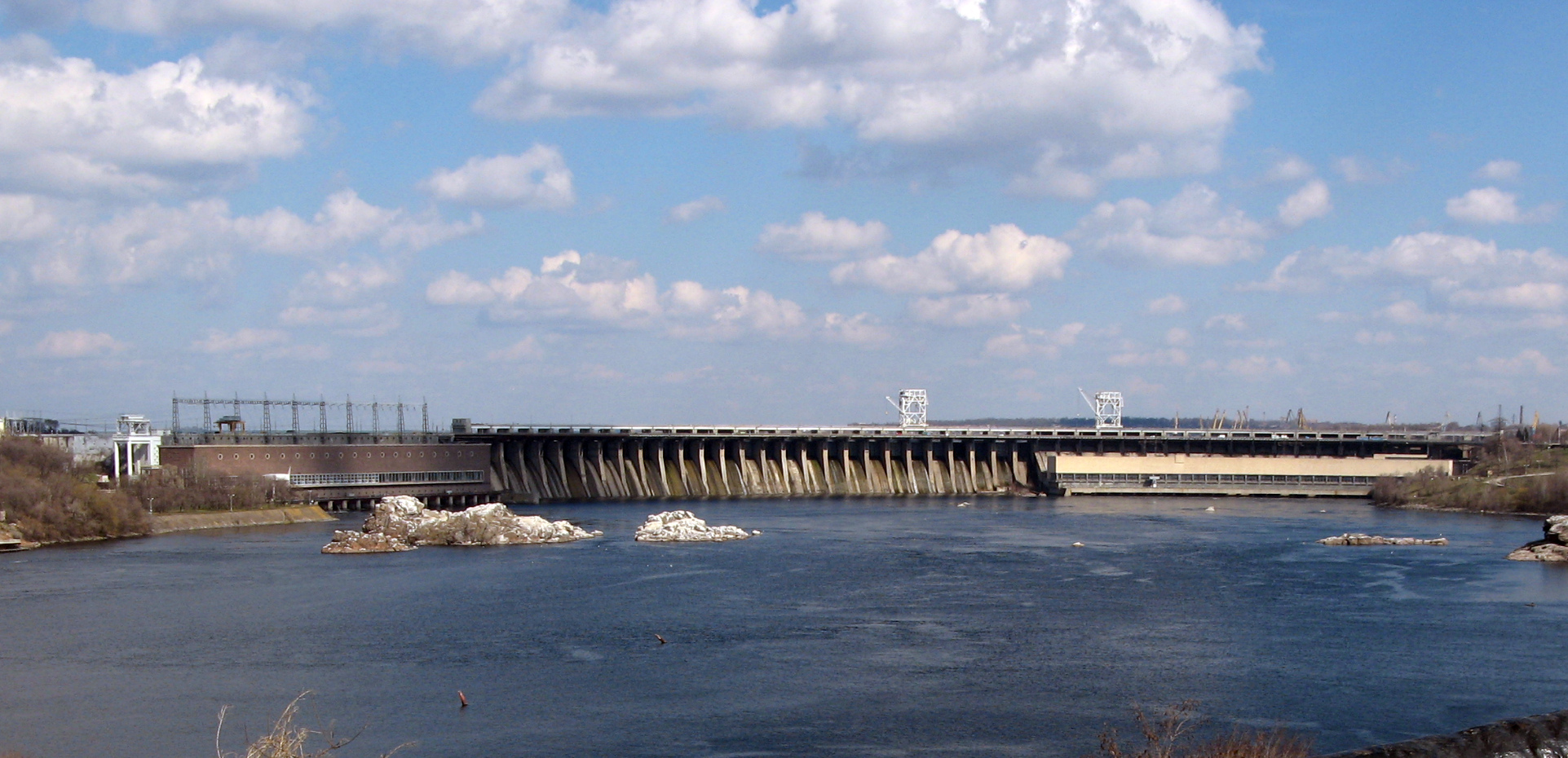
Дніпровська ГЕС
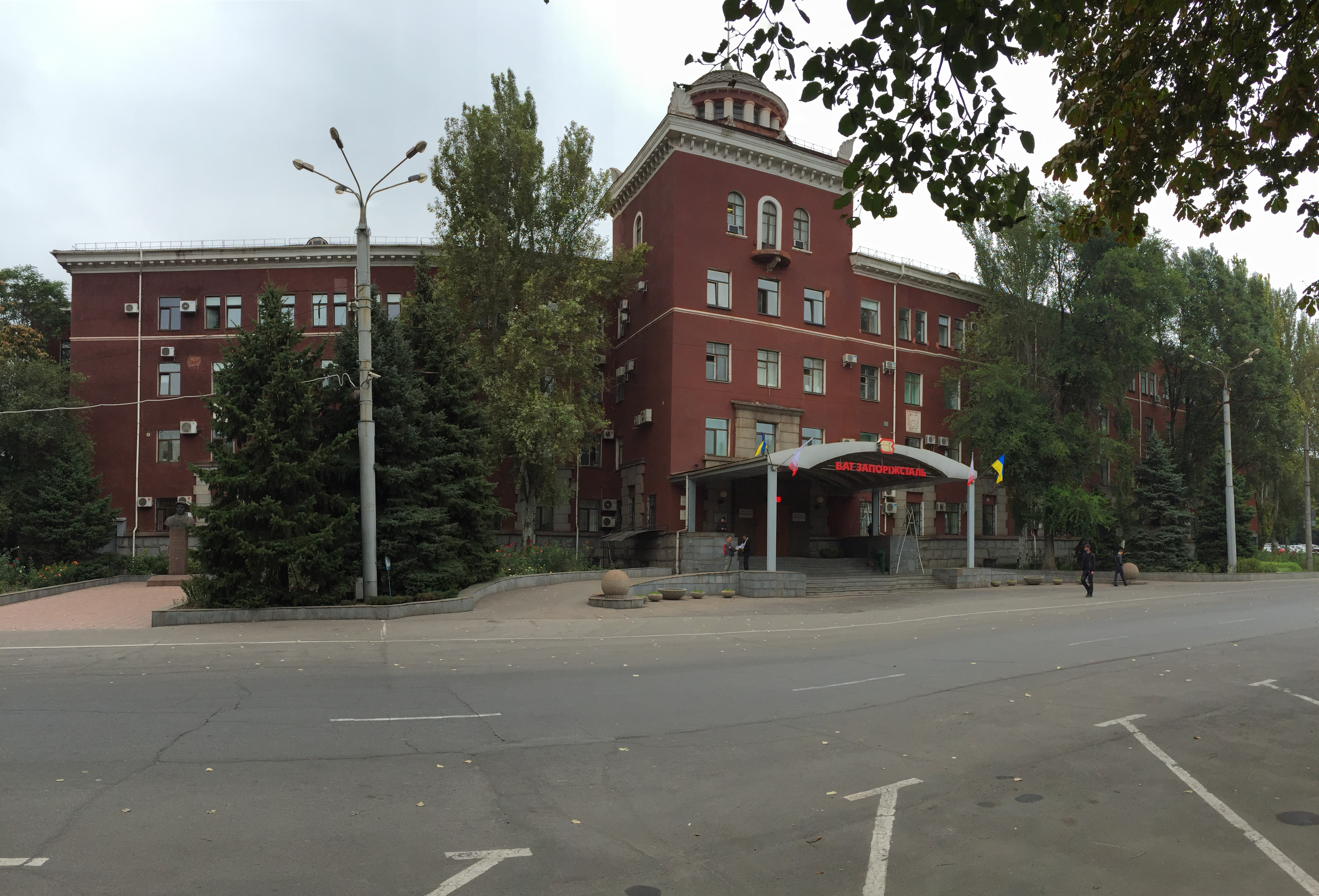
Запоріжсталь
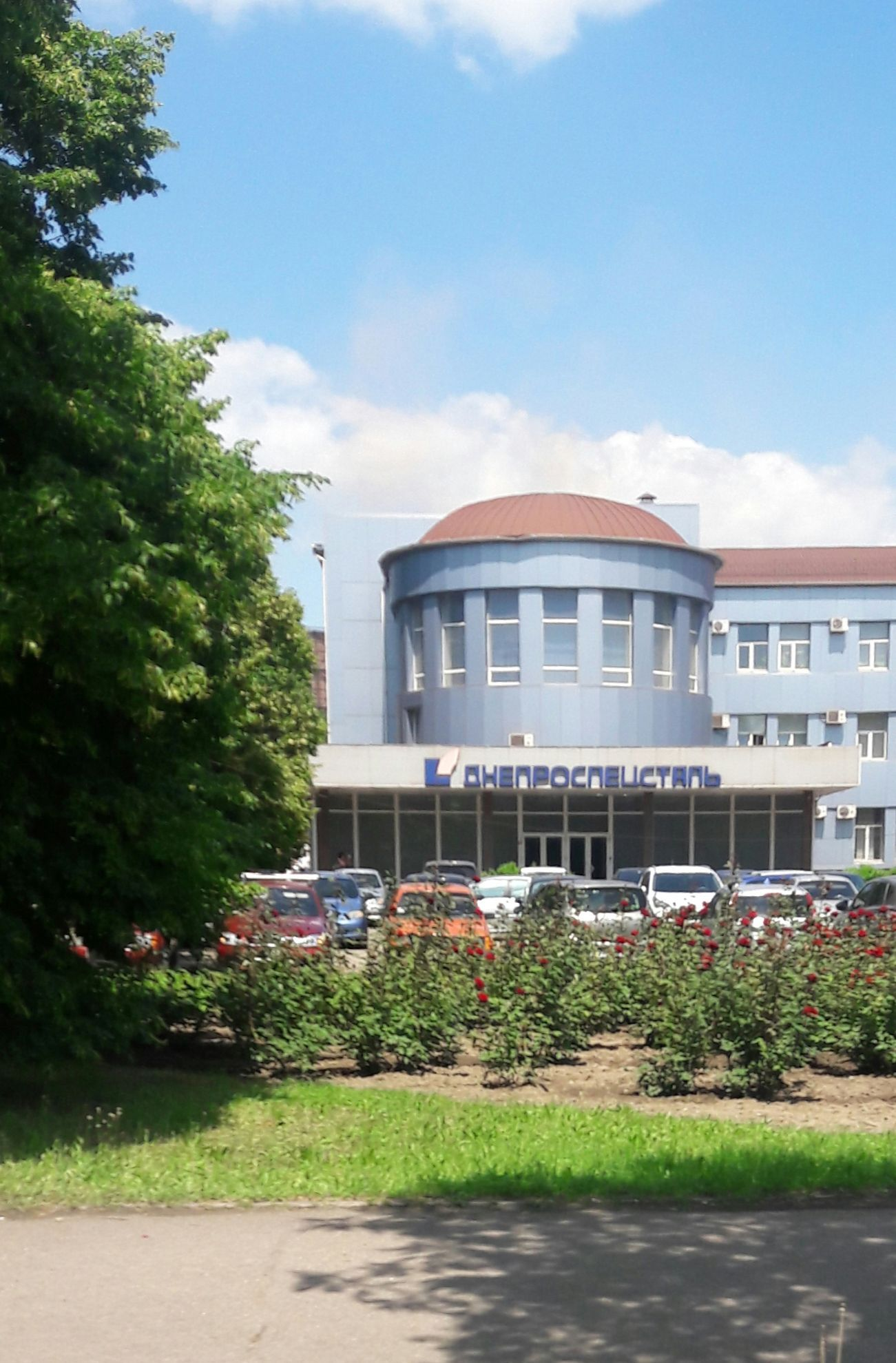
Дніпроспецсталь
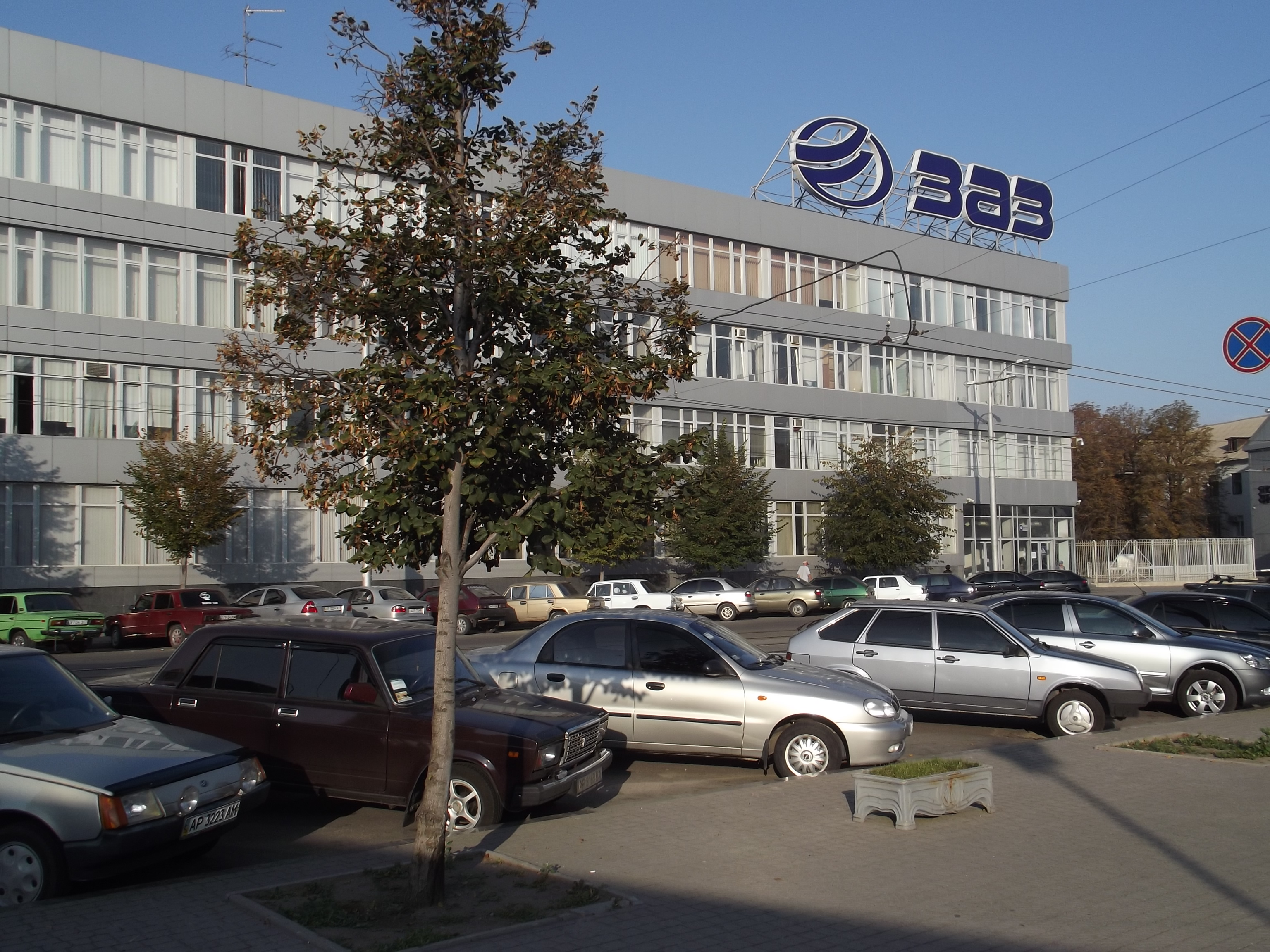
Запорізький автомобілебудівний завод
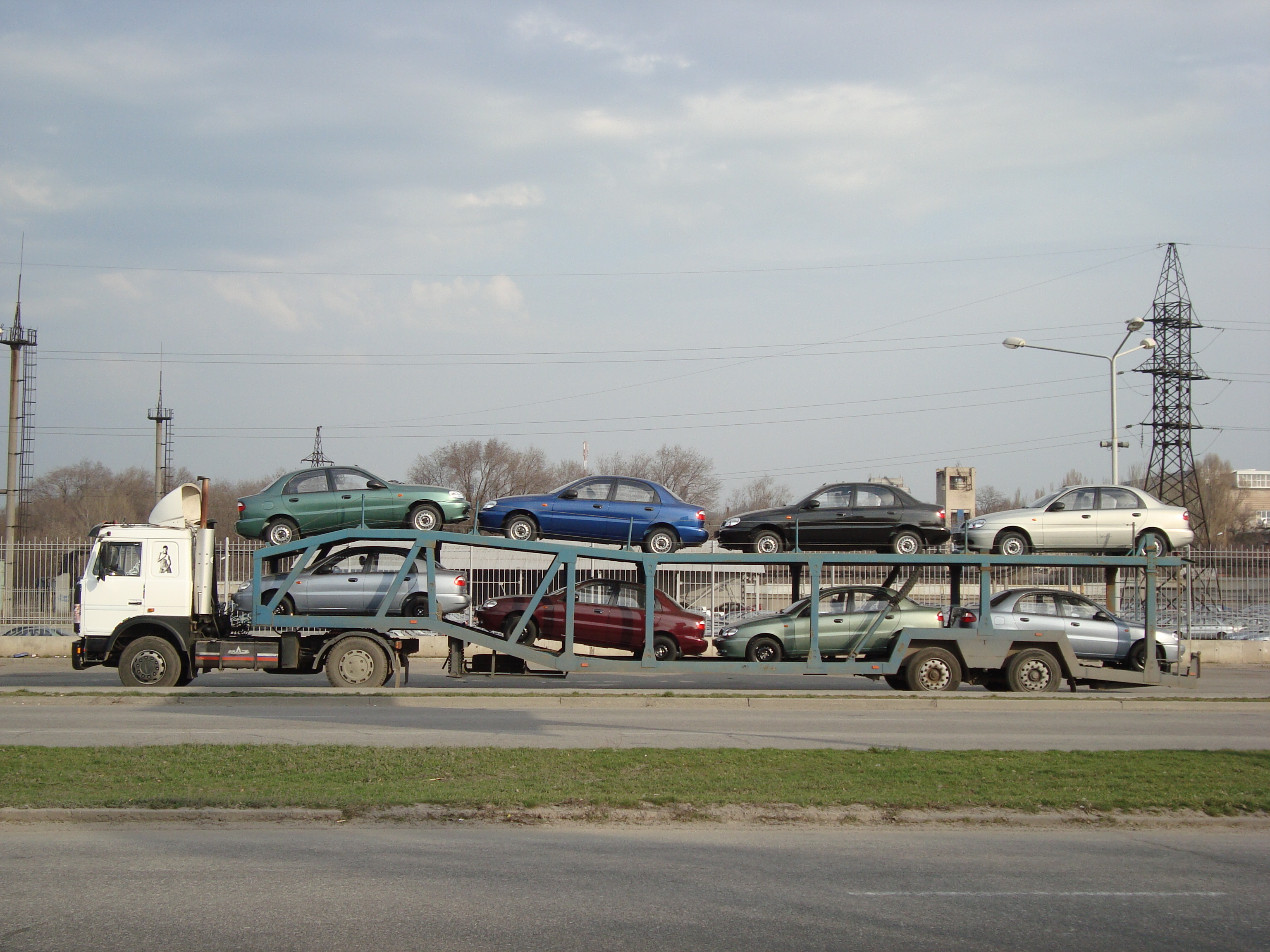
ЗАЗ Sens та ЗАЗ Lanos (на автовозі), виробництва ЗАЗ
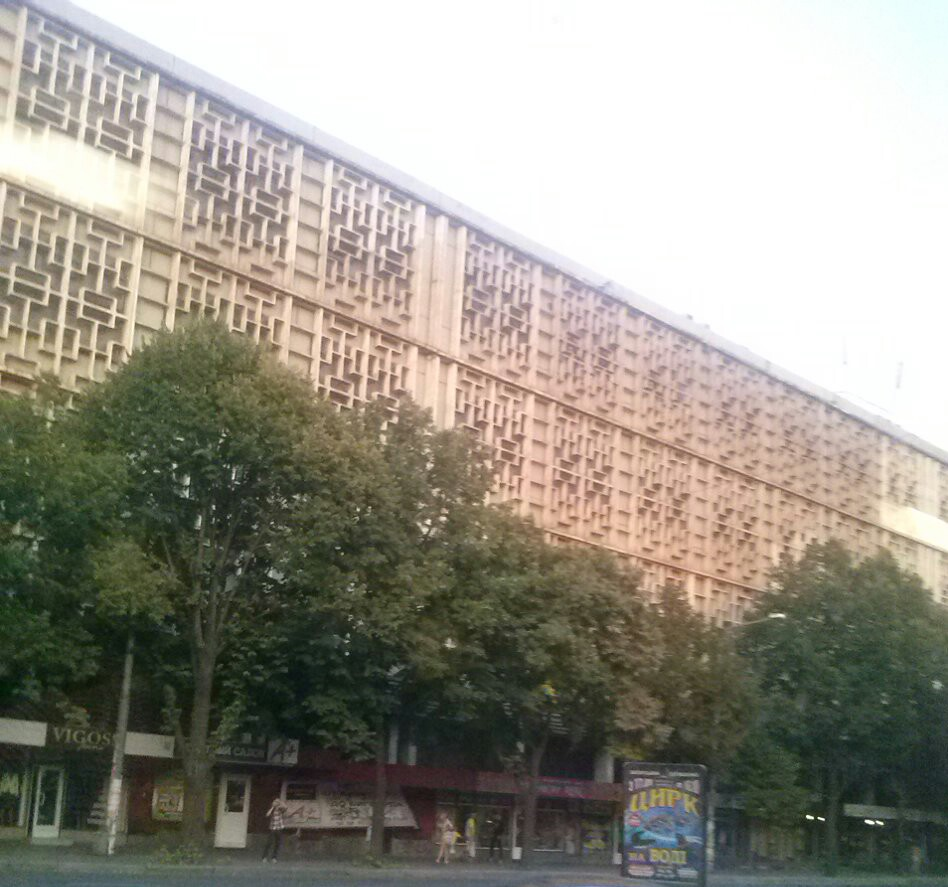
Інструментальний завод
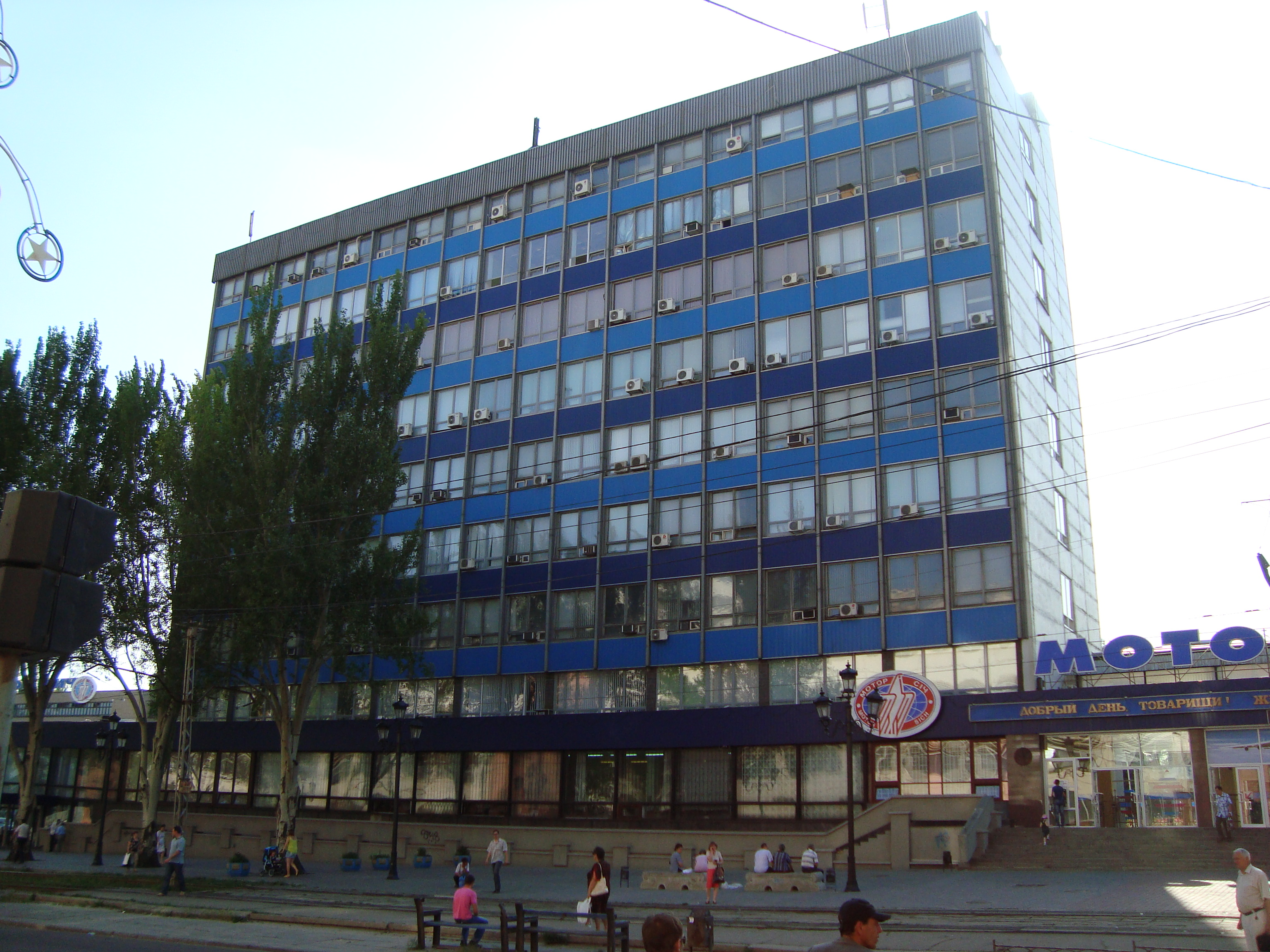
Мотор Січ
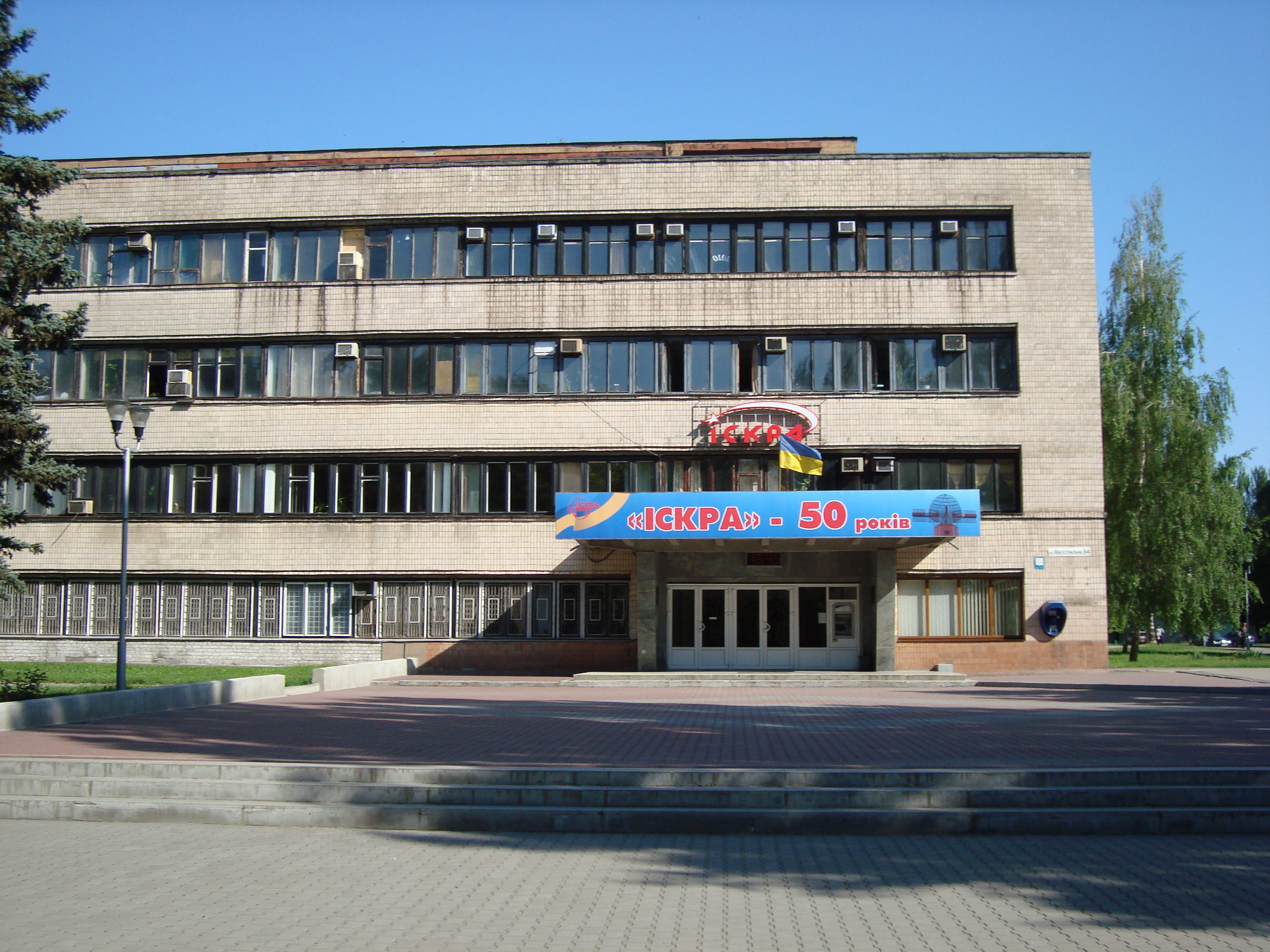
Науково-виробничий комплекс «Іскра»
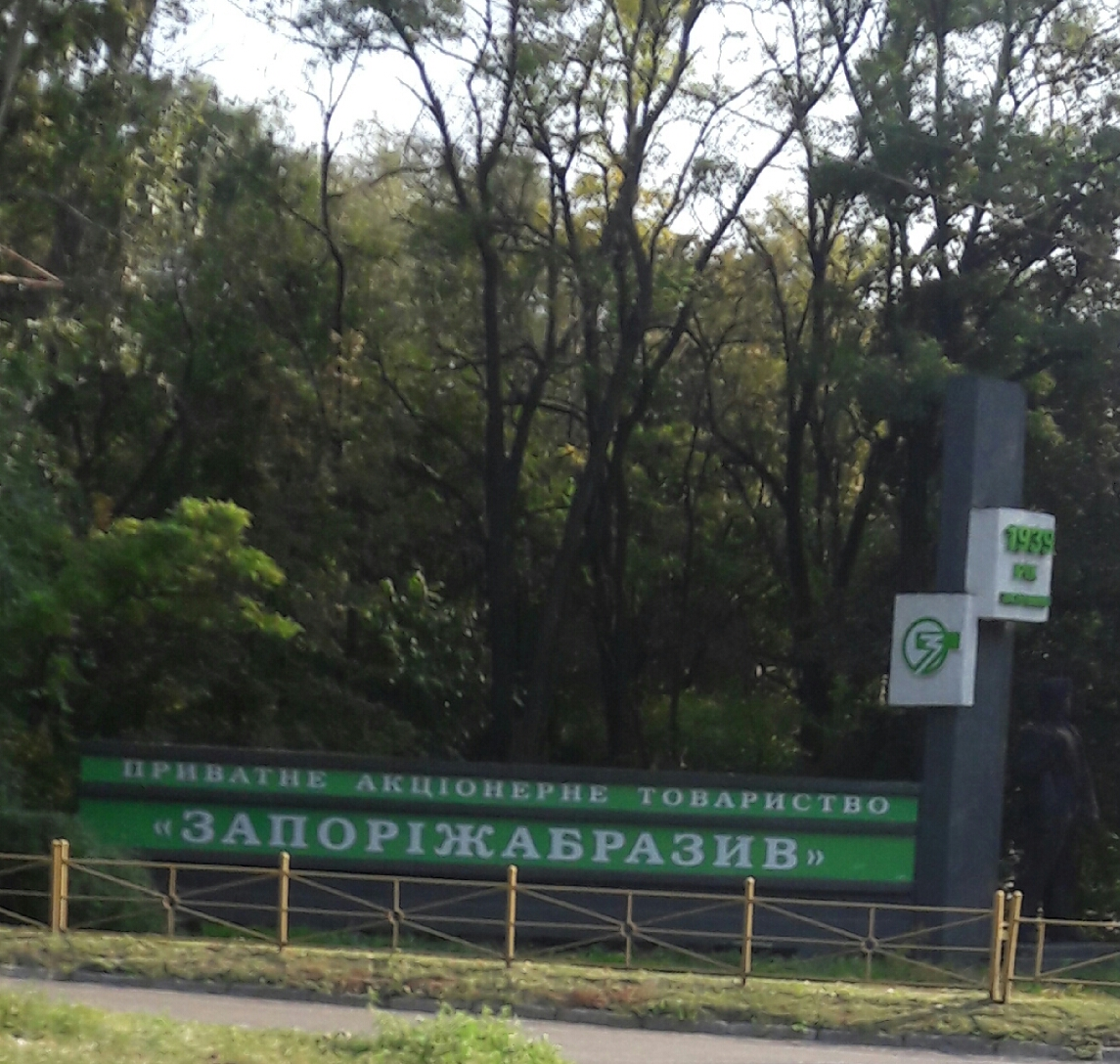
Запорізький абразивний комбінат

## Охорона здоров'я

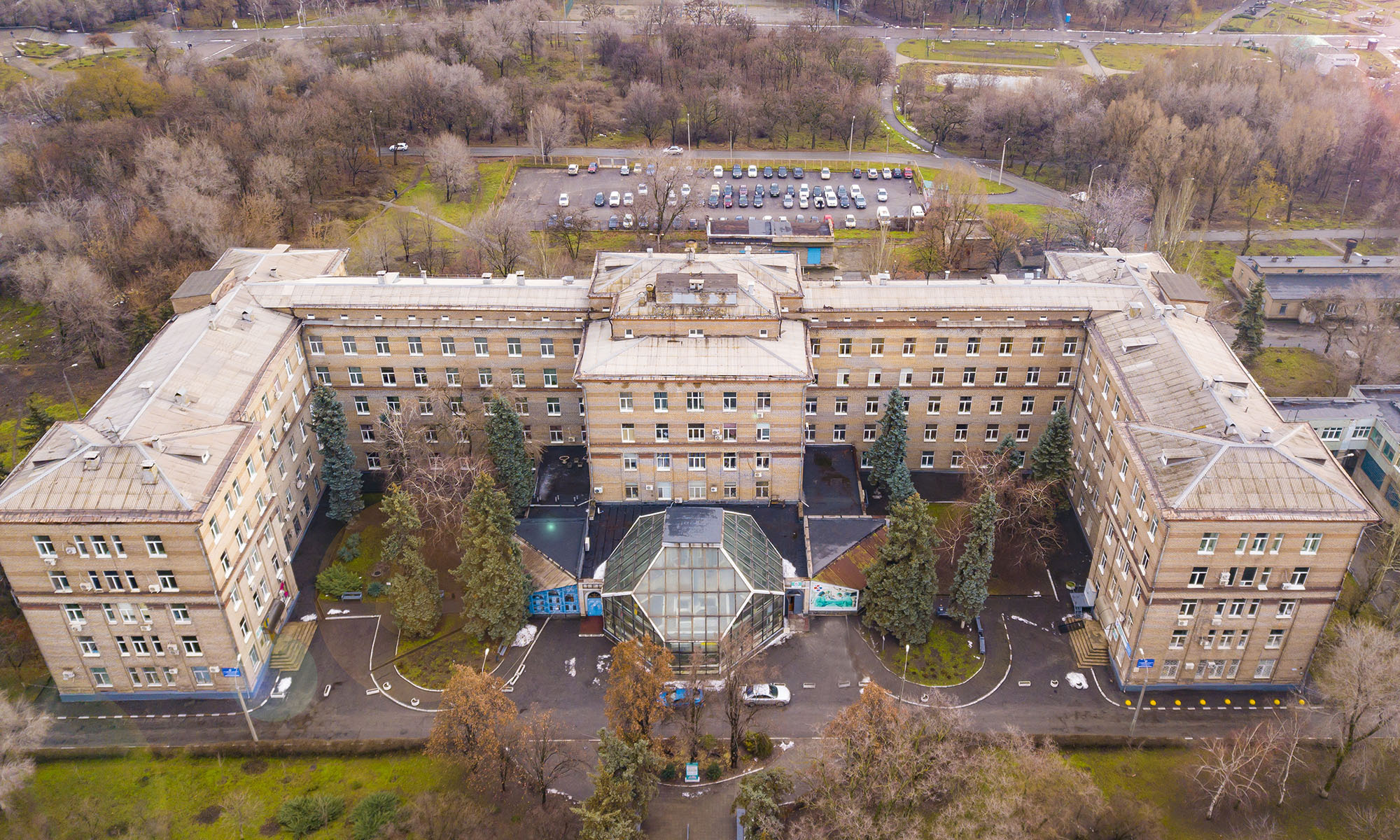
КНП «Міська лікарня екстреної та швидкої медичної допомоги»

У Запоріжжі діють лікувальні заклади охорони здоров'я:
- КНП «Міська лікарня екстреної та швидкої медичної допомоги» — спеціалізована лікувально-діагностична комунальна установа, що має вищу акредитаційну категорію та є науково-практичною базою для 6 кафедр Запорізького державного медичного університету. В лікарні тривав юридичний конфлікт за посаду директора установи;

КНП «Запорізька обласна клінічна лікарня» Запорізької обласної ради - масштабна багатопрофільна лікарня в Запорізькій області, має 50 структурних підрозділів. ЗОКЛ є науково-практичною базою для кафедр Запорізького державного медичного університету, Запорізької медичної академії післядипломної освіти, Запорізького медичного коледжу,  лікарня першою організувала на своїй території можливості для аеромедицини. 
- КНП «Запорізький центр первинної медико-санитарної допомоги № 1»;
- КНП «Міська лікарня № 1» Запорізької міської ради;
- КНП «Міська лікарня № 2» Запорізької міської ради;
- КНП «Міська лікарня № 4» Запорізької міської ради;
- КНП «Центр первинної медико-санітарної допомоги № 10» (припинена робота з 26 травня 2025 року)
- КНП «Центр первинної медико-санітарної допомоги № 9»
- КНП «Запорізький центр первинної медико-санитарної допомоги № 5»

У місті діють контролюючі органи: Адміністрація з питань охорони здоров'я ЗМР (відповідно до рішення Запорізької міської ради від 14.08.2024 № 26 припиняє свою діяльність) та Департамент охорони здоров'я Запорізької ОДА.

## Екологія

### Основна характеристика

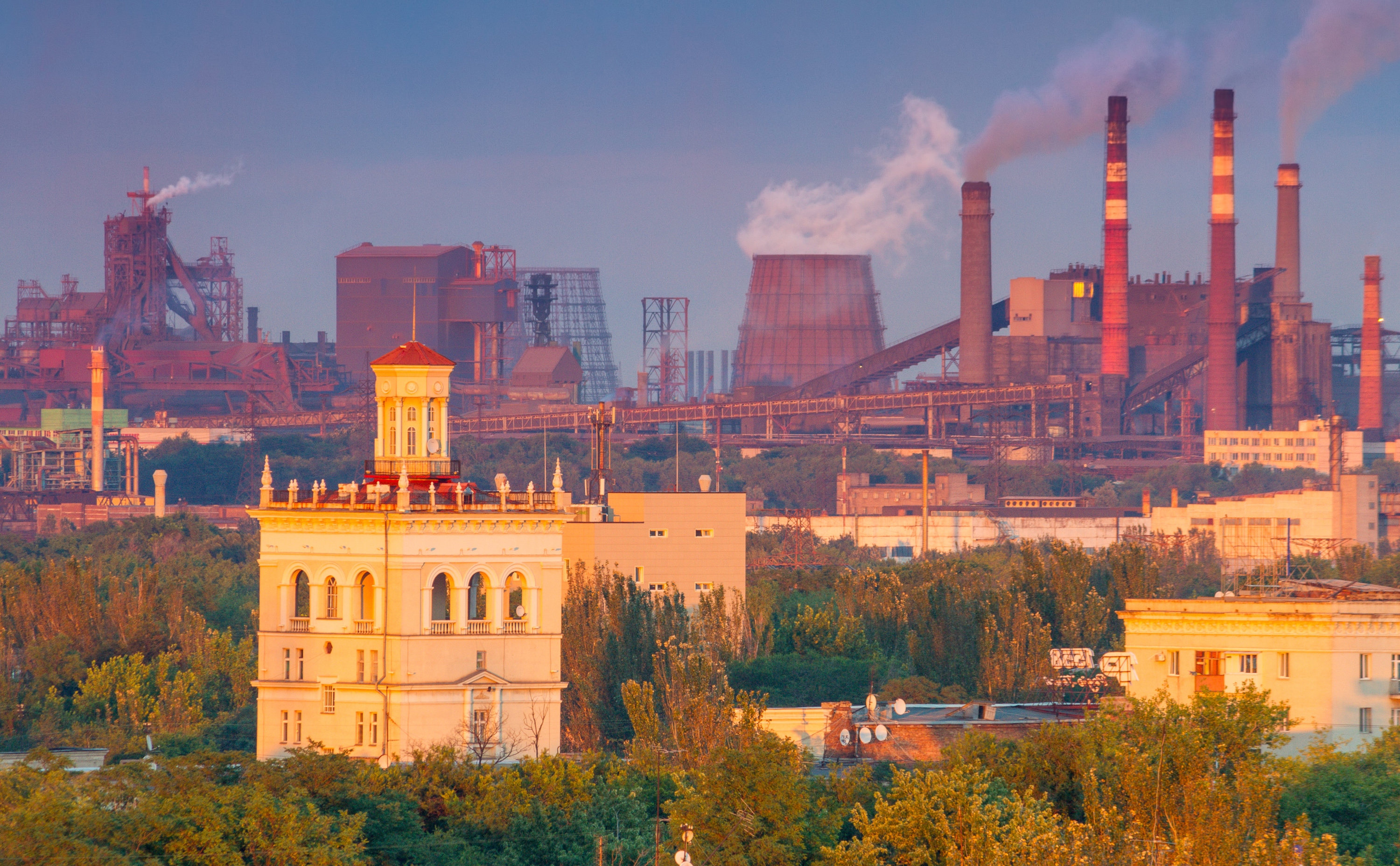
Краєвид промислової зони з проспекту Металургів

Екологічна ситуація в Запоріжжі й регіоні напружена, причина тому — насиченість промисловими підприємствами й недосконалість очищувальних технологій. Значна частина промислових підприємств розташована в центрі житлових забудов, що формує основне техногенне навантаження на довкілля міста.
Обсяги викидів речовин-забруднювачів у атмосферне повітря стаціонарними джерелами (без урахування вуглецю діоксиду) за 2015 рік склали 83,3 тис. т (96,0 % до обсягів викидів за 2014 рік).
Щороку місцеві екологічні осередки проводять агітаційну, просвітницьку та іншу діяльність, спрямовану на зміну екологічної ситуації на краще. У 2020 році в Запоріжжі та лісництвах навколо нього висаджено 5 000 дерев, придбані очисні споруди, прибрано 30 тонн сміття з берегів річки Дніпро, проведено зариблення мальками.
Питаннями дослідження екологічних небезпек міста Запоріжжя займається Державна екологічна інспекція Запорізької області.
Інспекція моніторить якість повітря та робить виїзди для перевірок масштабів забруднення після обстрілів Запоріжжя.

### Російське вторгнення в Україну
Через повномасштабну російсько-українську війну збільшується забруднення атмосферне повітря, кількість шкідливих речовин зросла в десятки разів. Від обстрілів також страждає природозаповідна зона Запоріжжя, одне влучання було неподалеку геологічного заказника загальнодержавного значення «Дніпровські пороги» недалеко від гнізда орлана-білохвоста, який охороняється на міжнародному рівні.
Загальна площа забруднення земельних ділянок становить 132 390 м² та зростає із кожним новим влучанням.
Через війну зазнають екологічних криз і водні об'єкти, зокрема найбільше страждає річка Дніпро.
Після підриву шлюзів Каховської ГЕС, обміліла річка Дніпро, через це Запоріжжя втрачає свою природню фауну. Дрібні потоки та плавневі озера Запоріжжя висохли, осушено 500 га нерестовищ.
Під час обстрілів Дніпрогесу до річки потрапили нафтопродукти.

### Парки

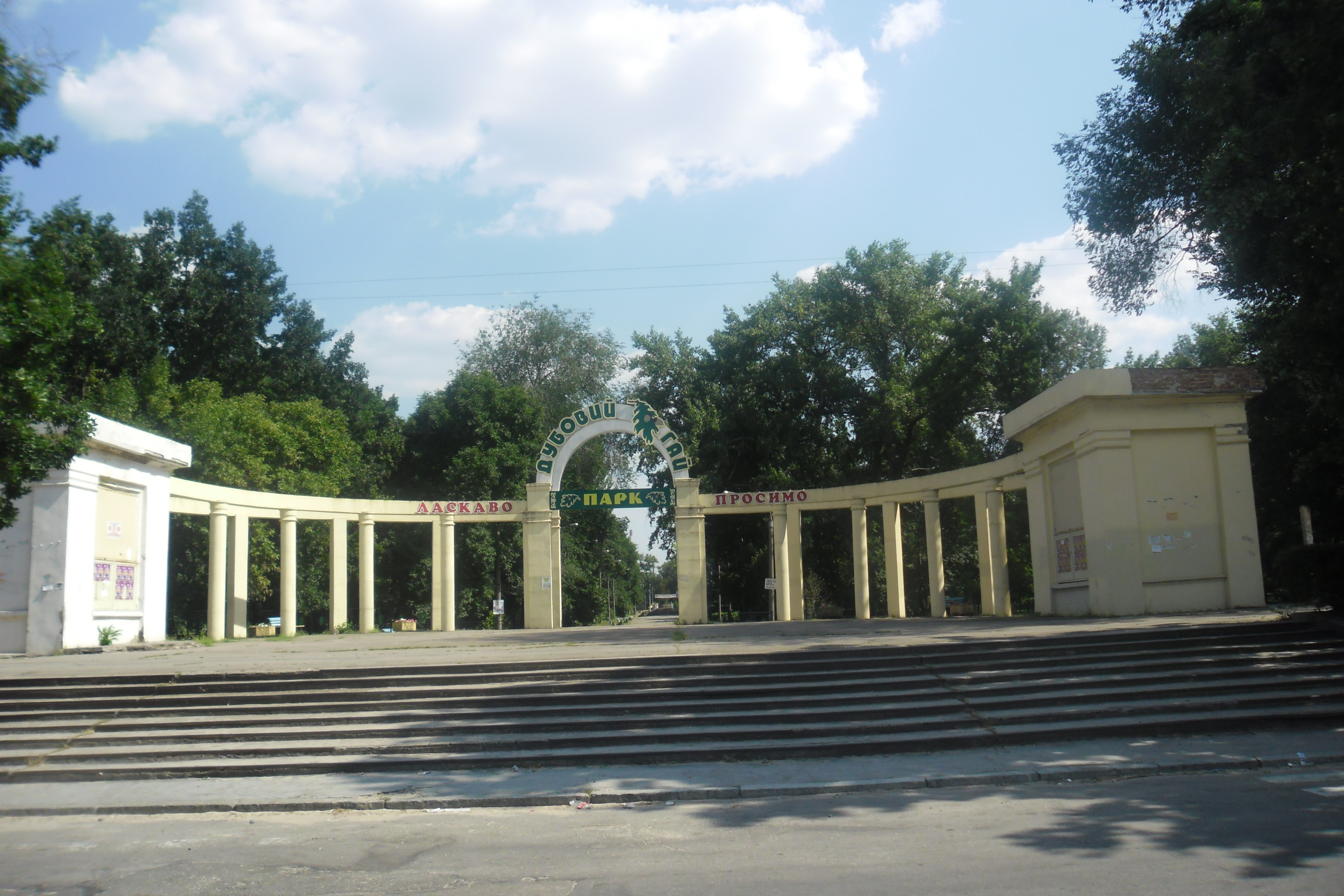
ЦПКіВ «Дубовий Гай»

- Центральний парк культури і відпочинку «Дубовий Гай» розташований вздовж вулиці Глісерної в Олександрівському районі, вниз до річки Дніпро від майдану Волі. Примітність парку — річка Мокра та її заплави, через які в декількох місцях перекинуті мости. Уздовж доріжок встановлені лавки, дитячі майданчики, парк атракціонів, фонтан, кілька майданчиків для проведення концертів, тенісні корти. У парку проводяться культурно-масові заходи.
- Парк Перемоги закладений у 1979 році, є одним з найбільших в Запоріжжі. Починається від вулиці Шкільної й простягається до Прибережної автомагістралі. З одного боку парк обмежений річкою Суха Московка, а з іншої озером і корпусами Центру екстремальної медицини та швидкої медичної допомоги.
- Ландшафтний парк Хортиця — найбільший острів на Дніпрі, розташований нижче Дніпровської ГЕС, унікальний природний та історичний комплекс. Хортиця є одним із семи чудес України. На північній стороні острова був останній дніпровий порог. Хортиця витягнута із північного заходу на південь-схід, завдожки 12,5 км, завширшки 2,5 км та загальною площею приблизно 3000 га. На Хортиці в мініатюрі представлені зразки всіх ландшафтних зон України. На острові Хортиця 14 жовтня 1983 року відкритий «Музей історії запорозького козацтва».
- Парк Металургів — в центрі міста, практично на березі Дніпра. Невеликий за площею, без різноманітних кіосків, що робить його привабливим для прогулянок і проводження часу. Звідси відкривається прекрасний краєвид на острів Хортицю, Дніпро з його порогами та греблю Дніпровської ГЕС. Парк розташований вздовж вулиці Богдана Хмельницького. В парку встановлений пам'ятник гетьману Богдану Хмельницькому[86].
- Вознесенівський парк розташований в районі Прибережної автомагістралі, неподалік каскаду фонтанів «Веселка». Останнім часом, це один з наймальовничіших та найдоглянутих парків Запоріжжя. Через озеро встановили місток до «Тещі і Свекрухи». У парку розбитий штучний ставок із фонтанами. Чудове місце для прогулянок із дітьми та для молодят.
- Парк імені Климова (в минулому — парк імені Т. Г. Шевченка), поруч із Будинком культури імені Тараса Шевченка. Територія парку досить велика й доглянута. Зелені галявини, а також дерева створюють тінь влітку, і тим самим рятують від спеки. З атракціонів є безплатні гойдалки, пісочниці, гірки та інше. На території парку розташований музей історії заводу «Мотор Січ», разом із виставленою біля його входу численною військовою технікою, що викликає велику цікавість усіх охочих.

У Запоріжжі існує ще декілька парків для відпочинку:
- парк Трудової Слави (уздовж бульвару Шевченка у Вознесенівському районі);
- імені О. С. Пушкіна (біля Запорізького державного цирку);
- парк Поколінь (у Хортицькому районі);
- Парк Міст-побратимів (до 29 жовтня 2024 року — імені Ю. О. Гагаріна), у Космічному мікрорайоні)[87];
- парк Енергетиків (на Правому березі Дніпра, біля греблі Дніпровської ГЕС);
- Південний парк (у 4-му Південному мікрорайоні).
- Парк Придніпровський  (на вул. Сергія Синенка).

## Природно-заповідний фонд
Ботанічний заказник:
- Цілинна балка.

Геологічний заказник:
- Дніпровські Пороги (загальнодержавного значення).

Ботанічні пам'ятки природи:
- Віковий дуб (Запоріжжя)
- Віковий дуб (Верхня Хортиця)
- Дубовий гай. Старі дуби
- Стара груша дичка
- Запорозький дуб.

Парки-пам'ятки садово-паркового мистецтва:
- Парк енергетиків
- Парк залізничної станції Запоріжжя-2
- Парк ім. Шевченка
- Придніпровський парк
- Парк «Алея слави»
- Запорізький міський дитячий ботанічний сад.

## Культура

### Культурні заклади
Культурне тло міста створюють філармонія, низка музеїв, театри, бібліотеки. Серед них:
| Театри | Музеї | Бібліотеки | Кінотеатри |
| --- | --- | --- | --- |
| - Запорізький академічний обласний український музично-драматичний театр імені Володимира Магара - Муніципальний театр-лабораторія «VIE» - Запорізький обласний театр ляльок - Кінний театр «Запорозькі козаки». [Архівовано 18 грудня 2016 у Wayback Machine.] - Запорізький академічний театр молоді - Запорізький муніципальний театр танцю (в приміщенні Палацу культури «ЗАлК») - Міський театр-кабаре «Олександрівський повіт» - Запорізький дитячий театр «СВІЯ» (театр, в якому грають діти) | - Запорізький краєзнавчий музей - Музей історії запорозького козацтва - Музей судноплавства «Чайка» на о. Хортиця. [Архівовано 6 листопада 2016 у Wayback Machine.] - Скіфський стан музей просто неба. [Архівовано 23 січня 2021 у Wayback Machine.] - Запорізький обласний художній музей - Музей історії зброї (приватний) - Музей техніки «Фаетон». [Архівовано 22 березня 2022 у Wayback Machine.] - Музей техніки Богуслаєва. [Архівовано 6 березня 2019 у Wayback Machine.] - Галерея Art L. [Архівовано 28 червня 2017 у Wayback Machine.] | - Запорізька обласна універсальна наукова бібліотека - Обласна наукова медична бібліотека - Міська центральна бібліотека - Наукова бібліотека ЗНУ - Обласна бібліотека для юнацтва - Обласна бібліотека для дітей «Юний читач» | - «Multiplex» (в приміщенні ТРЦ «Аврора») (знищений 25 травня 2022 року внаслідок ракетного удару російськими окупантами) - Байда 3D - Кіноконцертний зал імені Довженка - імені Маяковського - «КіноDRIVE» (автомобільний кінотеатр, не функціонує) - «Хортицький» - «Зірка» (закритий) |

До складу філармонії входить академічний симфонічний оркестр, козацький ансамбль пісні й танцю «Запорожці», камерний оркестр «Мініатюра», три концертні групи музично-тематичного лекторію, вокальний ансамбль «Водограй».
Окремим культурним осередком Запоріжжя є міський Вернісаж, організований найбільшою творчою організацією міста Запорізьким міським об'єднанням митців «Колорит» у центрі міста, на майдані Митців (біля фонтану Життя). Щоденні виставки «Колориту» — унікальне місце в Запоріжжі, де можна поспілкуватися з майстрами й художниками, узяти участь у майстернях з різьблення, вишивки, бісероплетіння та інших видів творчості, отримати корисні поради від професійних художників, дизайнерів, карикатуристів, членів Спілки художників, національної Спілки майстрів тощо.
19 грудня 2015 року у Запоріжжі, вперше на новому місці (площі Маяковського, нині — майдан Митців), відбулося відкриття головної новорічної ялинки, яка до цього часу щорічно встановлювалася на площі Фестивальній (центральний майдан міста). 28—29 квітня 2018 року у Запоріжжі відбувся перший джазовий фестиваль «Zaporizhzhia Jazzy-2018». Він проходив в парку Металургів на території Міського палацу дитячої та юнацької творчості.

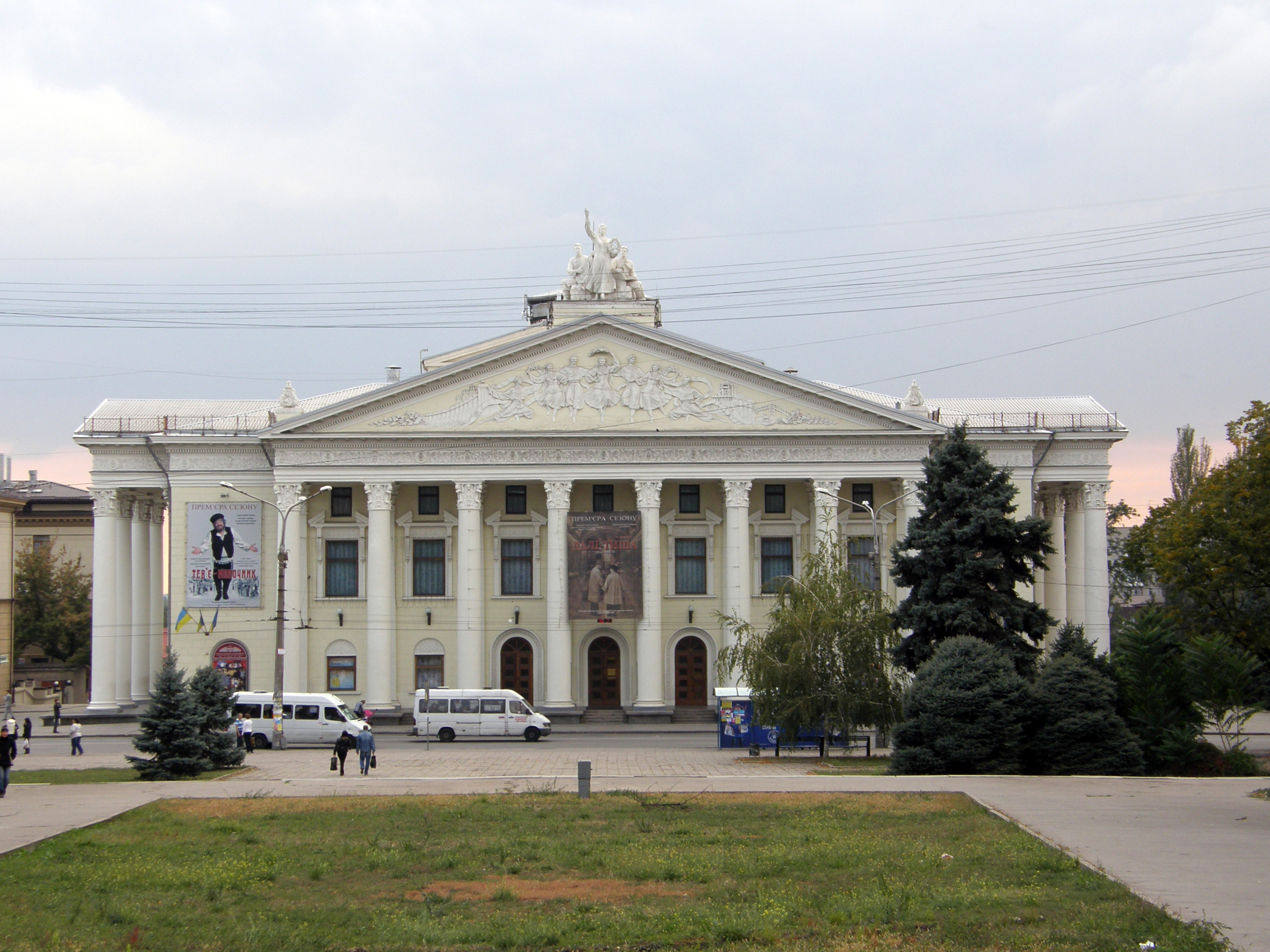
Запорізький академічний обласний український музично-драматичний театр імені Володимира Магара
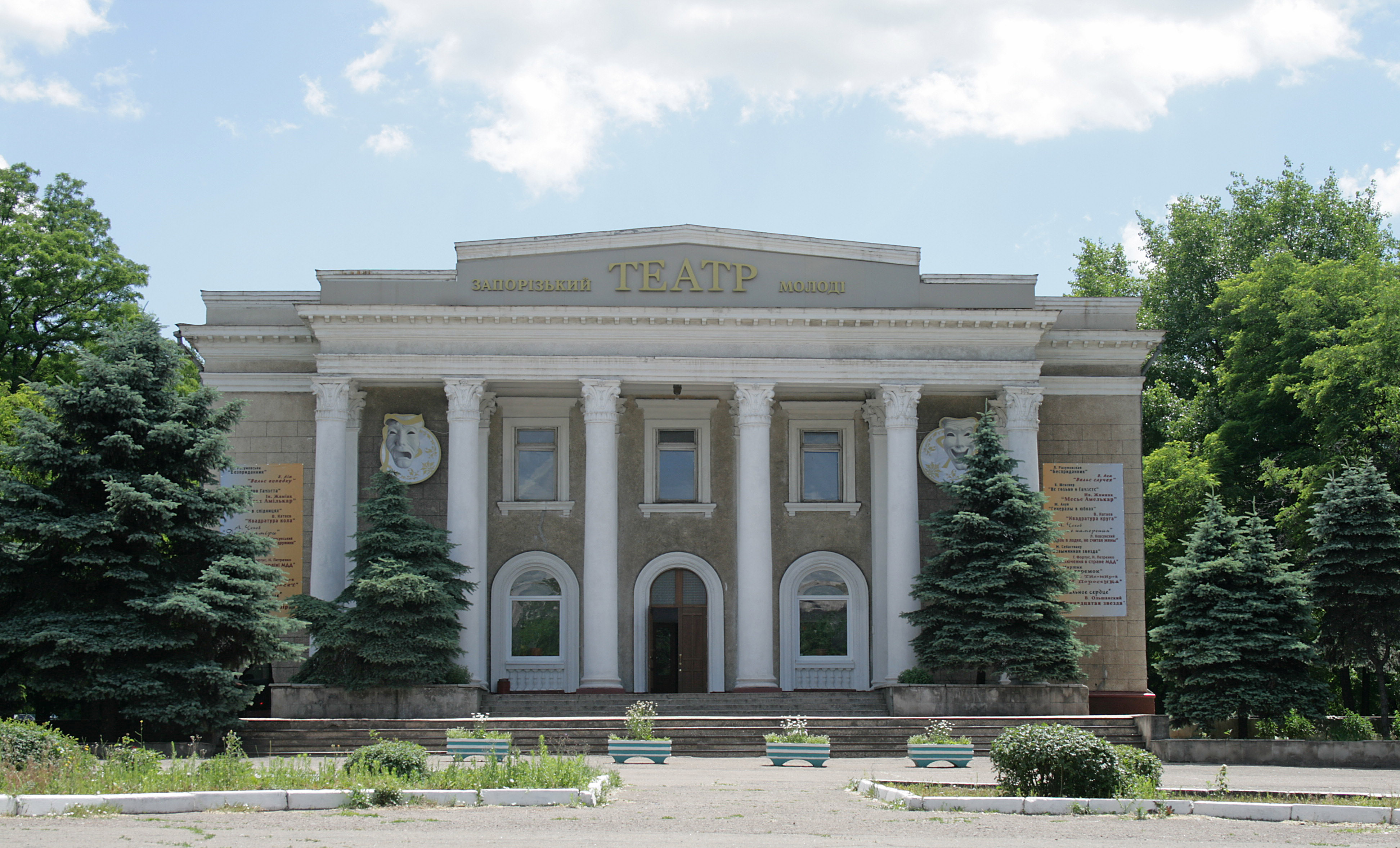
Академічний обласний театр молоді
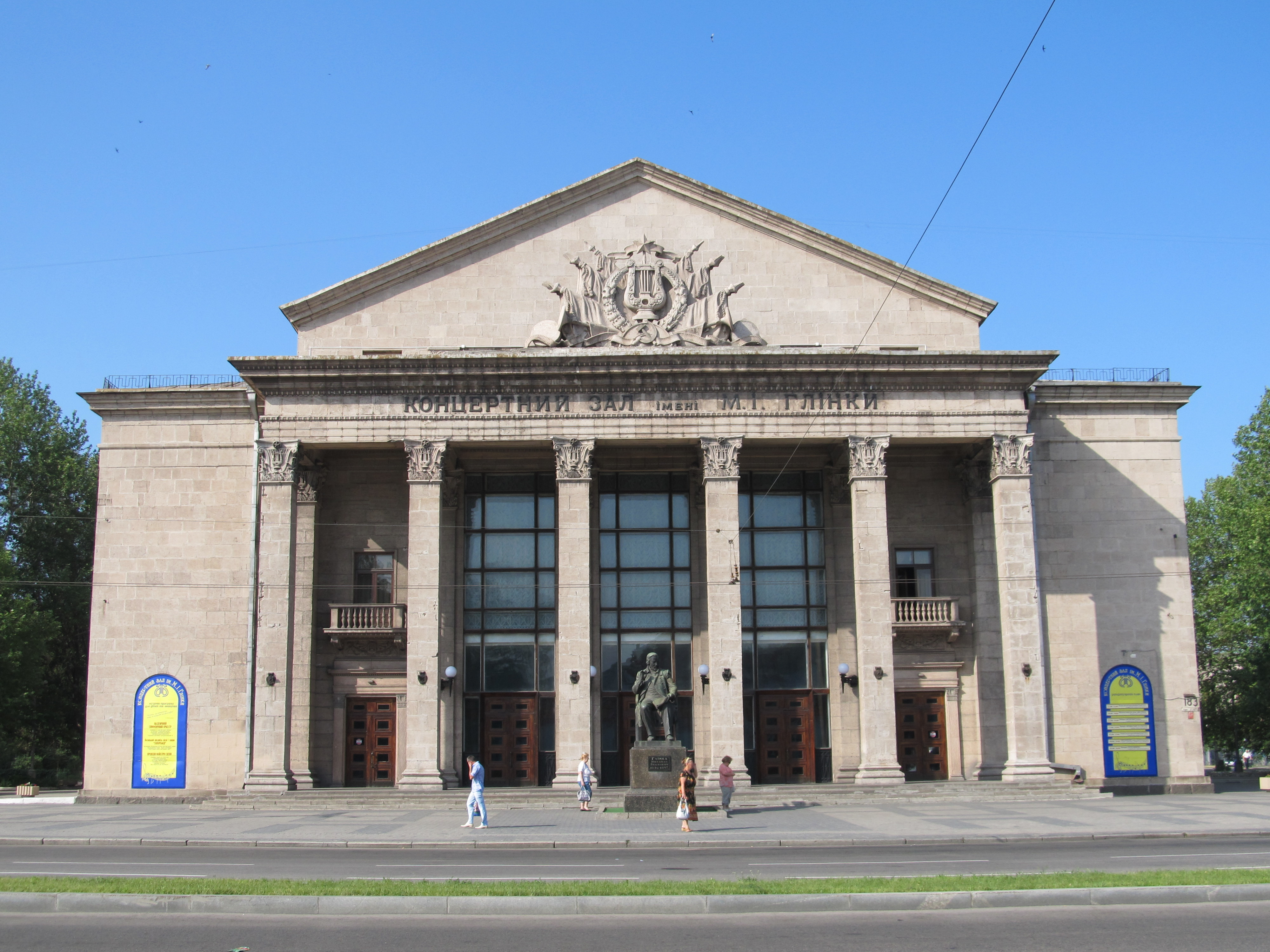
Концертний зал імені Михайла Глінки
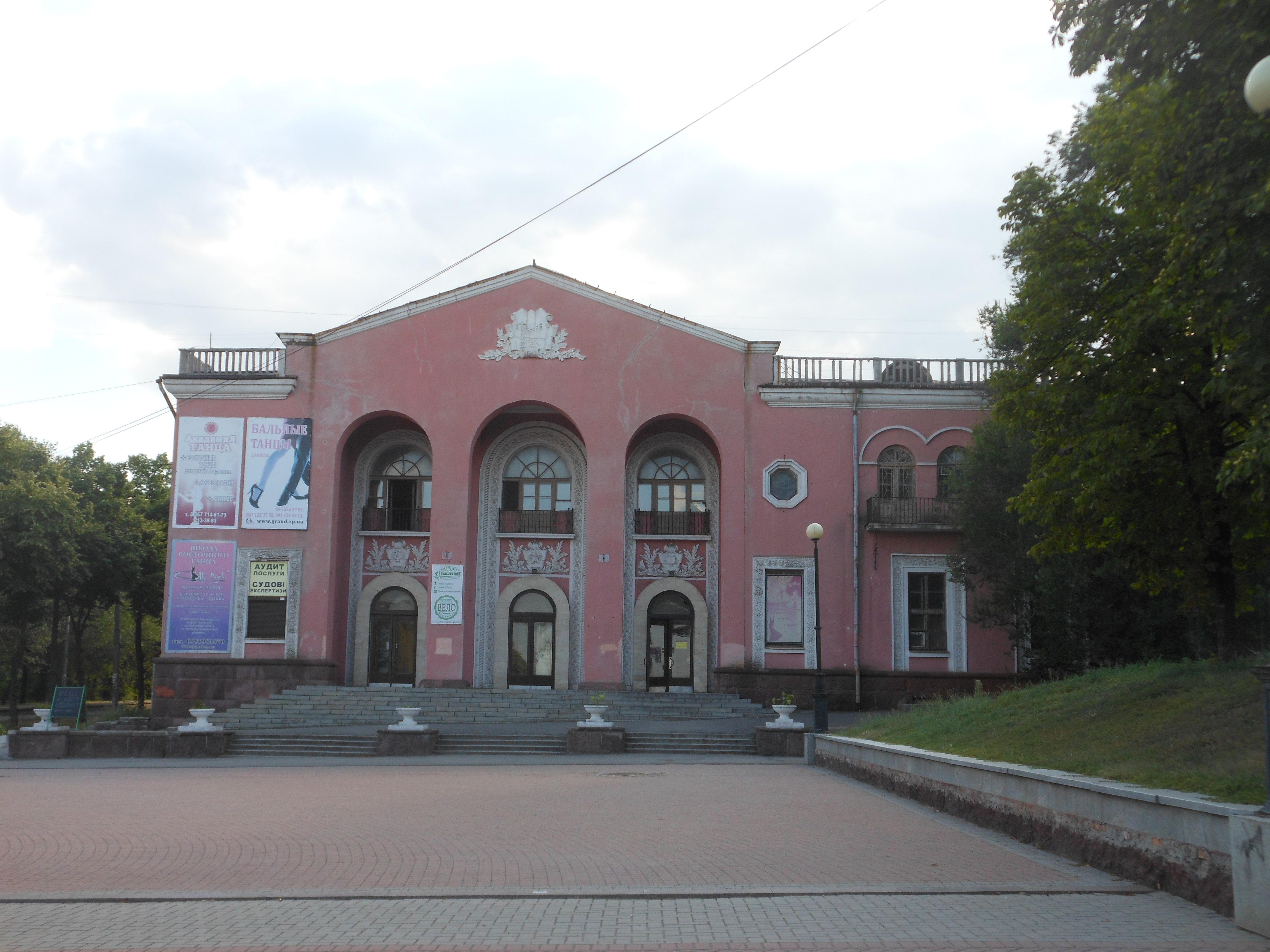
Палац Культури енергетиків
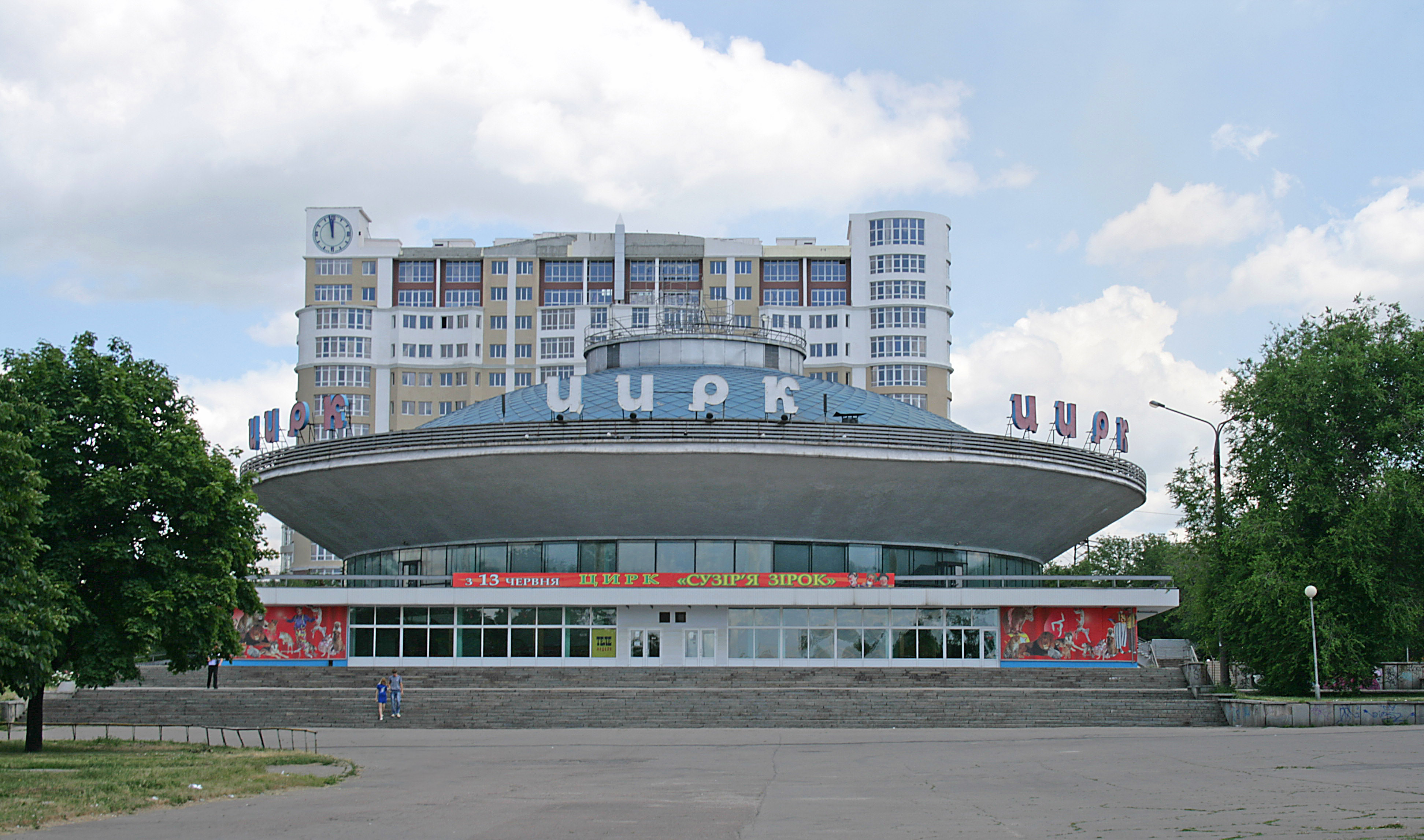
Запорізький державний цирк
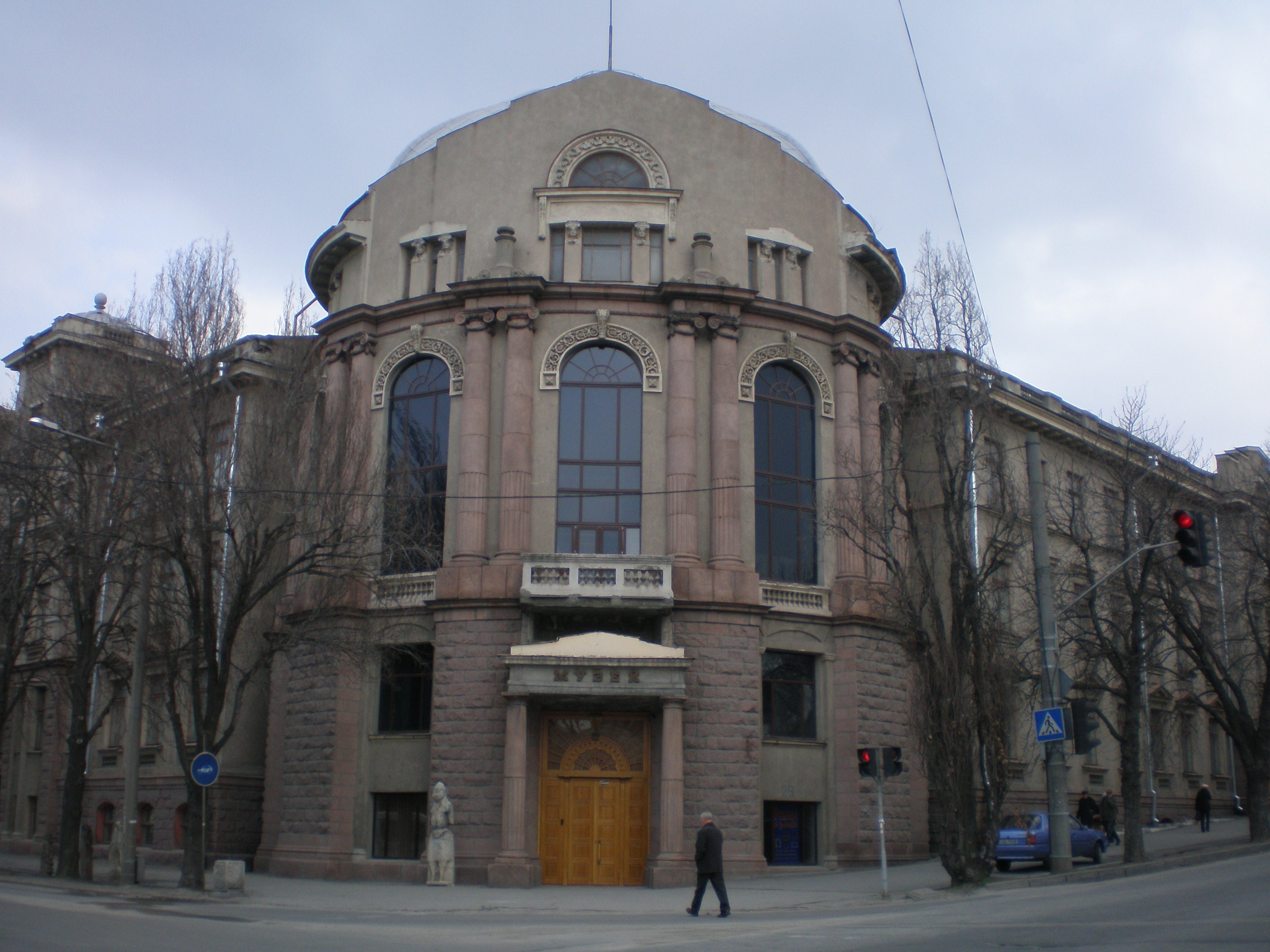
Запорізький краєзнавчий музей
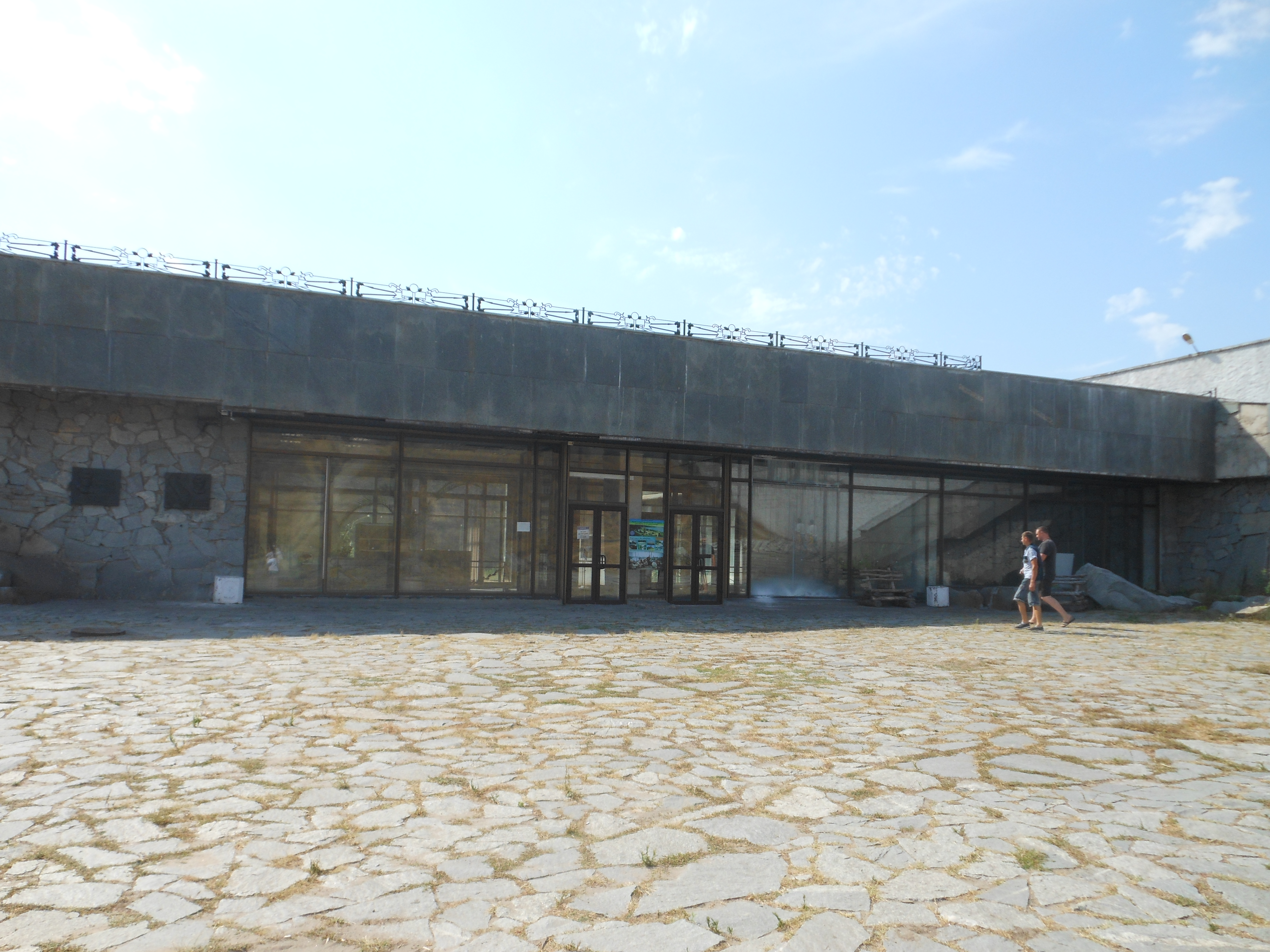
Музей історії запорозького козацтва
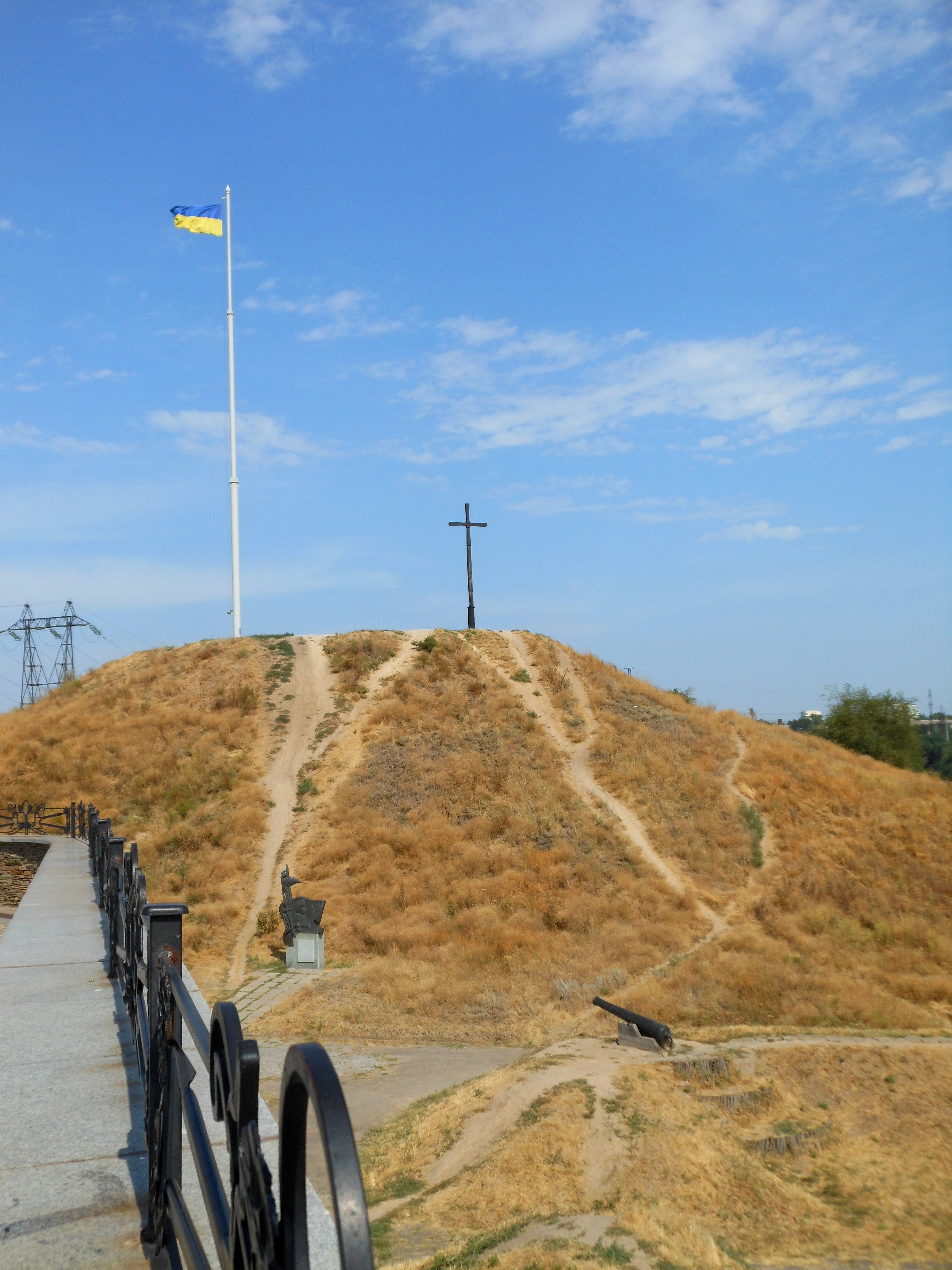
Найвищий прапор в Україні
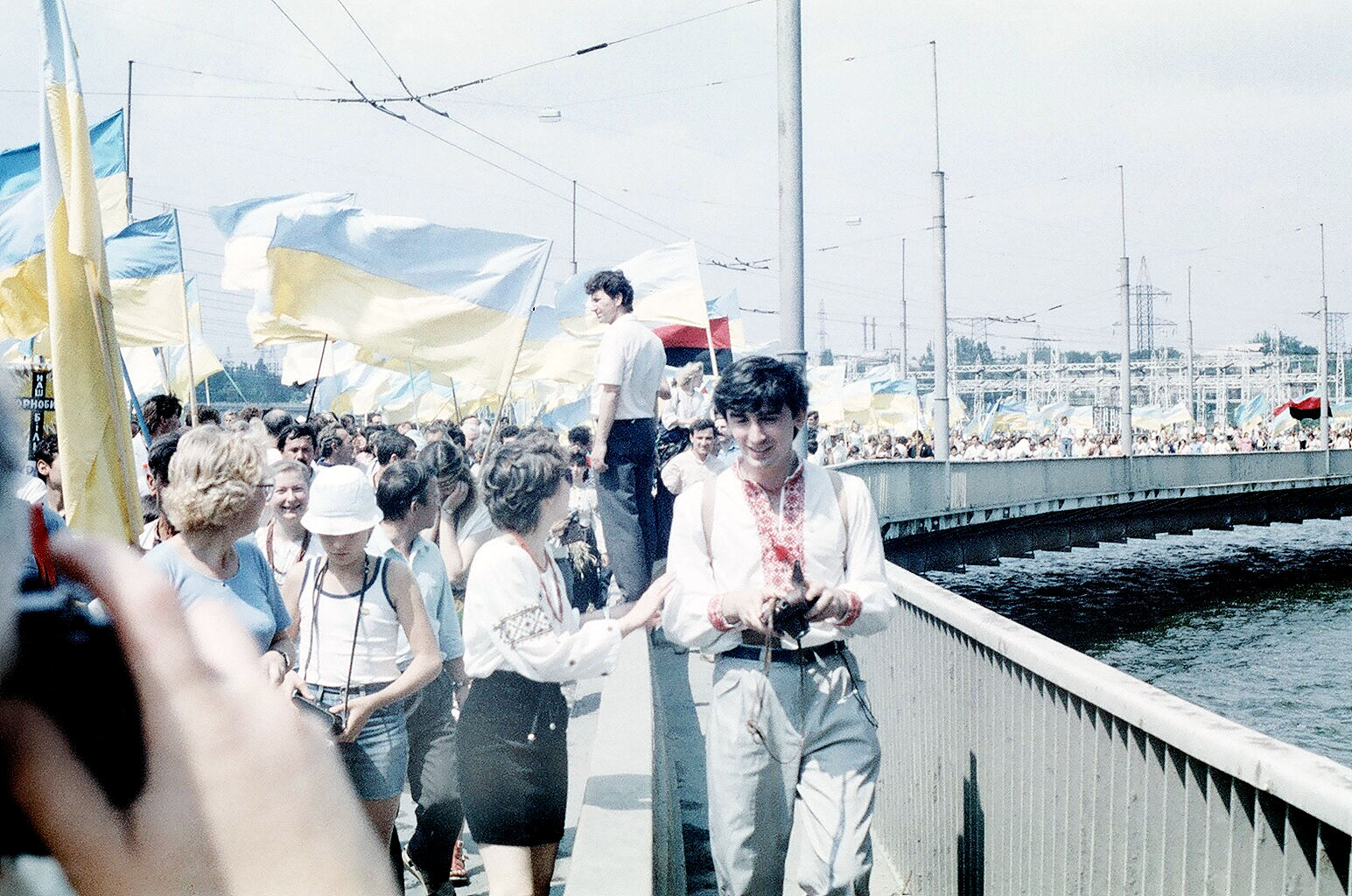
Урочиста хода до 500-ліття Запорозького козацтва
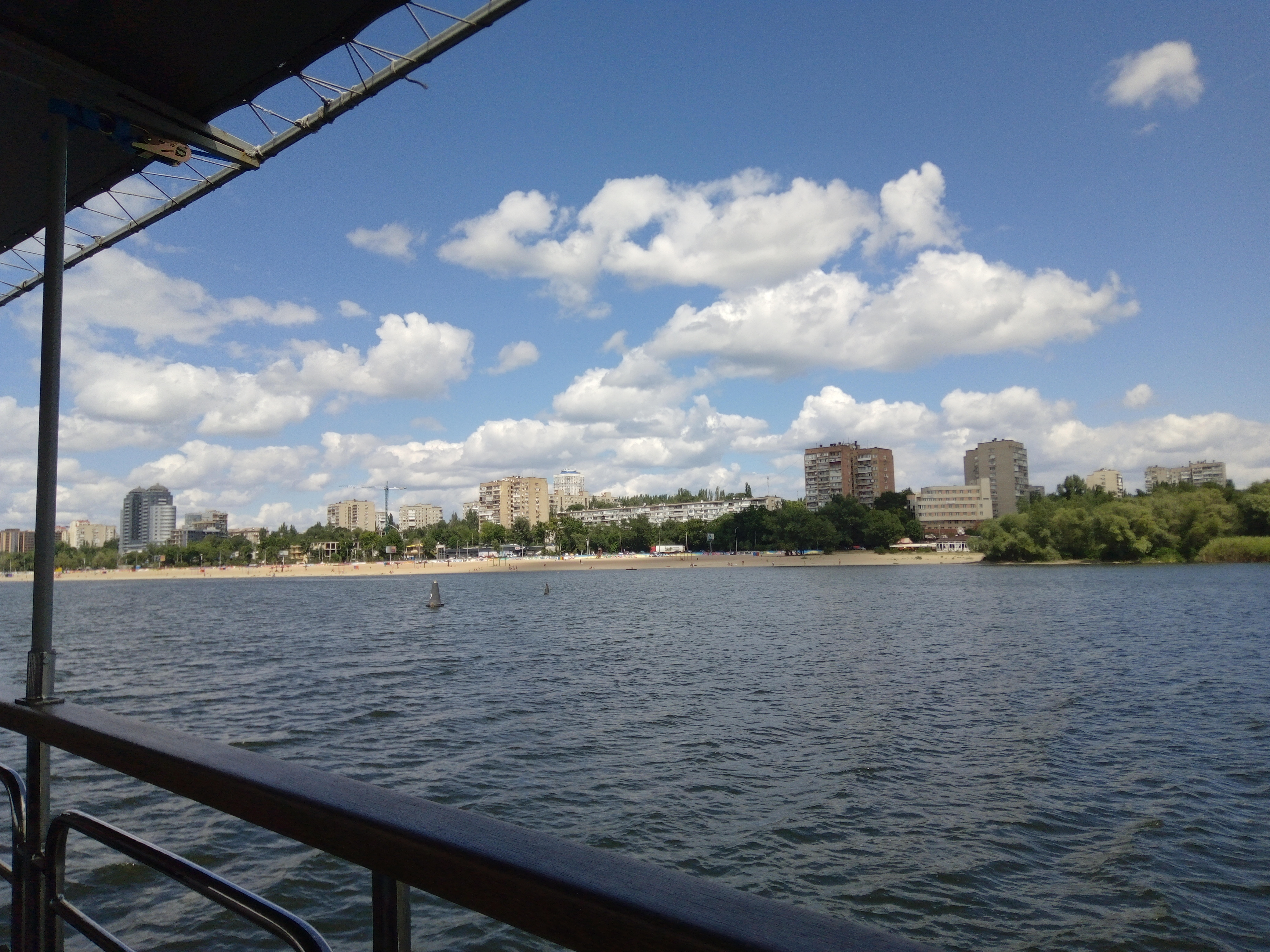
Панорама Запоріжжя з Дніпра. 2020 р.
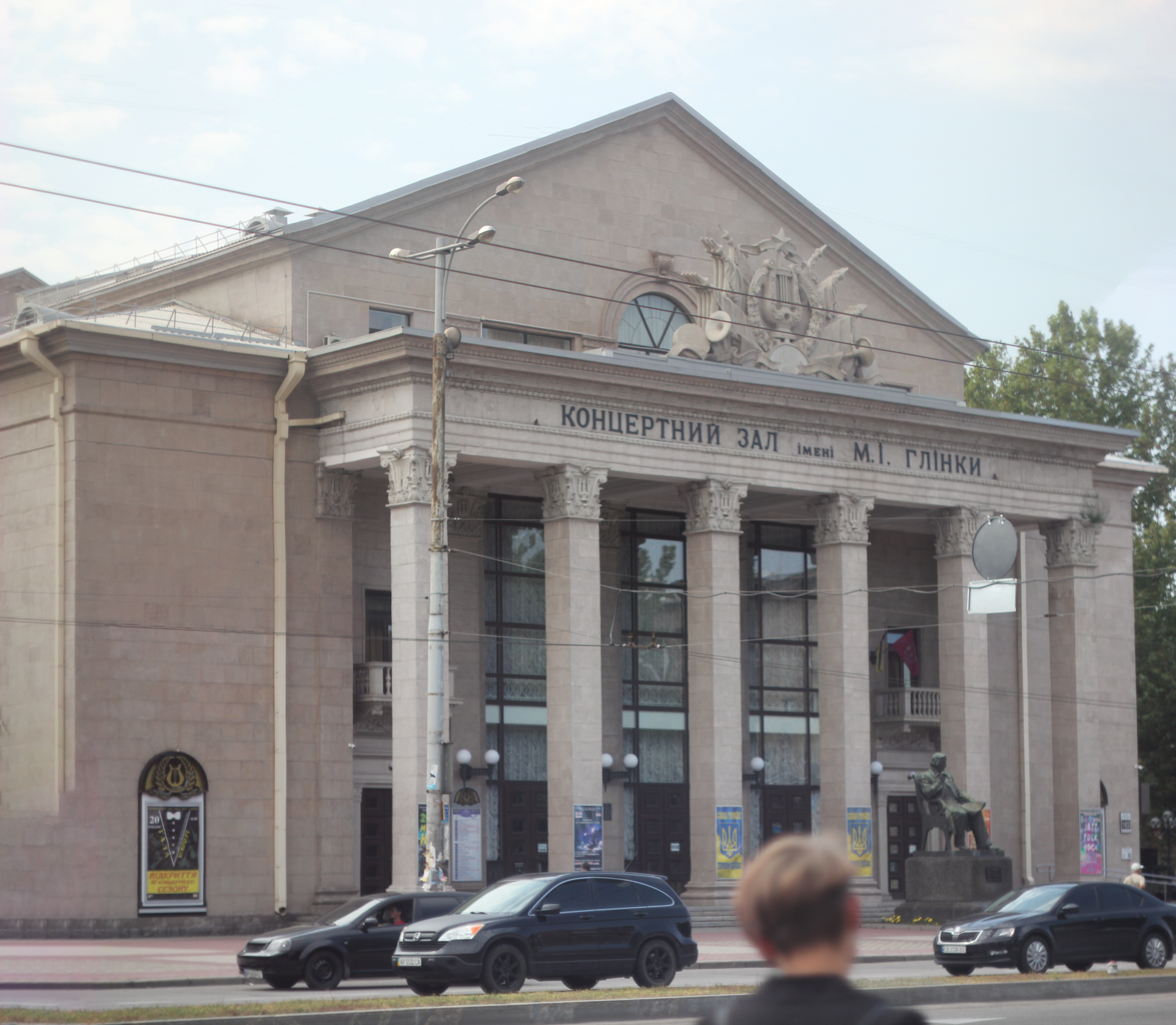
Концертна зала імені М. І. Глінки
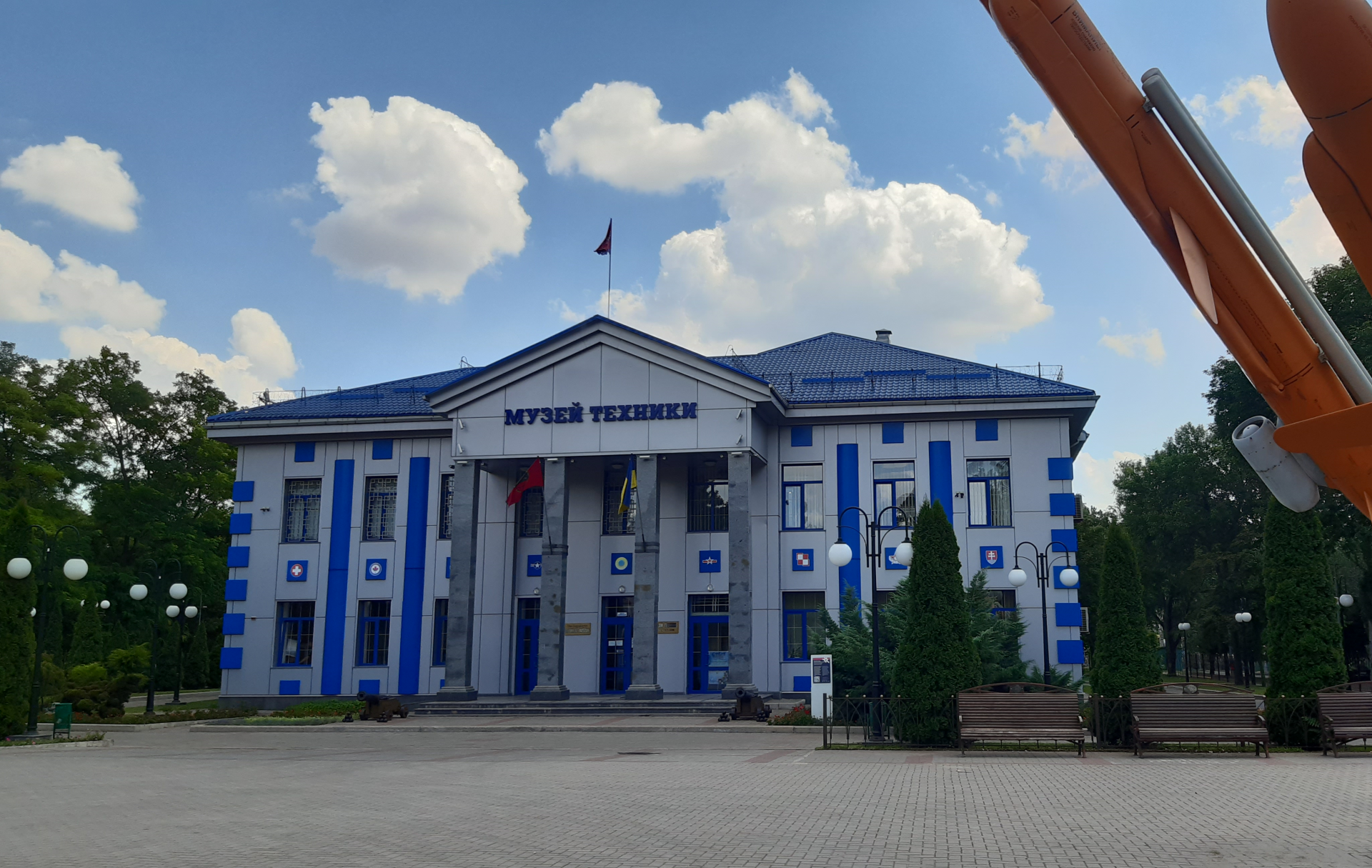
Музей техніки

### Нерухомі об'єкти культурної спадщини
11 лютого 2025 року до Державного реєстру нерухомих пам'яток України внесено чотири об'єкти культурної спадщини національного значення Запоріжжя та області:
- будівлю колишньої Олександрівської земської управи (нині — Запорізький краєзнавчий музей). У цій будівлі відбувалися Дворянські зібрання, є одним із небагатьох збережених об'єктів, який служив місцем зустрічей місцевої еліти;
- житловий будинок (колишня Студентська поліклініка) — колишня студентська поліклініка. Цю будівлю було зведено наприкінці XIX століття, власником якої був Бадовський, який мав завод із виробництва землекопних машин та знарядь і жив тут до Першої світової війни. Після війни він виїхав до Німеччини. У 1917 році в цій будівлі розміщувався штаб Червоної гвардії та перший Запорізький Ревком. У 1950-х роках тут діяла виставкова зала краєзнавчого музею, а згодом — студентська поліклініка;
- земляні укріплення Захар'ївської фортеці XVIII століття (на території Берестівської сільської громади Бердянського району);
- Троїцьку церкву 1814 року побудови (у місті Приморську Бердянського району)[98][99].

Також Міністерство культури України внесло  до Державного реєстру нерухомих пам'яток України чотири будівлі в місті Запоріжжя, а саме:
- Будинок ремісничої школи "Талмуд-Тора" (вул. Гоголя, 65);
- Житловий будинок Йоганна Леппа  (Соборний проспект, 8);
- Прибутковий будинок Фердинанда Шенделя (вул. Поштова, 25);
- Приватна жіноча гімназія Т. Г. Павленко (вул. Святого Миколая, 6).

### Релігія
Християнство:
Населення Запоріжжя здебільшого християнське. Серед християн міста більшу частину складають православні. Храми цієї конфесії представлені церквами Православної церкви України та Української православної церкви (Московського патріархату). 1992 року засновано церкву Святого Миколая, освячену Святійшим патріархом Київським і усієї Русі-України Філаретом.
14 жовтня 2007 року відкритий Свято-Покровський кафедральний собор. Зараз Свято-Покровський кафедральний собор — п'ятикупольний храм заввишки 53 метри.
На місці сучасного головного собору міста була перша церква, яку побудували ще в 1778 році, стара Покровська церква була переважно дерев'яною. А 5 травня 1886 року на місці вже розібраної будівлі заклали новий кафедральний Свято-Покровський собор, зруйнований більшовиками в 1930-х роках. Відбудова зруйнованого собору розпочалася 1993 року і тривала 14 років.
У місті розвивається католицизм східного і західного обрядів, представлене, відповідно, Церквою святих Петра і Павла, Церквою святого Володимира Великого, Костелом св. отця Піо з П'єтрельчини та Собором Бога Отця Милосердного. Українська греко-католицька церква планує збудувати собор святого Архистратига Михаїла.
З 2007 року у місті Запоріжжя діє Вірменська церква Сурб Аствацанін (Святої Богоматері). При церкві працює недільна школа, різні молодіжні організації, танцювальний ансамбль та духовний жіночий комітет.
Серед протестантських церков діє Церква баптистів, Церква адвентистів сьомого дня, Новоапостольська церква та Свідки Єгови.
Іслам:
Другою за чисельністю релігією є Іслам. У Запоріжжі проживають декілька тисяч мусульман. В більшості це волзькі татари, кримські татари, турки, азербайджанці, узбеки, араби та українці.
У місті діє громада Духовного управління мусульман України. Також на вулиці Володимира Грищенка побудують Запорізьку соборну мечеть.
Юдаїзм:
Для юдеїв працює синагога «Гіймат-Роза».
Індуїзм:
У місті діє громада Міжнародного товариства Свідомості Крішни.

Релігійні споруди
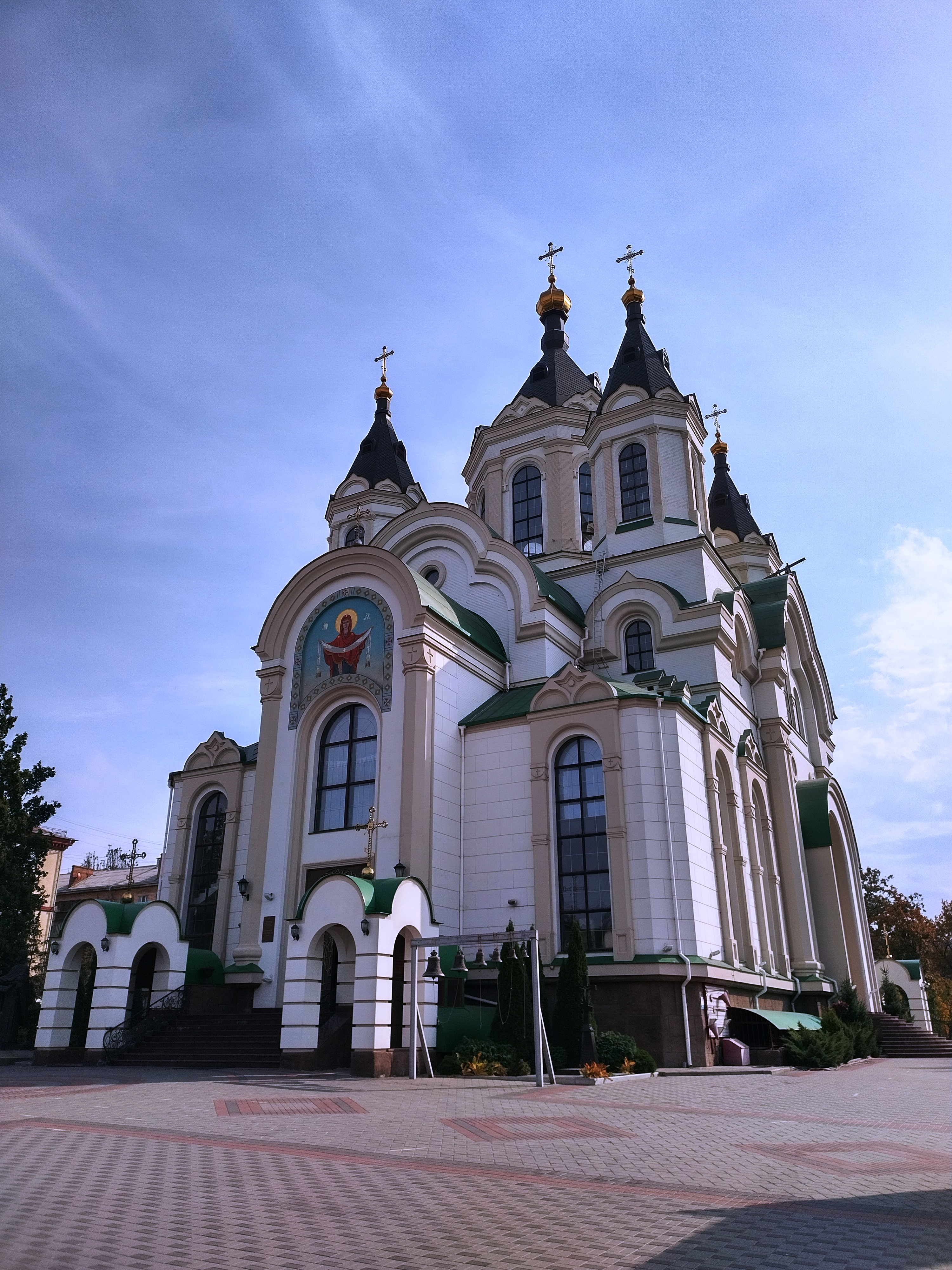
Свято-Покровський кафедральний собор УПЦ (МП)
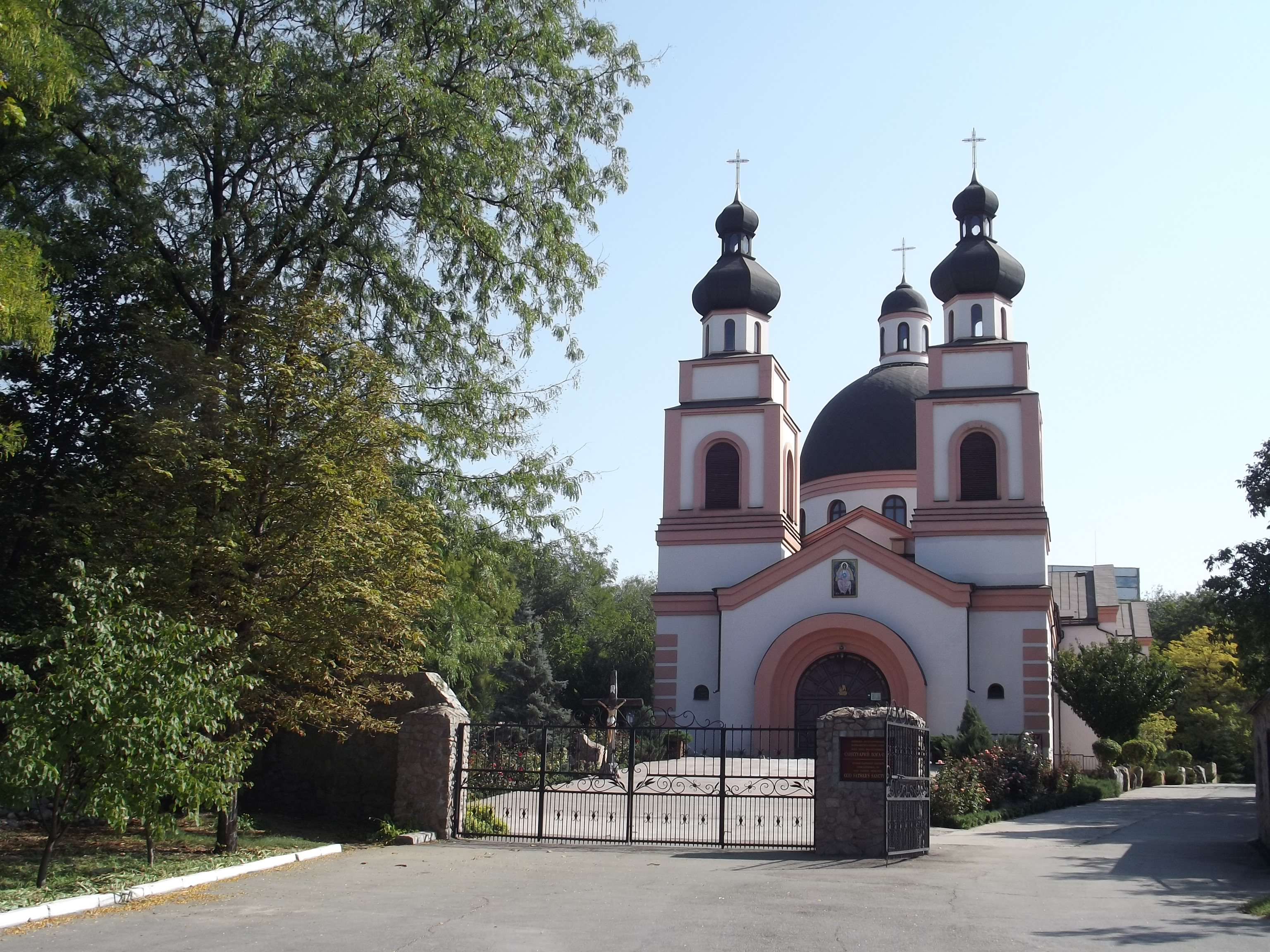
Собор Бога Отця Милосердного
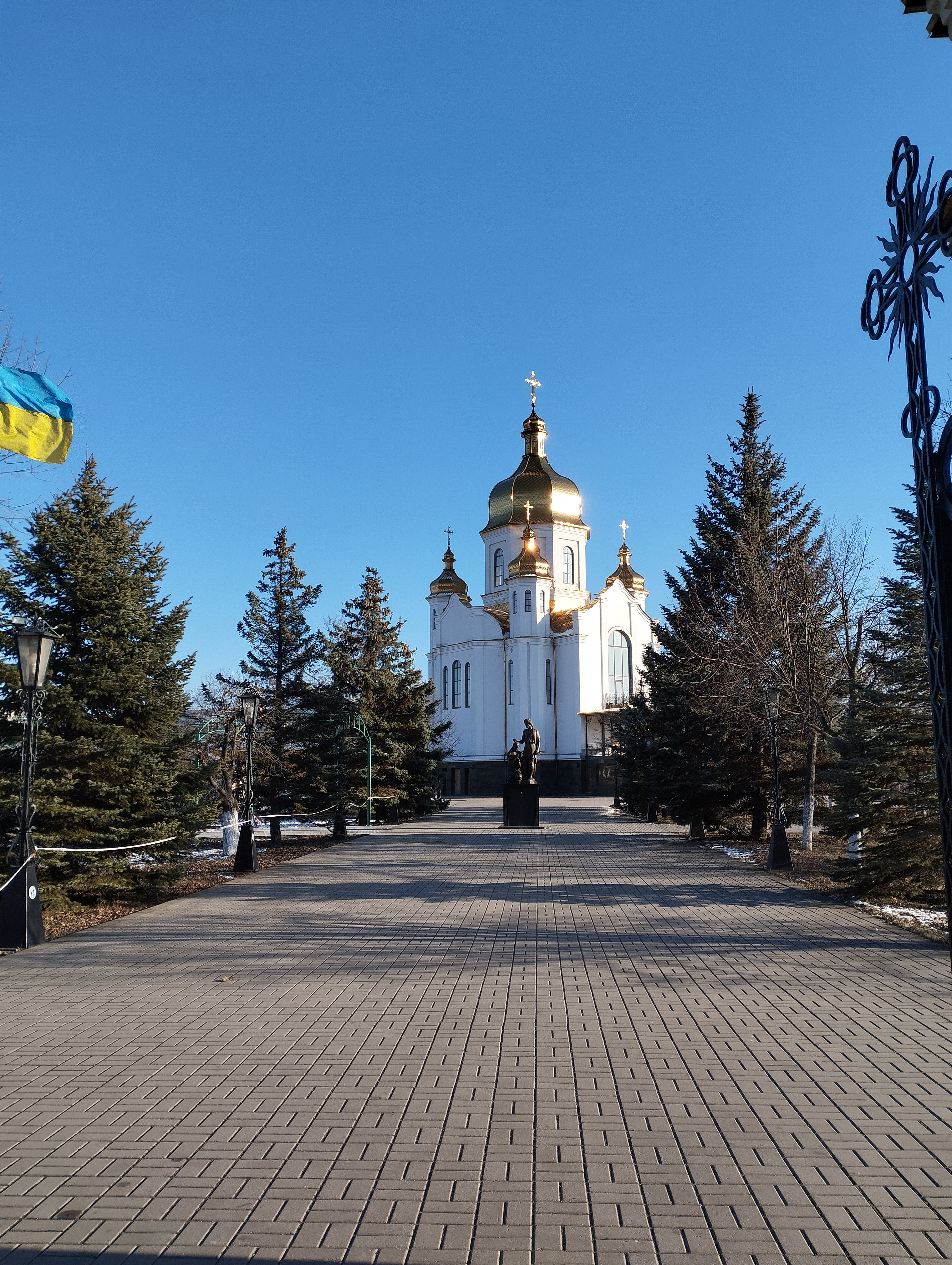
Церква святого Миколая ПЦУ
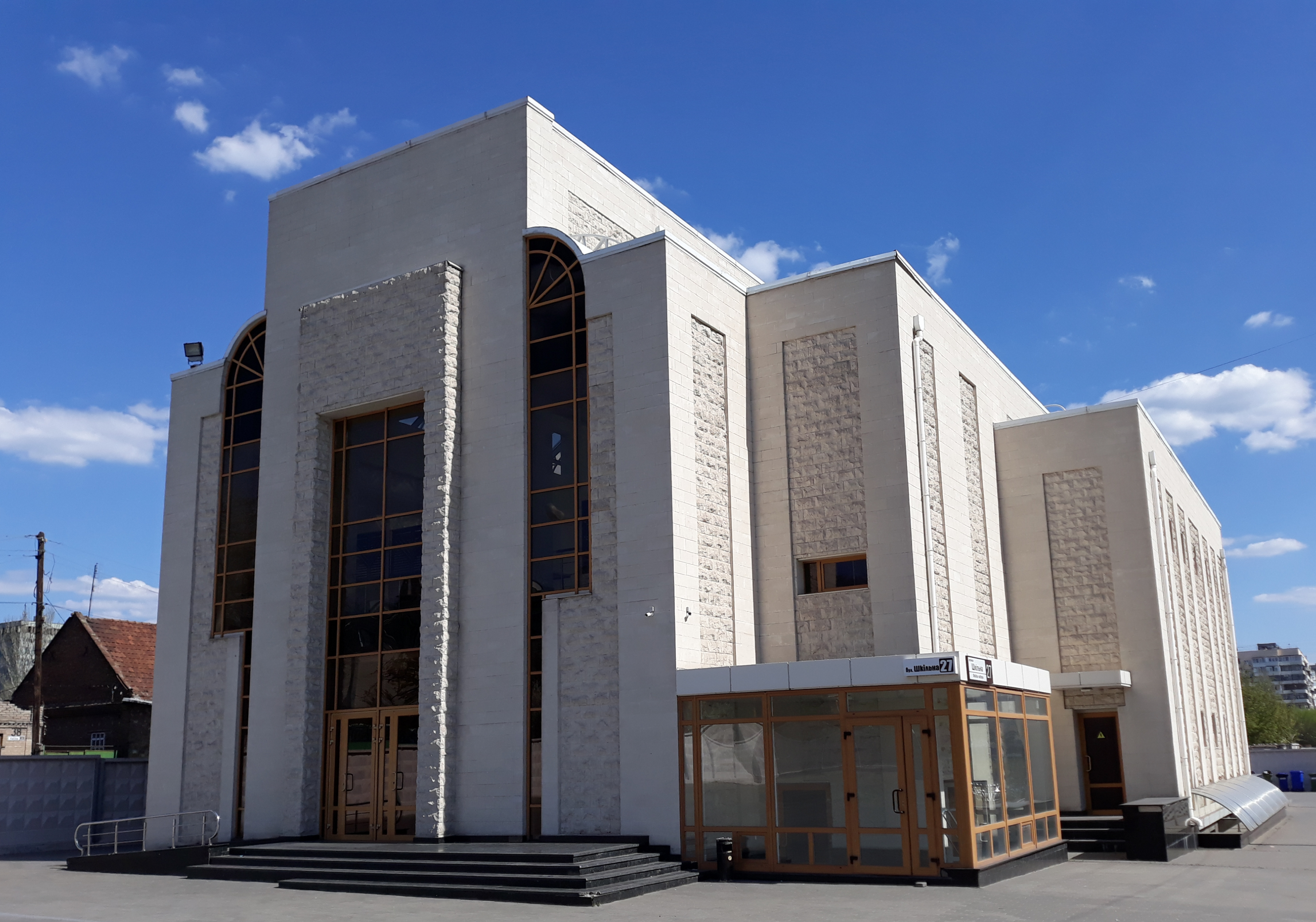
Синагога Гіймат-Роза

## Освіта й наука

### Загальна середня освіта
У 2016 році в Запоріжжі працював 121 загальноосвітній навчальний заклад I—III ступенів, у тому числі 116 — комунальної форми власності (62 231 учень проти 61 160 у 2015 році) та 5 — приватної. Крім того, 2 навчальні заклади призупинили свою діяльність. Навчанням обдарованих дітей займались 35 закладів: 9 ліцеїв, 3 колегіумів, 17 гімназій, 6 спеціалізованих шкіл з поглибленим вивченням окремих предметів.
Загальна кількість дитячих навчальних закладів міста складає 143 одиниці, у тому числі 135 — комунальної форми власності, 6 — приватної, 2 — державної. За функціональною ознакою ДНЗ поділяються на 10 дитячих садків, 108 ясел-садків, 5 центрів розвитку дитини, 20 навчально-виховних комплексів (8 — типу «ЗНЗ-ДНЗ», 12 — типу «ДНЗ-ЗНЗ»); за видами ДНЗ розподілені так: 97 загального розвитку, 38 комбінованого типу (зі спеціальними та санаторними групами), 3 санаторних, 5 спеціальних.
За даними 2018 року, в освітній системі Запоріжжя функціонували 118 закладів загальної середньої освіти комунальної форми власності. З них 116 — денних і 2 вечірніх. Із загальної кількості денних шкіл комунальної форми власності - 7 шкіл — І ступеню, 3 школи — I-II ступенів, 106 шкіл — I-III ступенів та 5 приватних закладів загальної середньої освіти.
Під час війни питання безпеки навчання змінює формат освіти, 1 вересня 2024 року 79 шкіл Запоріжжя виходять на навчання  змішаному форматі, очільник запорізької ОВА І.Федоров поставив завдання побудувати принаймні 23 підземні школи у Запорізькій області.
12 грудня 2024 року на території запорізької гімназії № 88 було відкрито першу підземну школу в Запоріжжі.Вона розрахована на навчання 1000 учнів у 2 зміни.

### Професійно-технічна та вища освіта
У місті розташовано 17 професійно-технічних навчальних закладів. У вищих навчальних закладах навчається приблизно 45 тисяч студентів.
Основні заклади вищої освіти:
- Запорізька державна інженерна академія
- Запорізький державний медико-фармацевтичний університет
- Запорізький національний університет
- Національний університет «Запорізька політехніка»
- Запорізький інститут економіки та інформаційних технологій
- Класичний приватний університет
- Хортицька національна навчально-реабілітаційна академія

Заклади вищої освіти
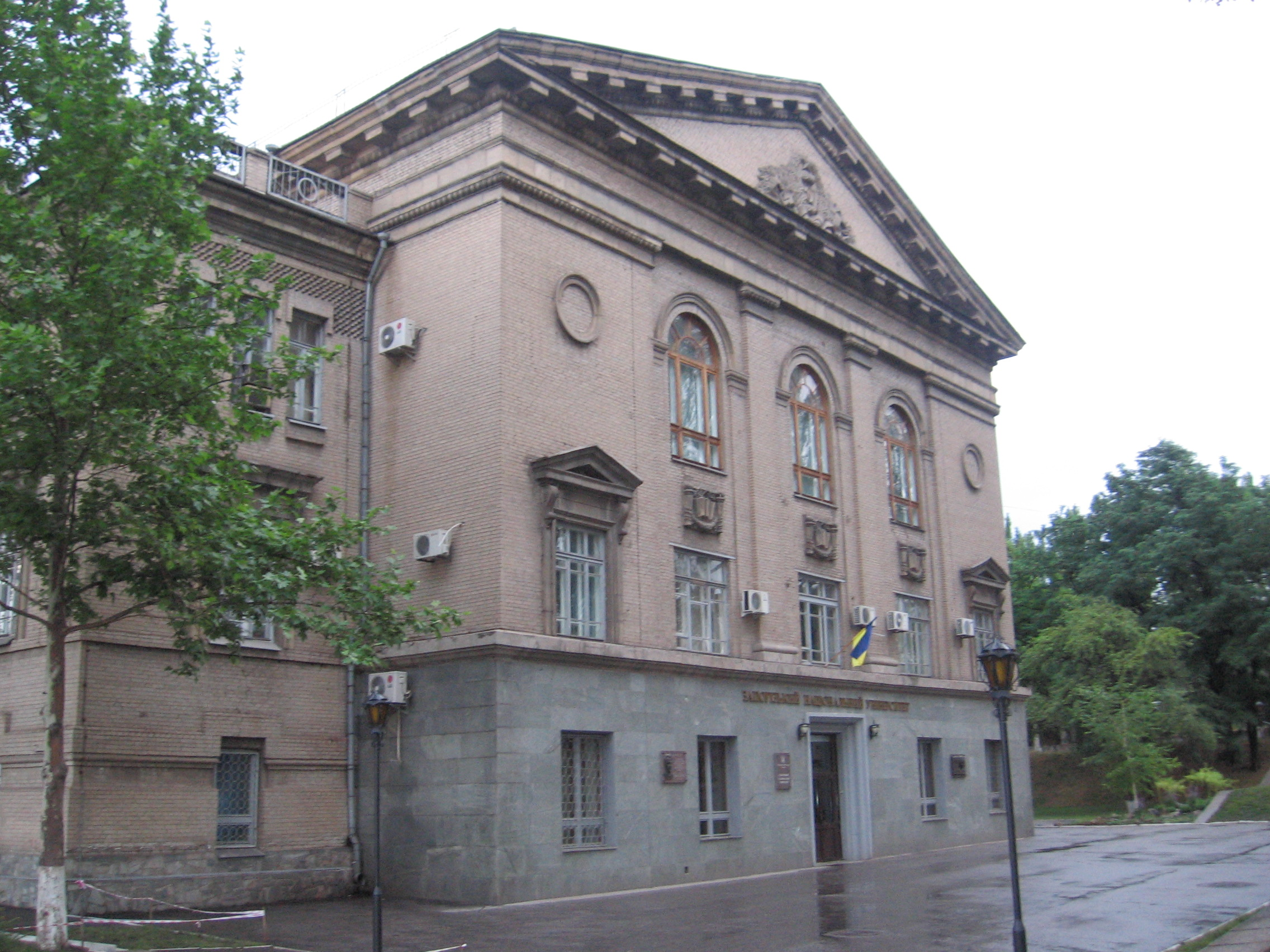
1-й корпус ЗНУ
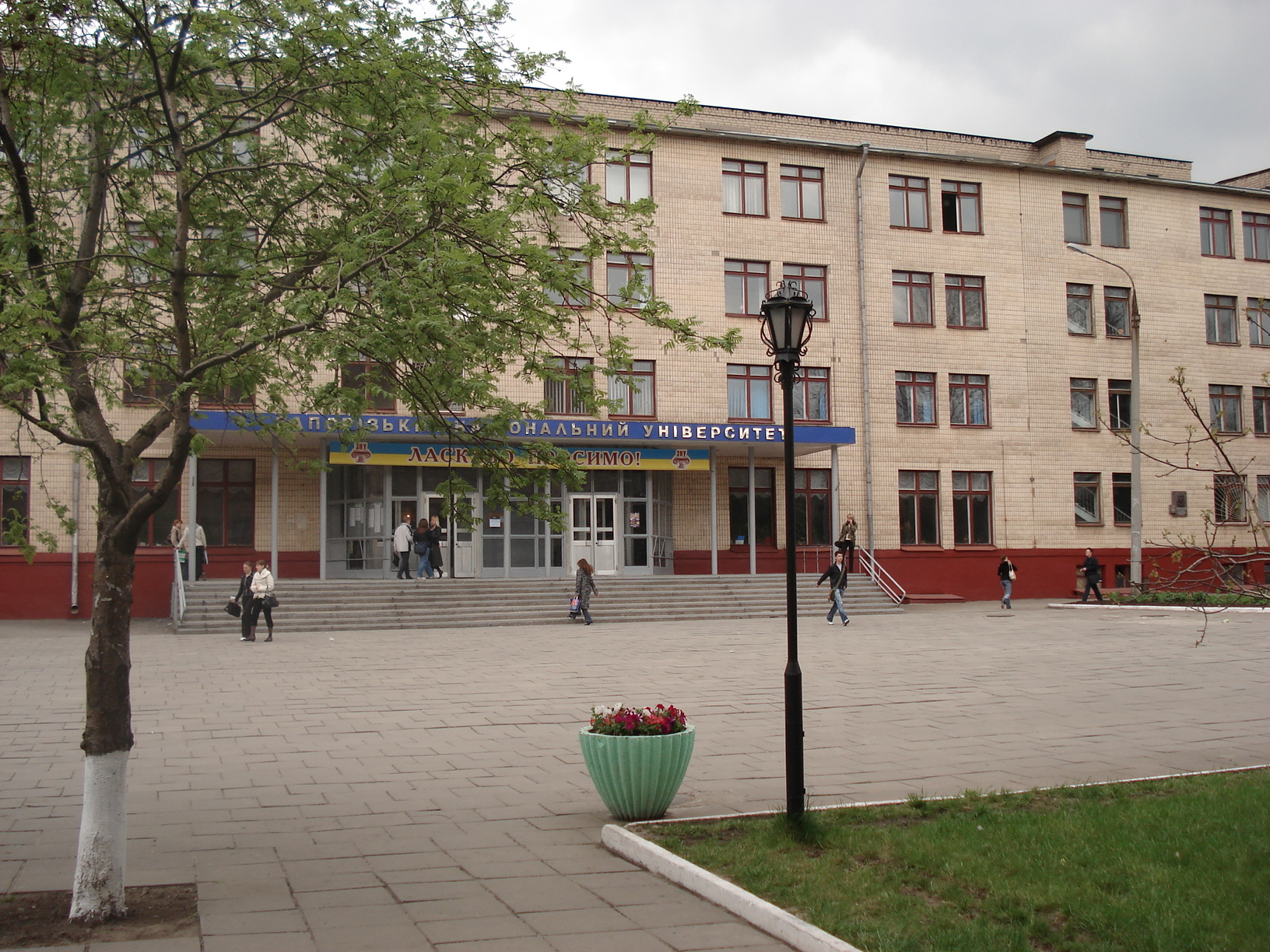
2-й корпус ЗНУ
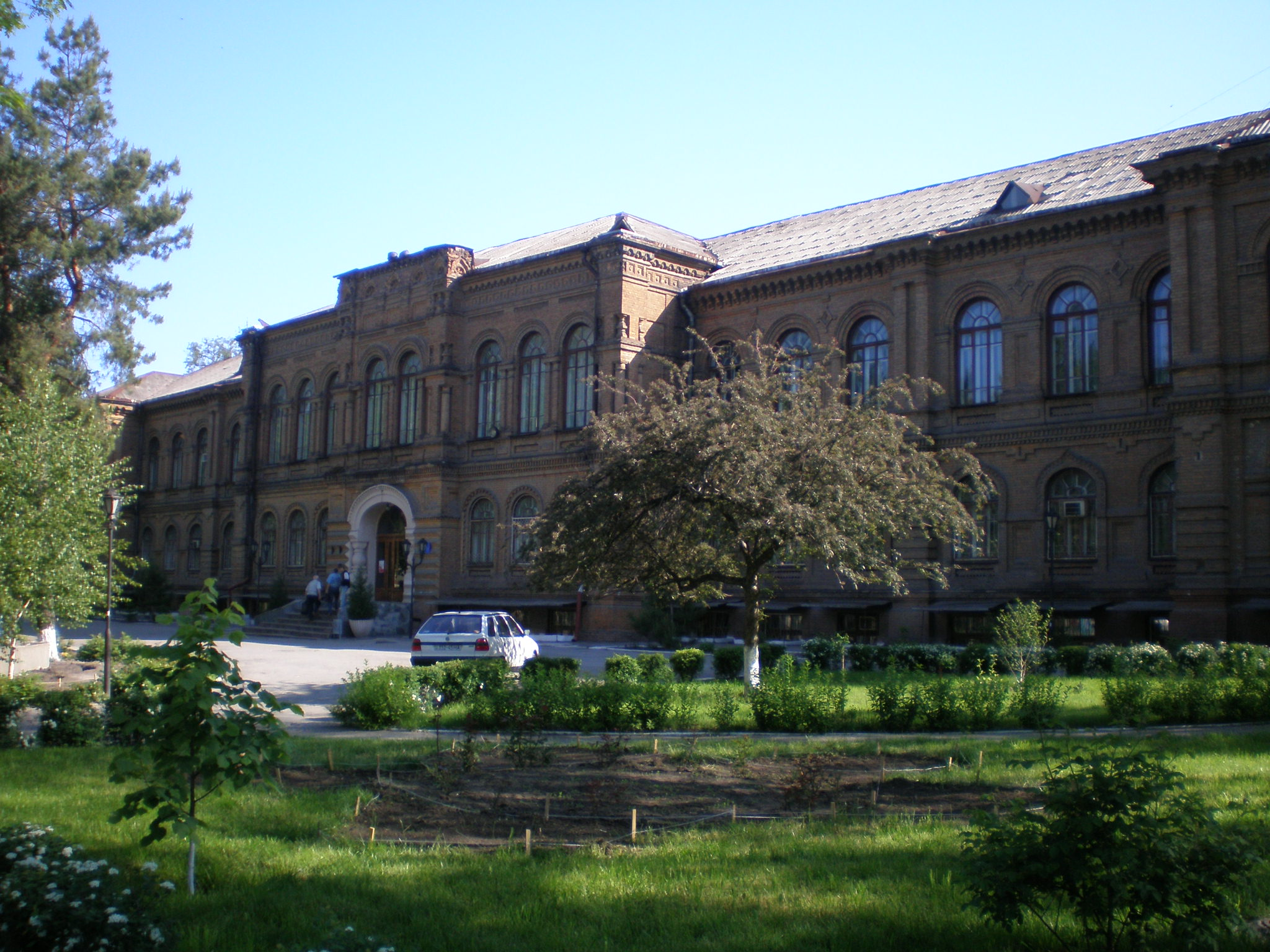
3-й корпус ЗНУ
5-й корпус ЗНУ
7-й корпус ЗНУ (спорткомплекс)
8-й корпус Запорізький національний університет
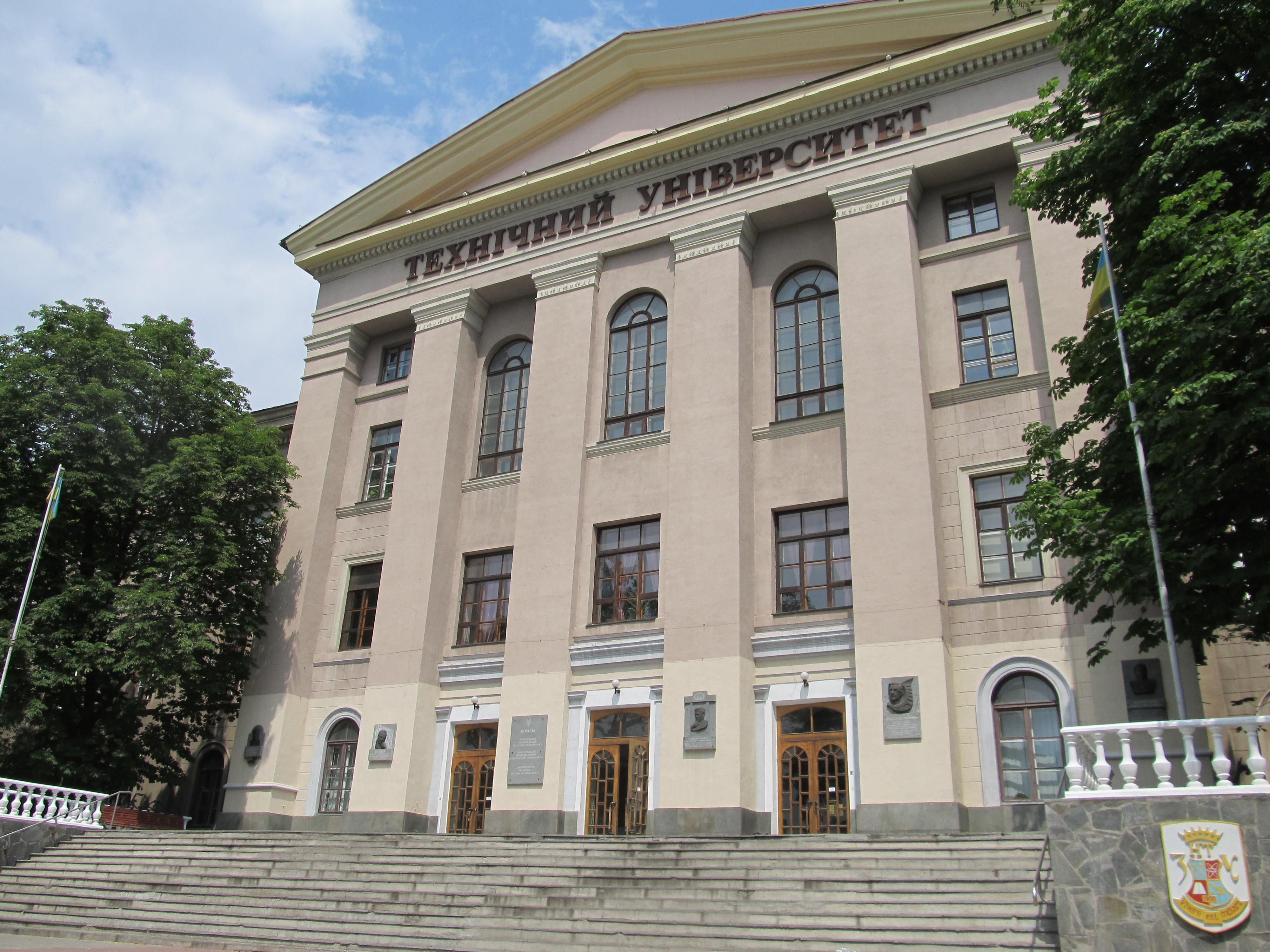
Національний університет «Запорізька політехніка»

Коледжі та технікуми:
- Запорізький авіаційний коледж ім. О. Г. Івченка
- Запорізький гідроенергетичний фаховий коледж ЗНУ[106]
- Запорізький електротехнічний коледж ЗНТУ
- Запорізький металургійний коледж ЗДІА[107][108]
- Запорізький будівельний фаховий коледж
- Запорізький медичний фаховий коледж Запорізької обласної ради[109]
- Медичний фаховий коледж Запорізького державного медико - фармацевтичного університету[110]

Наукові центри:
- Інститут титану
- НДІ спецсталей
- Інститут сільськогосподарського машинобудування
- НДІ газоочищення
- НДІ трансформаторобудування
- НДІ силової енергетики, проєктно-конструкторський та технологічний інститут[111]
- ТОВ «НДКТІМ-Сільгоспмаш»[112].

Раніше працювали НДІ радіозв'язку (ЗНДІРС), Інститут механізації тваринництва (ІМТ НААН України).

## Музеї
- Запорізький краєзнавчий музей

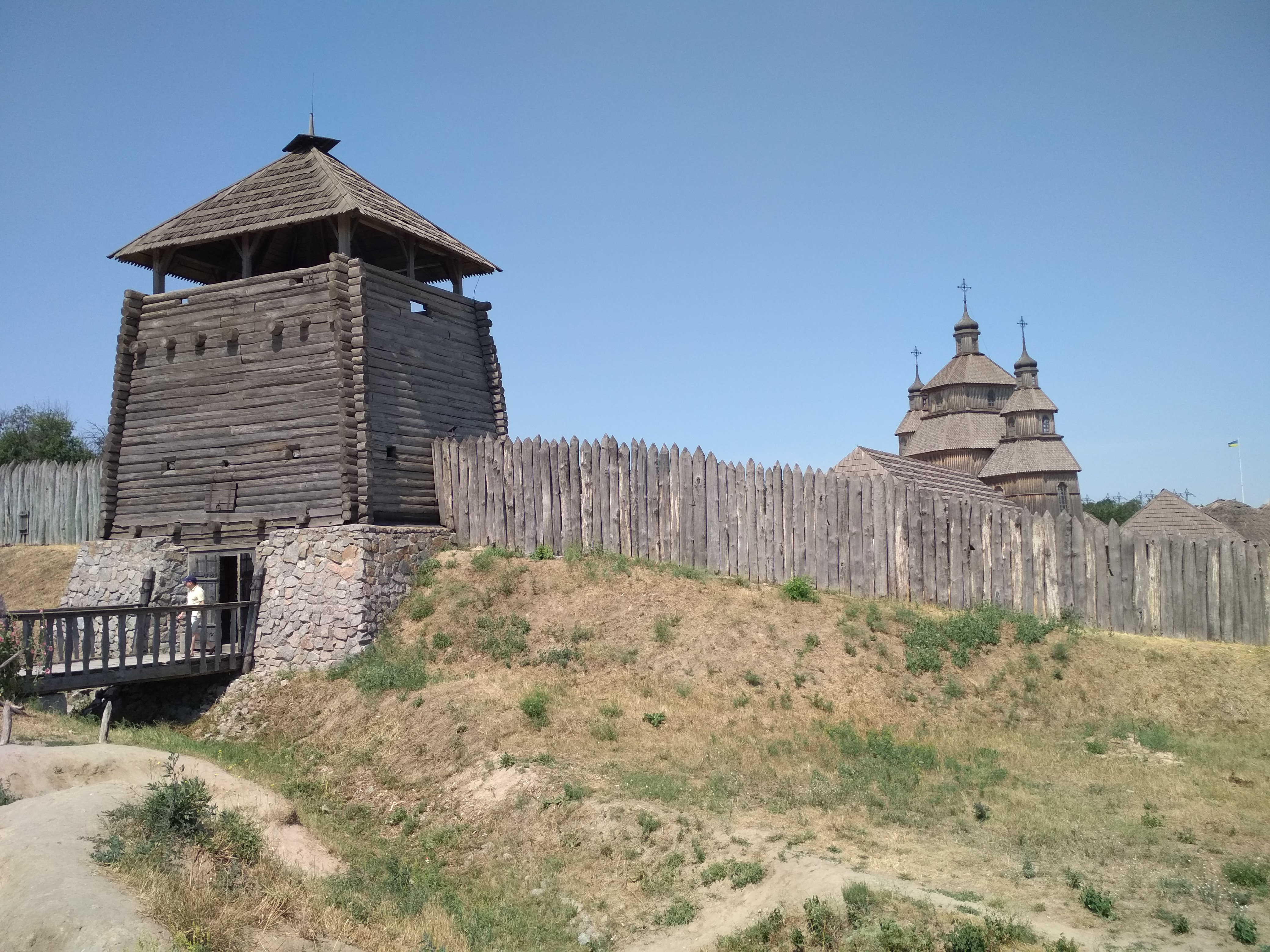
Історико-культурний комплекс «Запорозька Січ» (2018)

- Запорізький обласний художній музей
- Музей історії запорозького козацтва
- Музей історії зброї
- Історико-культурний комплекс «Запорозька Січ»
- Музей техніки «Фаетон»
- Музей техніки Богуслаєва
- Музей історії архітектури (відкритий 12 жовтня 2020 року)[113]

## Спорт

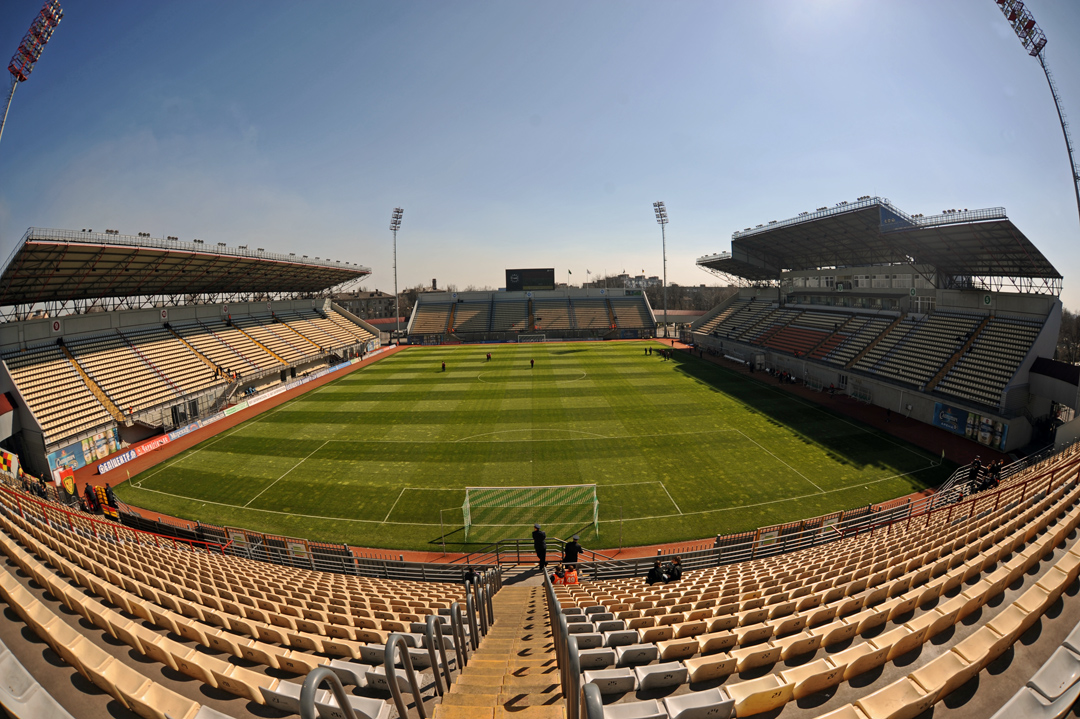
Славутич-Арена

У розпорядженні жителів міста легкоатлетичні манежі, плавальні басейни, веслувальна та водноспортивні бази, тенісні корти, спортивні майданчики зі штучним покриттям, будинок спорту «Запоріжалюмінбуд», палац спорту «Юність», сучасний футбольний стадіон «Славутич-Арена».
У місті працюють дитячо-юнацькі школи олімпійського резерву з гандболу, вільної боротьби та дзюдо.
Запорізькі клуби перебувають у вищих дивізіонах країни з гандболу, баскетболу, волейболу. Так, «ZTR», «Мотор» — у чоловічій суперлізі з гандболу, «Ферро-ЗНТУ» — у чоловічій суперлізі з баскетболу, «Козачка-ЗАЛК» — у жіночій суперлізі України з баскетболу, «Орбіта-Університет» — у жіночій суперлізі з волейболу.
До 2015 року ФК «Металург» брав участь у Прем'єр-Лізі України з футболу. У березні 2016 року футбольний клуб був відсторонений від участі в професійних турнірах, сам ФК був оголошений банкрутом. Небайдужі запорожці заявили про відродження ФК «Металург Запоріжжя», який був створений на базі аматорського ФК «Россо Неро». З 24 липня 2016 року виступає в Першій лізі України.
У місті функціонує Комунальний заклад «Запорізький обласний спортивній ліцей» Запорізької обласної ради. (Випускник-Насібов Парвіз). Заклад готує спортсменів олімпійських видів спорту.
Також у місті є міський шаховий клуб «Думка», де проходять турніри і змагання для людей різного віку, сеанси гри з сильними гройсмейстерами.

## Засоби масової інформації

### Телебачення
У Запоріжжі мовлять місцеві телеканали:
- «Суспільне Запоріжжя»
- «МТМ»

Кореспондентські пункти провідних українських телеканалів: «1+1», «Інтер» акредитовані в місті. На базі радіостанції «Великий Луг» працює запорізька студія 5 каналу.
У 1991—2002 роках діяв телеканал «Хортиця».
З 2 січня 1994 по 22 липня 2022 року транслювало мовлення ЗНТРК «TV5», до складу якої входили два телеканали — «TV5» та «ТV-5 Спорт».
З 25 вересня 1995 по 1 лютого 2023 роки в місті працювала ТРК «ALEX».

### FM-радіостанції
Радіомовлення в Запоріжжі здійснюють 28 загальноукраїнських і регіональних радіостанцій.

### Друковані видання
Станом на 2005 рік у Запорізькій області видавалося 185 газет, загальним накладом 1,5 млн примірників. В обласному центрі видається понад 20 видань, серед яких «Індустріальне Запоріжжя», «МІГ», «Мрія», «Субота плюс», «Туча», «Портмоне», «Привоз», «Хмара», Мелітопольський краєзнавчий журнал тощо.

## Транспорт

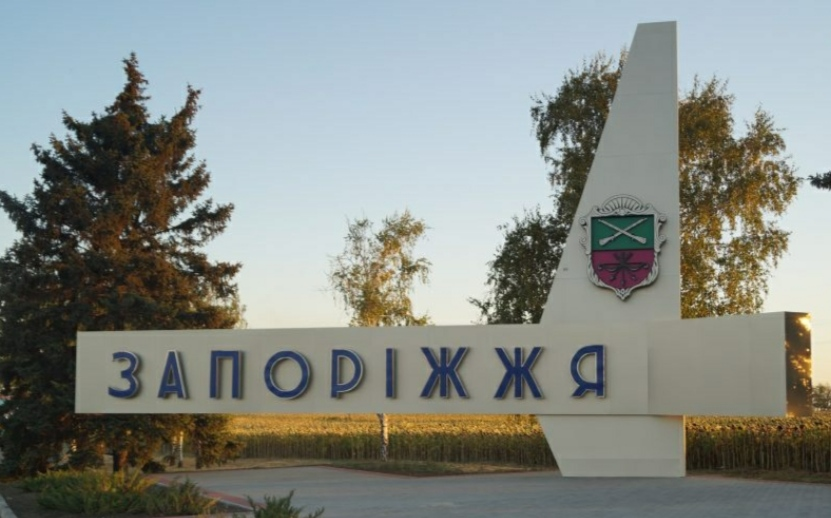
Стела на в'їзді в місто Запоріжжя на автошляху

Сучасна транспортна інфраструктура міста Запоріжжя має систему зовнішнього транспорту — залізницю, автобусний транспорт, автодорожня мережа, авіатранспорт і водний (річковий) транспорт — магістральну вулично-дорожню мережу і мережу масового пасажирського транспорту.
Запорізький залізничний вузол утворений перетином двох магістральних ліній: Москва — Харків — Запоріжжя I — Севастополь та Кривий Ріг — Запоріжжя II — Донбас. У 1934 році, коли місто фактично вже 13 років потому як було перейменовано в Запоріжжя, проте весь цей час офіційно незмінними залишались назви місцевих залізничних станцій і лише 7 квітня 1934 року їх приводять до відповідності з назвою міста. Цього дня Постановою ВУЦВК СРСР постановляє:
|  | Переименовать станции Александровск I, Александровск II и Александровск-Пристань Екатерининской железной дороги в станции Запорожье I, Запорожье II и Запорожье-Пристань. |

У місті діють два пасажирських залізничних вокзали — Запоріжжя I та Запоріжжя II. Через місто Запоріжжя пролянають 103,2 км головних залізничних колій, також у місті розташовано 8 залізничних пасажирських та вантажних станцій. У складі регіональної філії «Придніпровська залізниця» АТ «Укрзалізниця» в місті діють Запорізька дирекція залізничних перевезень, Запорізька дистанція навантажувально-розвантажувальних робіт та Запорізька дитяча залізниця.

Вокзали та станції міста
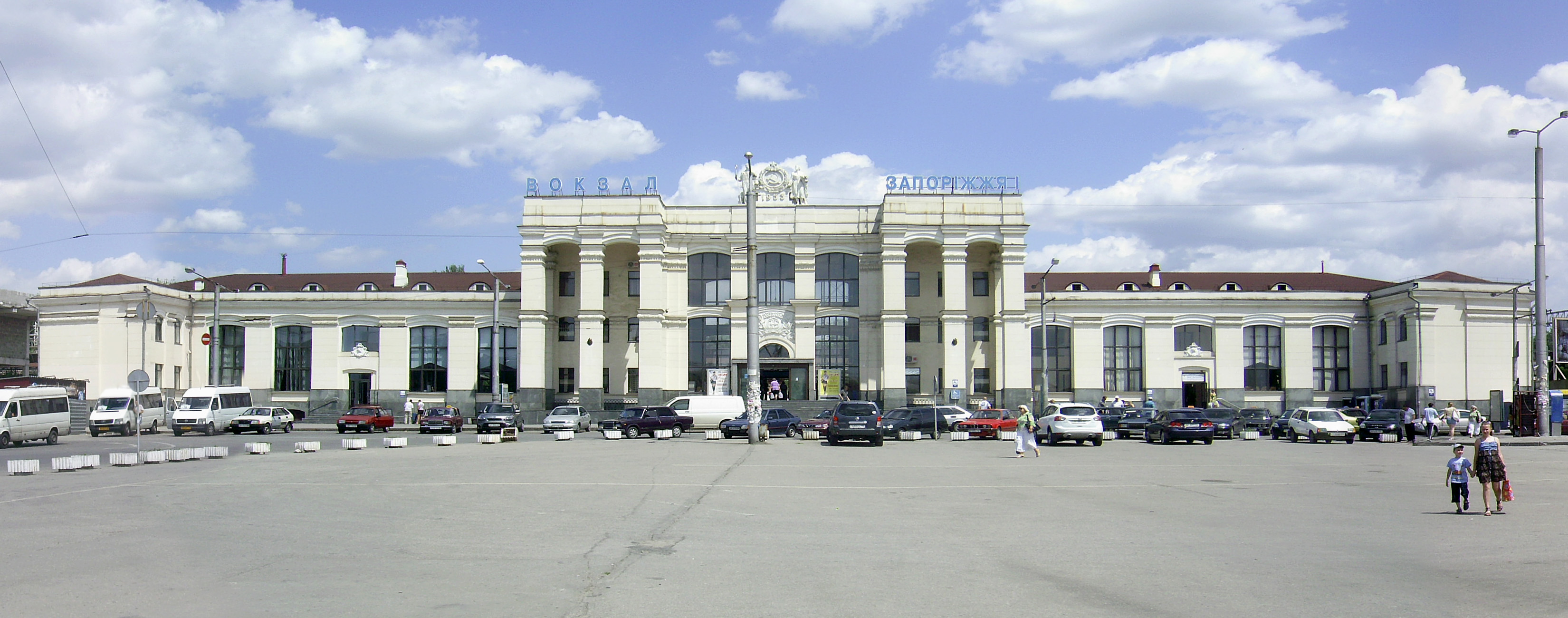
Запоріжжя I
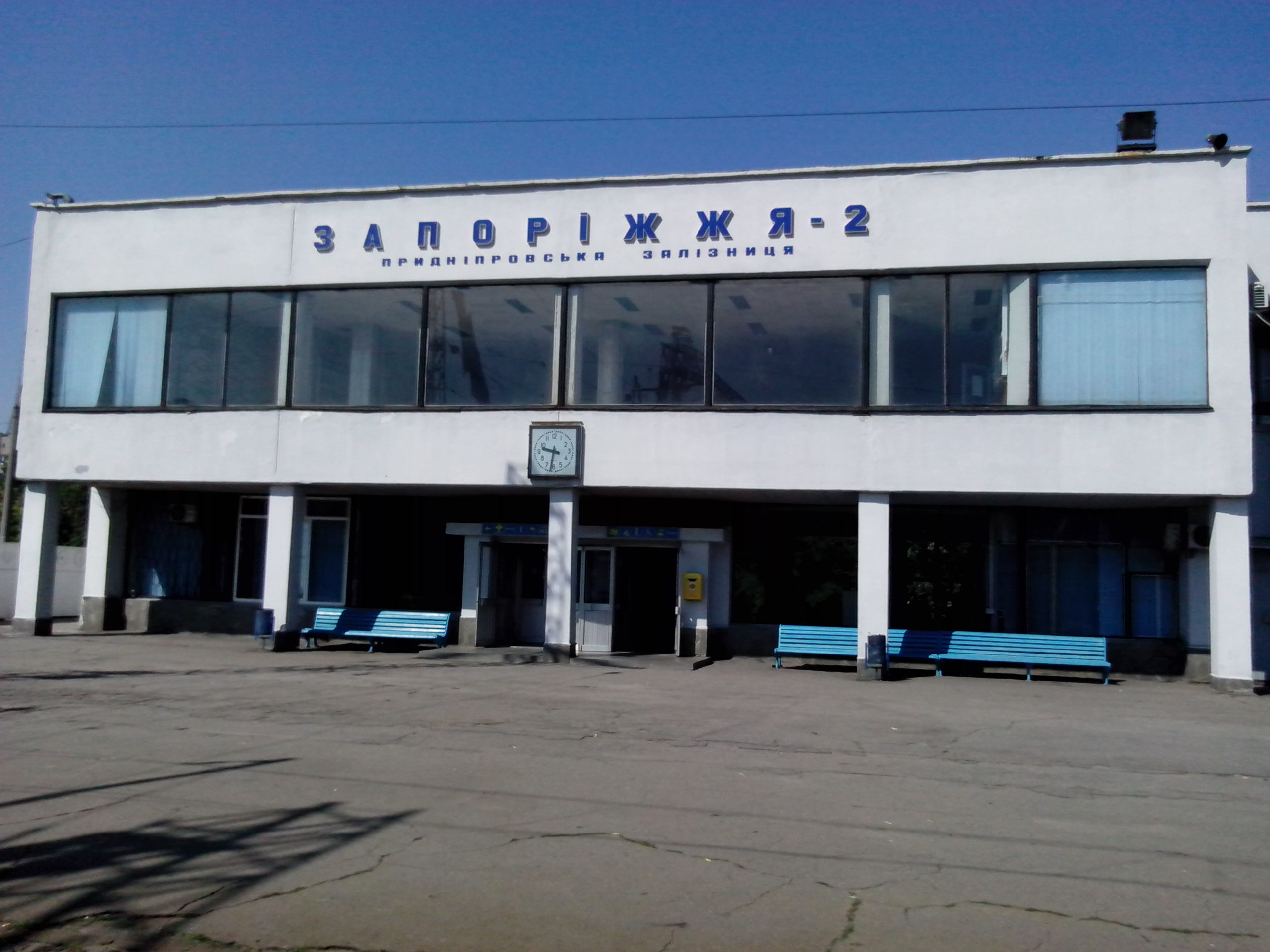
Запоріжжя II
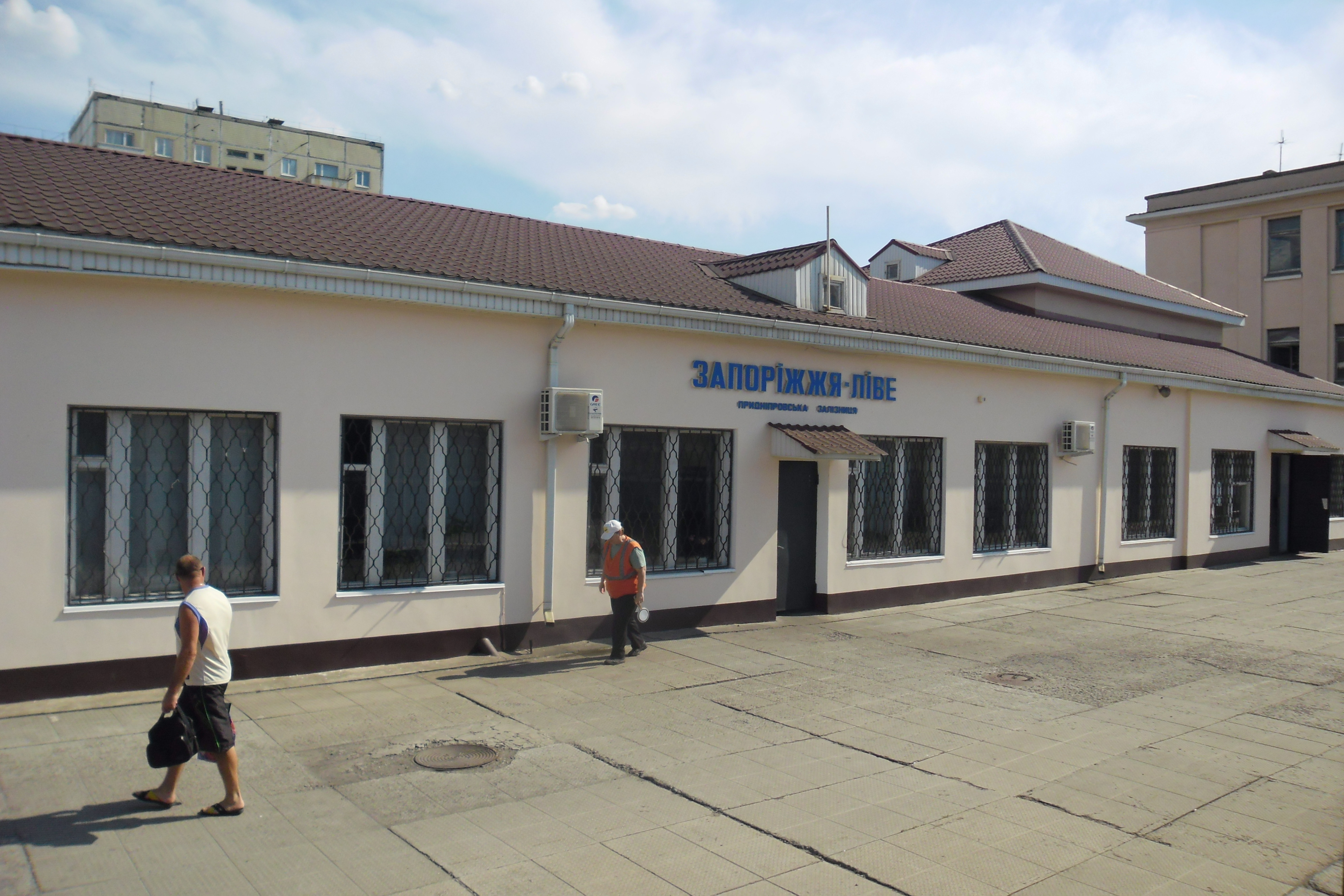
Запоріжжя-Ліве
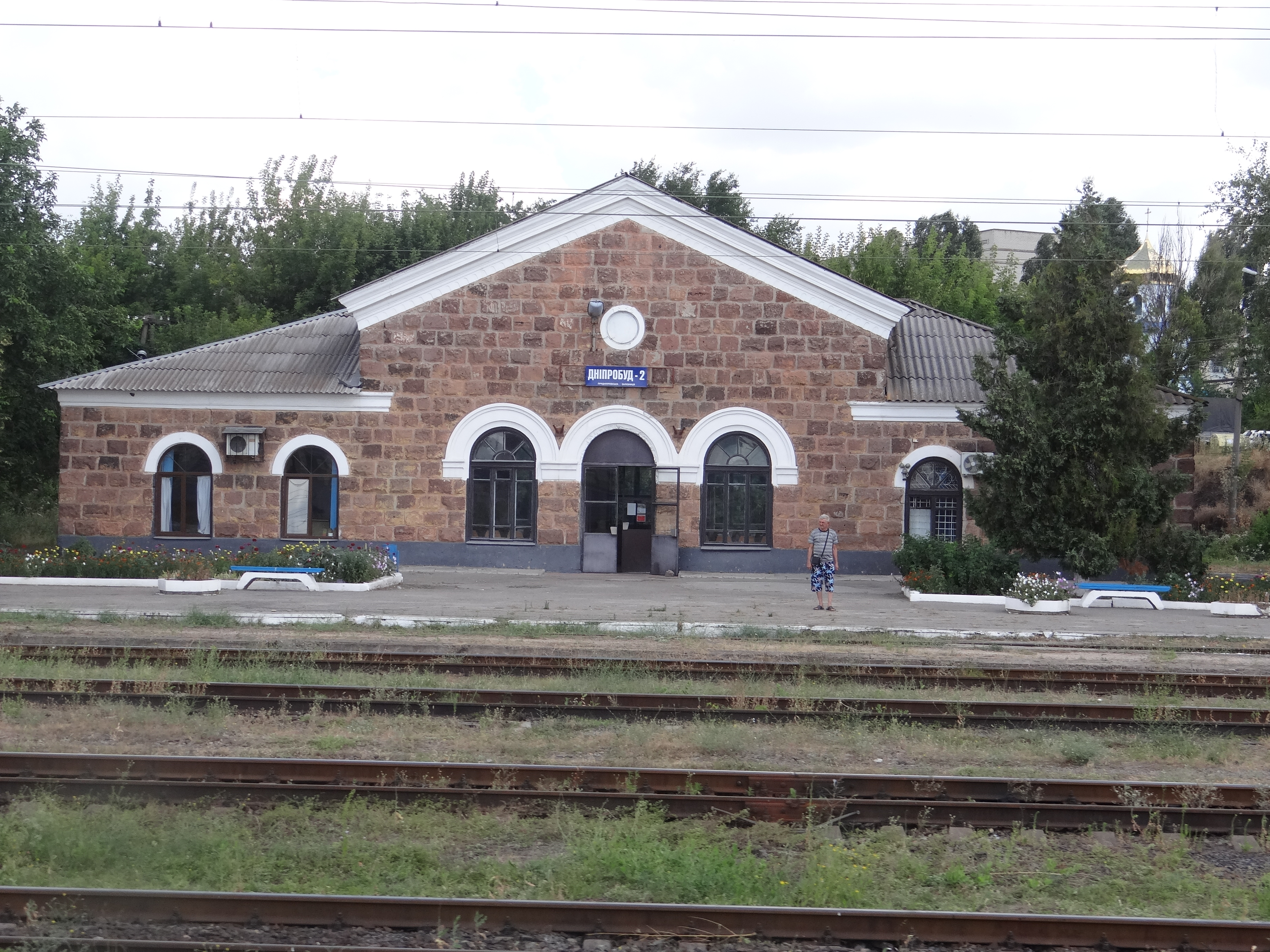
Дніпробуд II
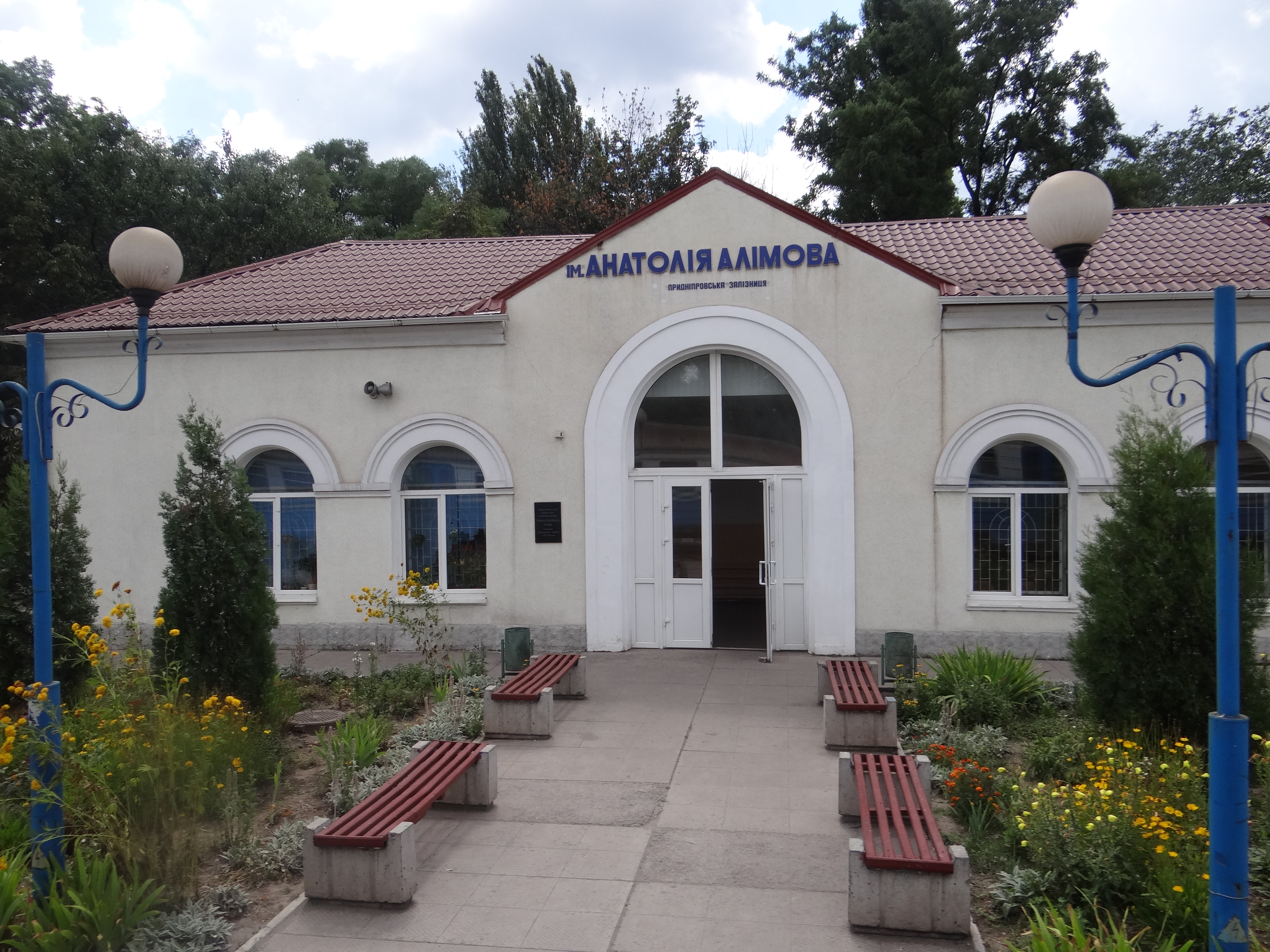
Імені Анатолія Алімова
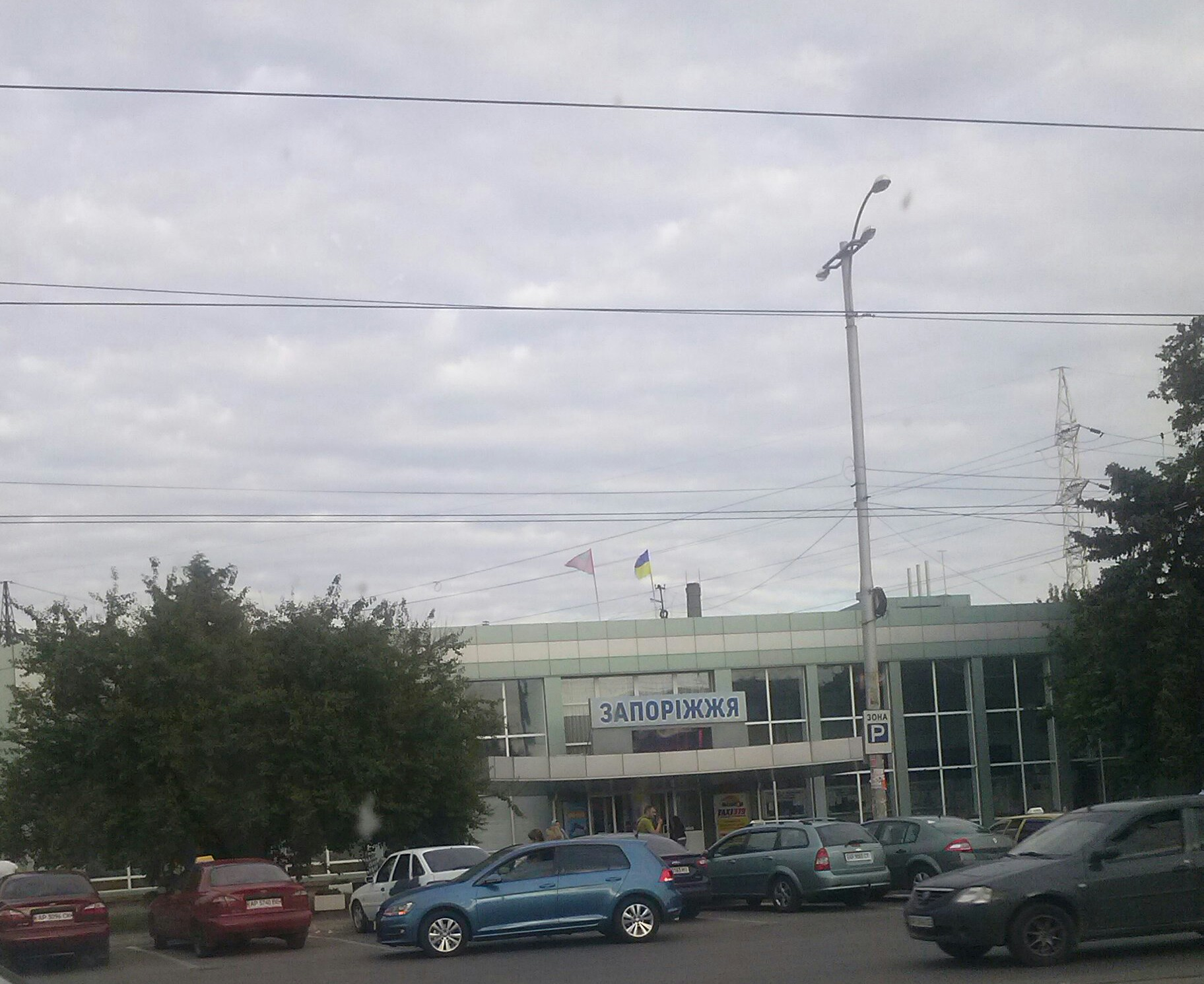
Автовокзал

Зовнішні автобусні перевезення пасажирів здійснюються через три автостанції (одним міжміським автовокзалом та двома приміськими автостанціями № 2 та № 3). Мережа зовнішніх автошляхів складається з доріг державного значення, що забезпечують зв'язки з Києвом, Дніпром, Харковом, Одесою, Полтавою та іншими містами центральних і південних областей України, із Чорноморським та Азовським узбережжями. Із заходу на південний схід міста пролягає автошлях національного значення Н08, східною околицею міста пролягають автошляхи М18E105, Н15, у південно-західному напрямку — автошляхи Н23 та Т 0806.
Вантажні й пасажирські перевезення водним транспортом обслуговуються двома річковими портами, розташованими на лівому березі у горішньому та нижньому б'єфі Дніпровської ГЕС. За навігаційний період 2015 року ДП «Адміністрація річкових портів» перевезено 75,33 тис. пасажирів.
Повітряне сполучення забезпечується міжнародним аеропортом, розташованим у північно-східній частині міста на відстані 15 км від центру міста. У транспортній системі міста відіграє важливе місце, який має статус міжнародного, і є повітряними воротами, як для українських, так і для міжнародних авіакомпаній. Базові авіакомпанії: ВАТ «Константа», філія «Українська авіаційна транспортна компанія» (УАТК), ТОВ «Універсал — Авіа», «Мотор Січ». З аеропорту «Запоріжжя» виконують рейси авіакомпанії «Міжнародні авіалінії України», «Азур Ейр Україна», «Аеростар», «AtlasGlobal Україна», «Pegasus Airlines», «Turkish Airlines». Комунальним підприємством «Міжнародний аеропорт Запоріжжя» в 2015 році відправлено 64,54 тис. пасажирів, що на 73,5 % більше, ніж 2014 року. За 2015 рік обслужено 2102 літако-вильоти. На міжнародних повітряних лініях збільшилися відправлення пасажирів на 50,6 %, на внутрішніх лініях — утричі. Відправлення та прибуття вантажу й багажу збільшилися на 84 %. Збільшення показників зумовлено збільшенням кількості внутрішніх та міжнародних чартерних рейсів. Авіакомпанія «Азур Ейр Україна» виконує чартерні рейси до Єгипту, ПрАТ АК «МАУ» регулярні рейси до Борисполя, авіакомпанією «AtlasGlobal Україна» відкрито новий рейс Стамбул — Запоріжжя — Стамбул; до 2020 року авіакомпанією «Мотор Січ» здійснювався новий щоденний регулярний рейс Запоріжжя — Мінськ — Запоріжжя. Авіакомпанії «Pegasus Airlines», «Turkish Airlines» виконують регулярні рейси Стамбул — Запоріжжя — Стамбул (тричі на тиждень).
Сучасна магістральна вулично-дорожна мережа міста представлена магістралями міського та районного значення. Транспортне сполучення між лівим і правим берегом здійснюється через греблю Дніпровської ГЕС, арковий міст, мости Преображенського та нові вантовий (відкритий 22 січня 2022 року) і балковий (відкритий 24 грудня 2020 року) мости (перша черга), які пролягають через острів Хортиця.

Мостові шляхопроводи
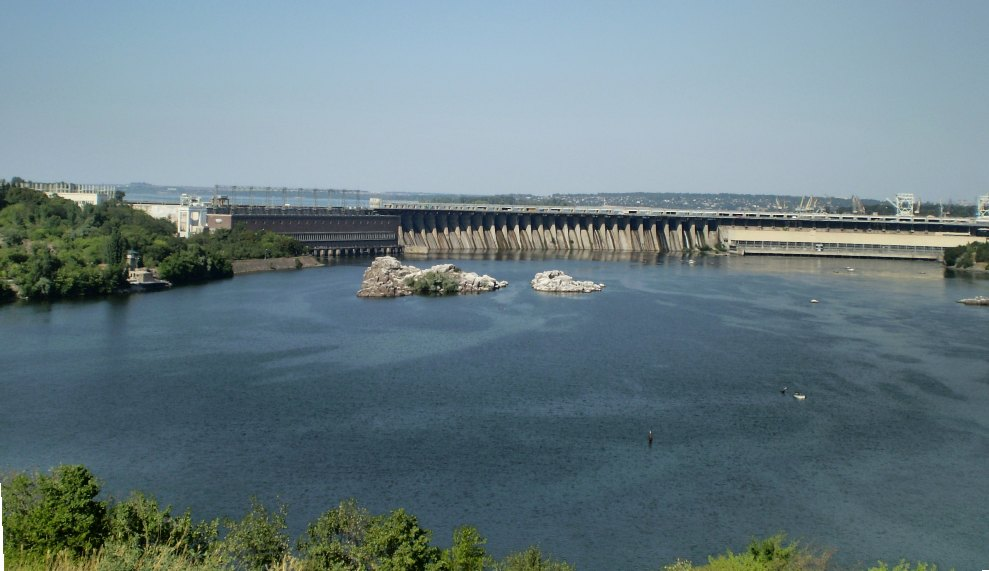
Дніпровська ГЕС
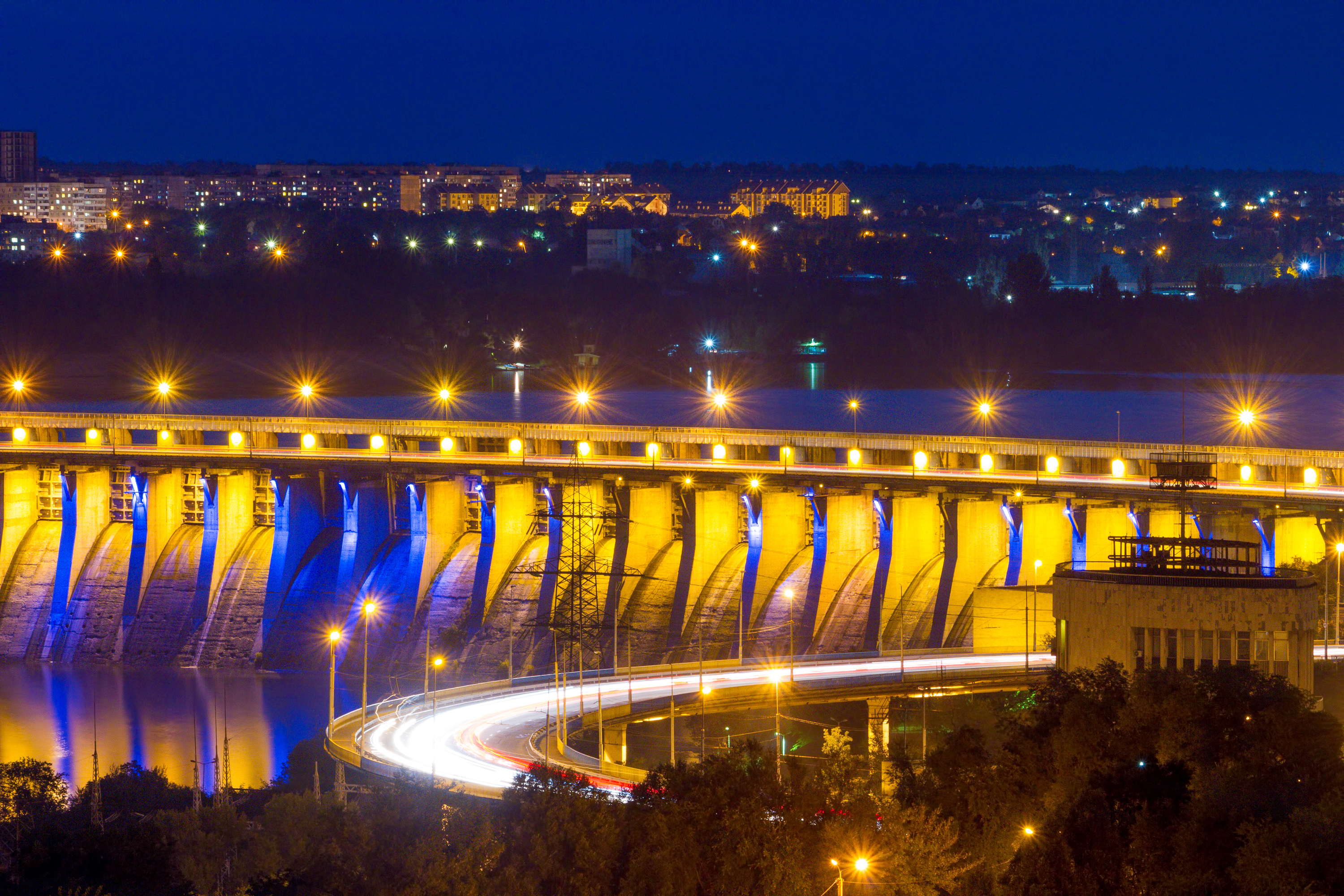
Вогні нічної греблі ДніпроГЕС
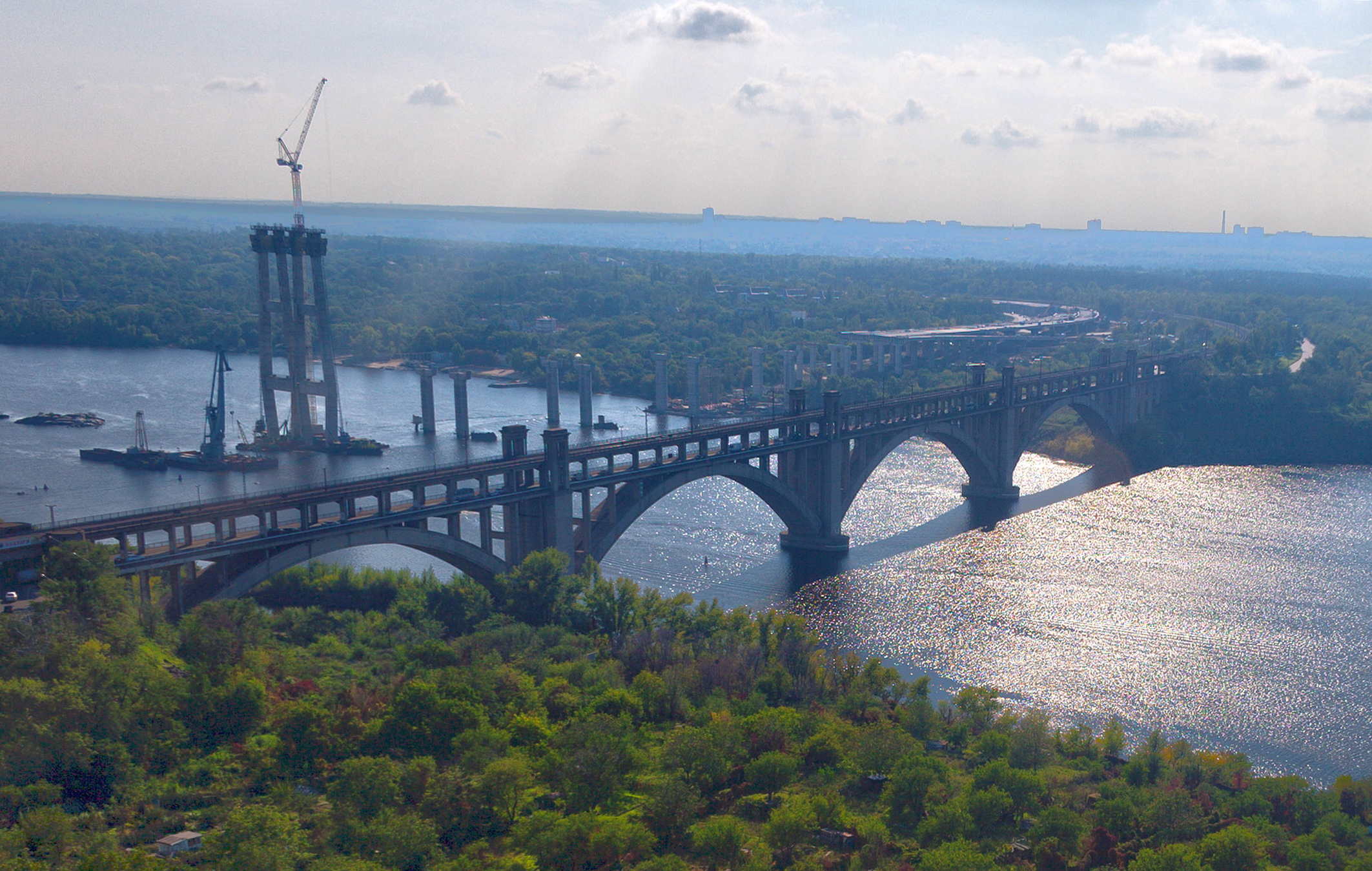
I міст Преображенського з висоти
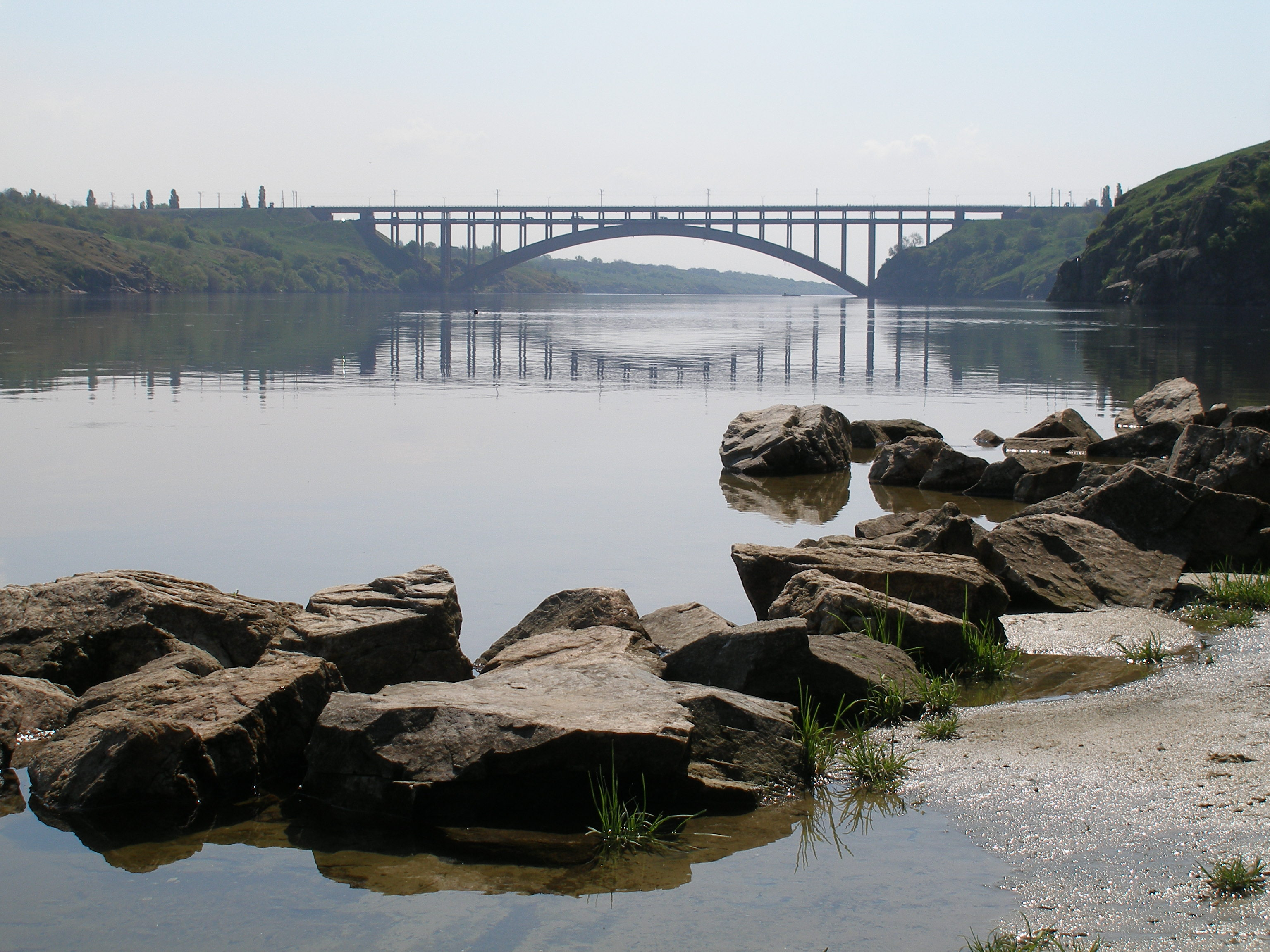
II міст Преображенського через Старий Дніпро
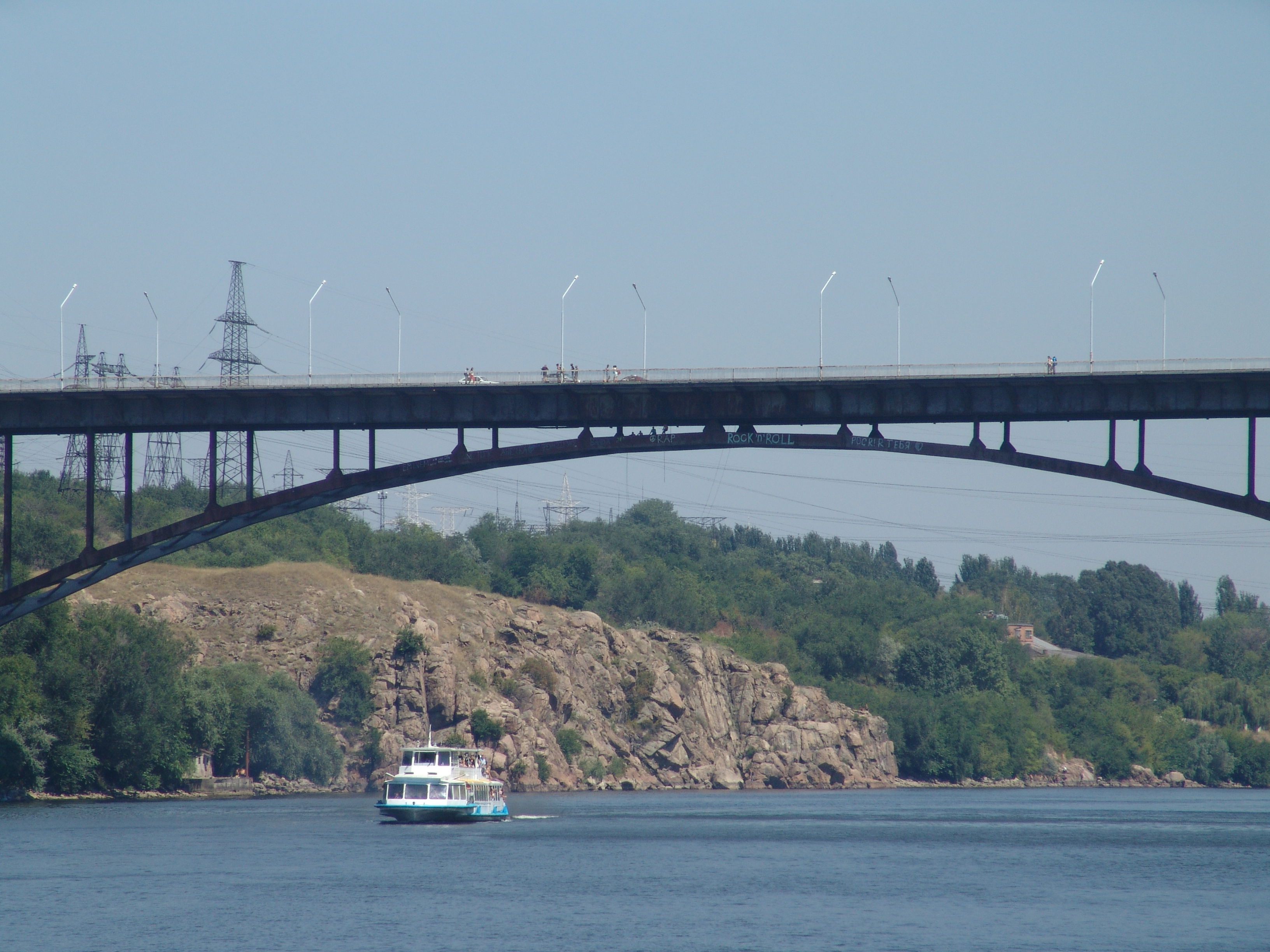
Арковий міст
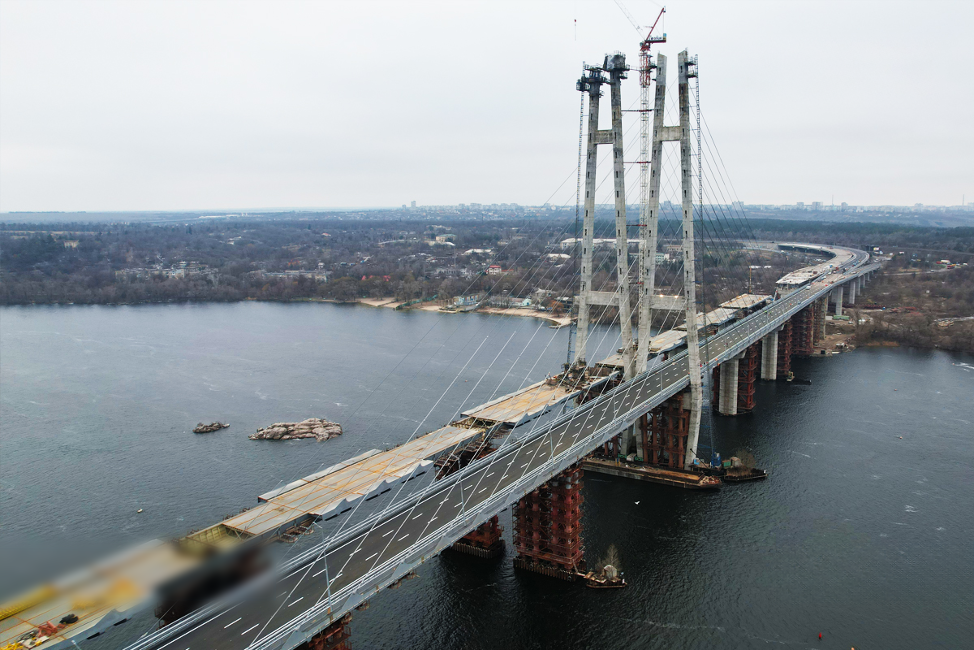
Новий міст через Дніпро та Старий Дніпро
ДніпроГЕС із пішохідної зони на самій греблі 180°
ДніпроГЕС та міст Преображенського з майданчика Міського Палацу Дитячої та Юнацької Творчості

Головна магістраль міста — проспект Соборний, який перетинає майже всю лівобережну частину міста від залізничного вокзалу Запоріжжя I до Дніпровської ГЕС. Його довжина становить приблизно 11 км, що є одним з найдовших проспектів Європи.
В ході декомунізації на сайті Запорізької міської ради було опубліковано одразу два проєкти рішень про перейменування проспекту. Його пропонували перейменувати в Соборний або Козацький — саме ці варіанти набрали найбільшу кількість голосів під час онлайн-опитування, яке проводили на сайті міської ради. Остаточне рішення про перейменування проспекту було ухвалено 19 лютого 2016 року.

Вулиці міста
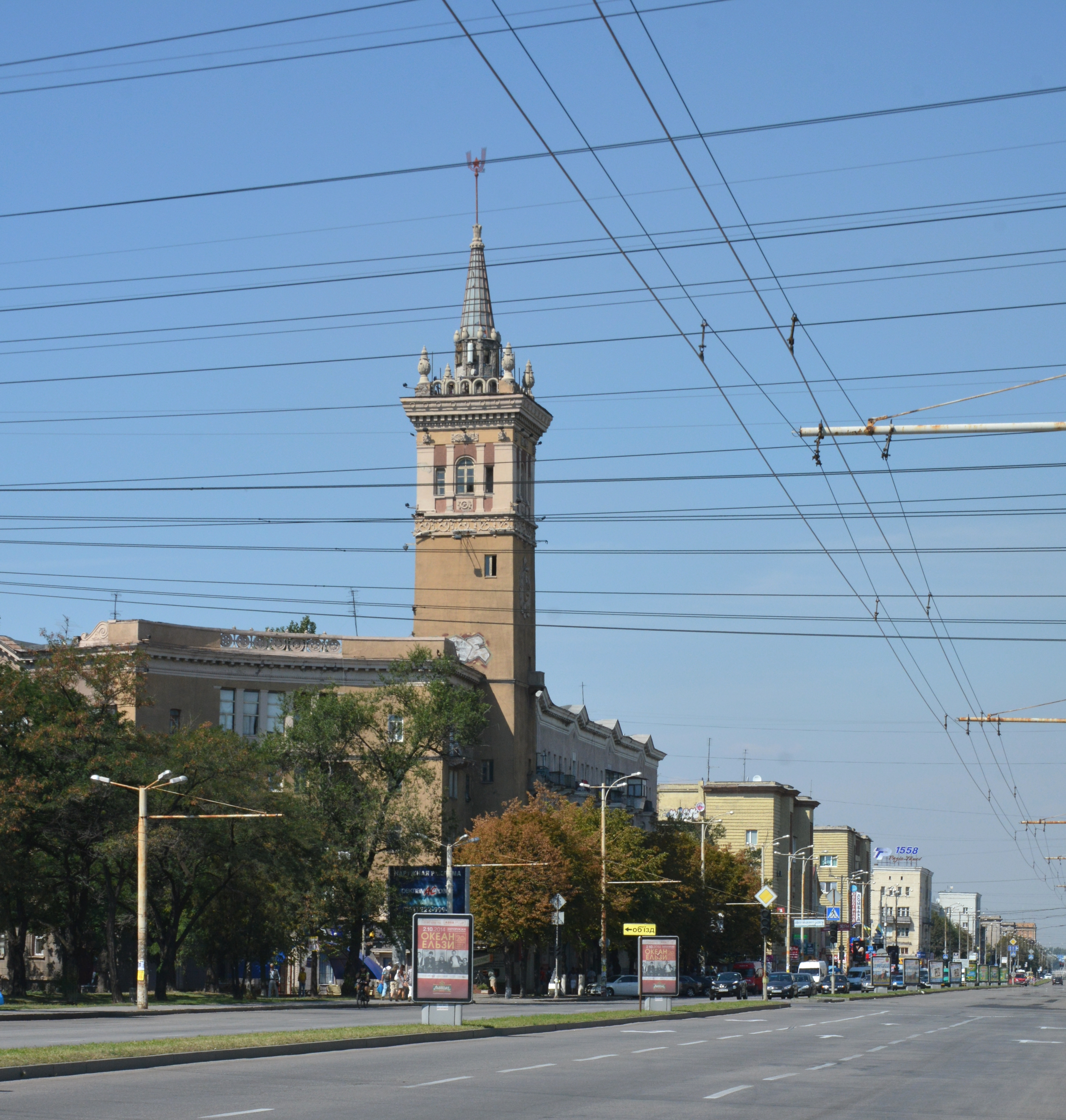
Головна магістраль міста — Соборний проспект
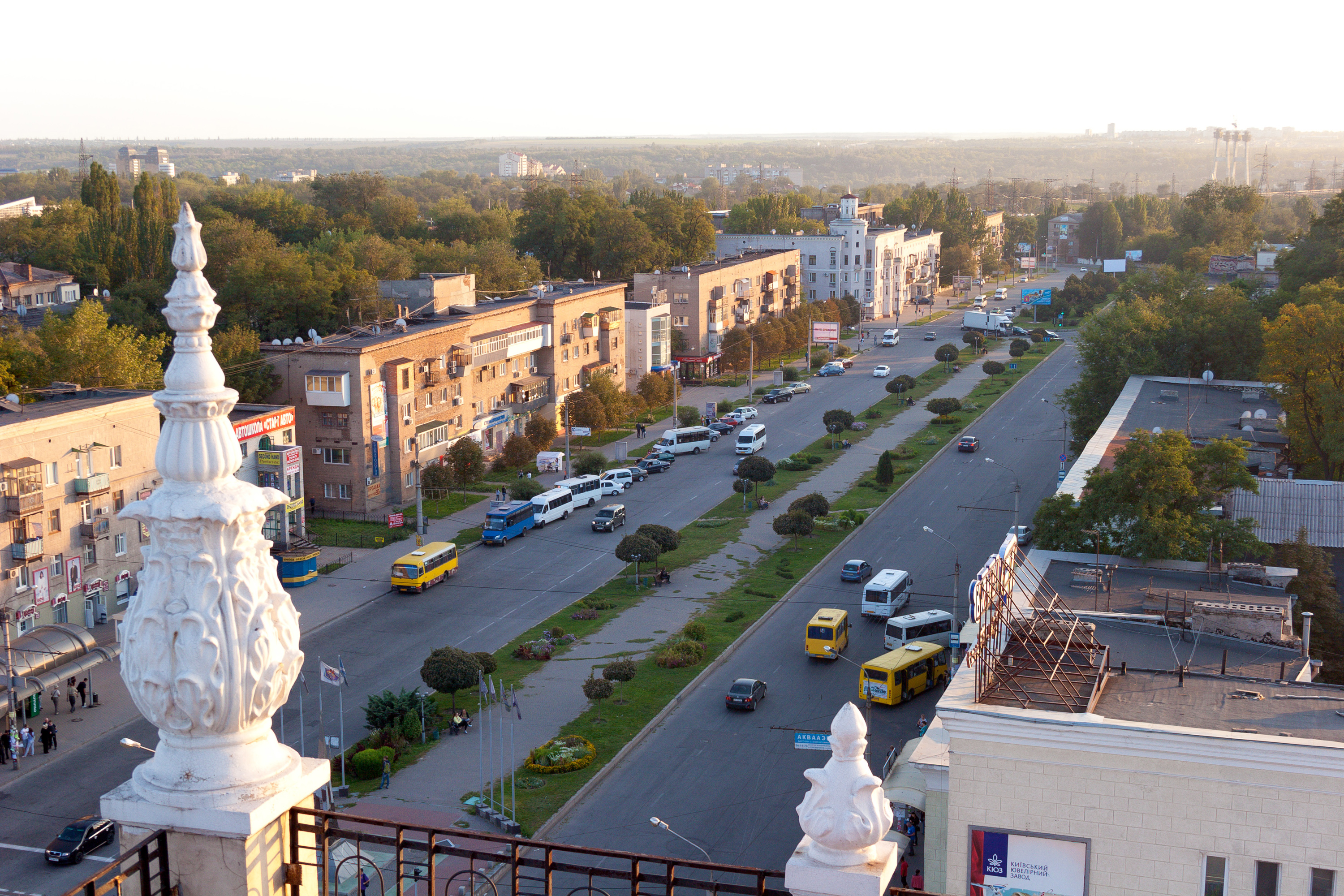
Проспект Металургів
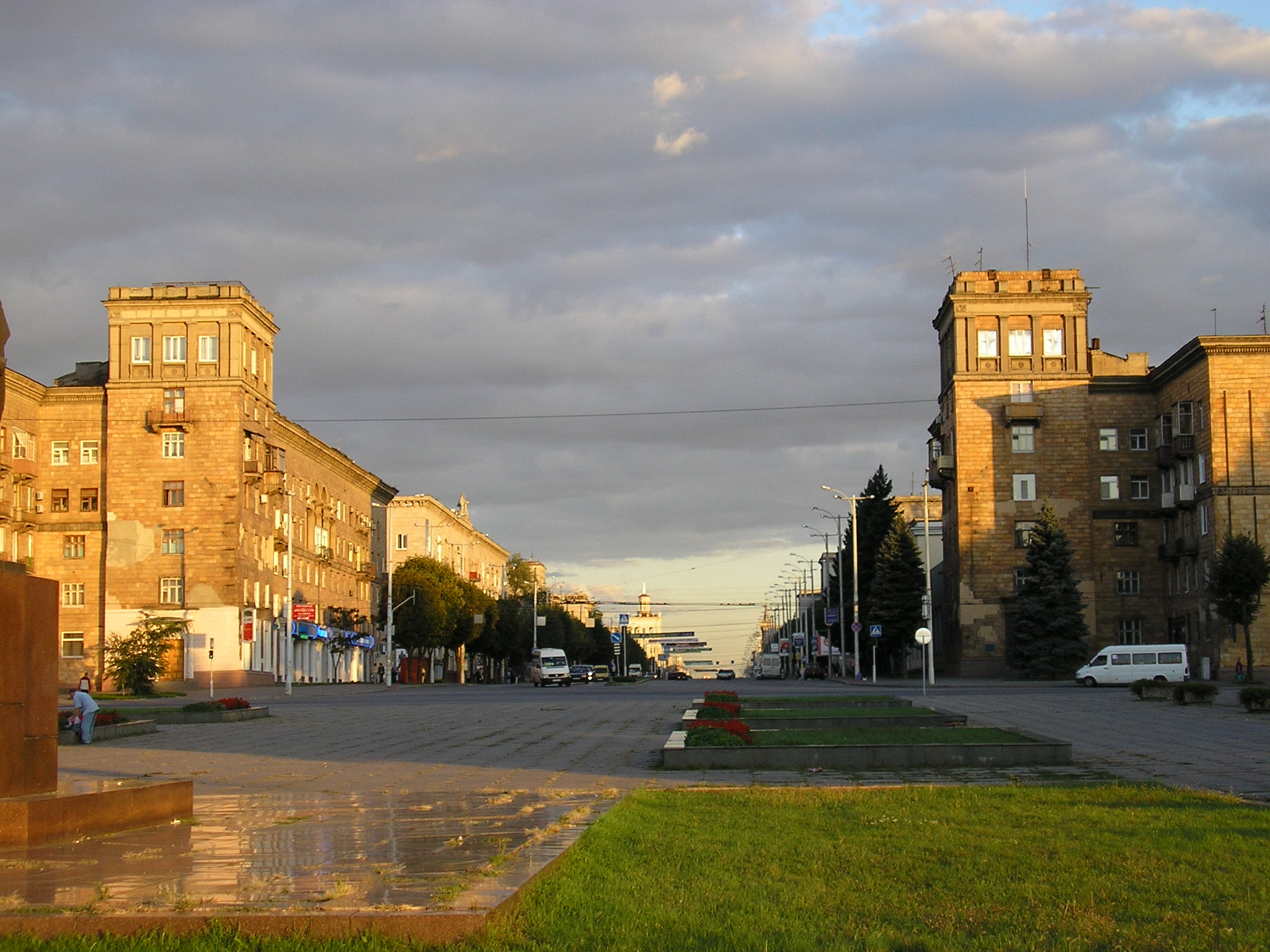
Запорізька площа
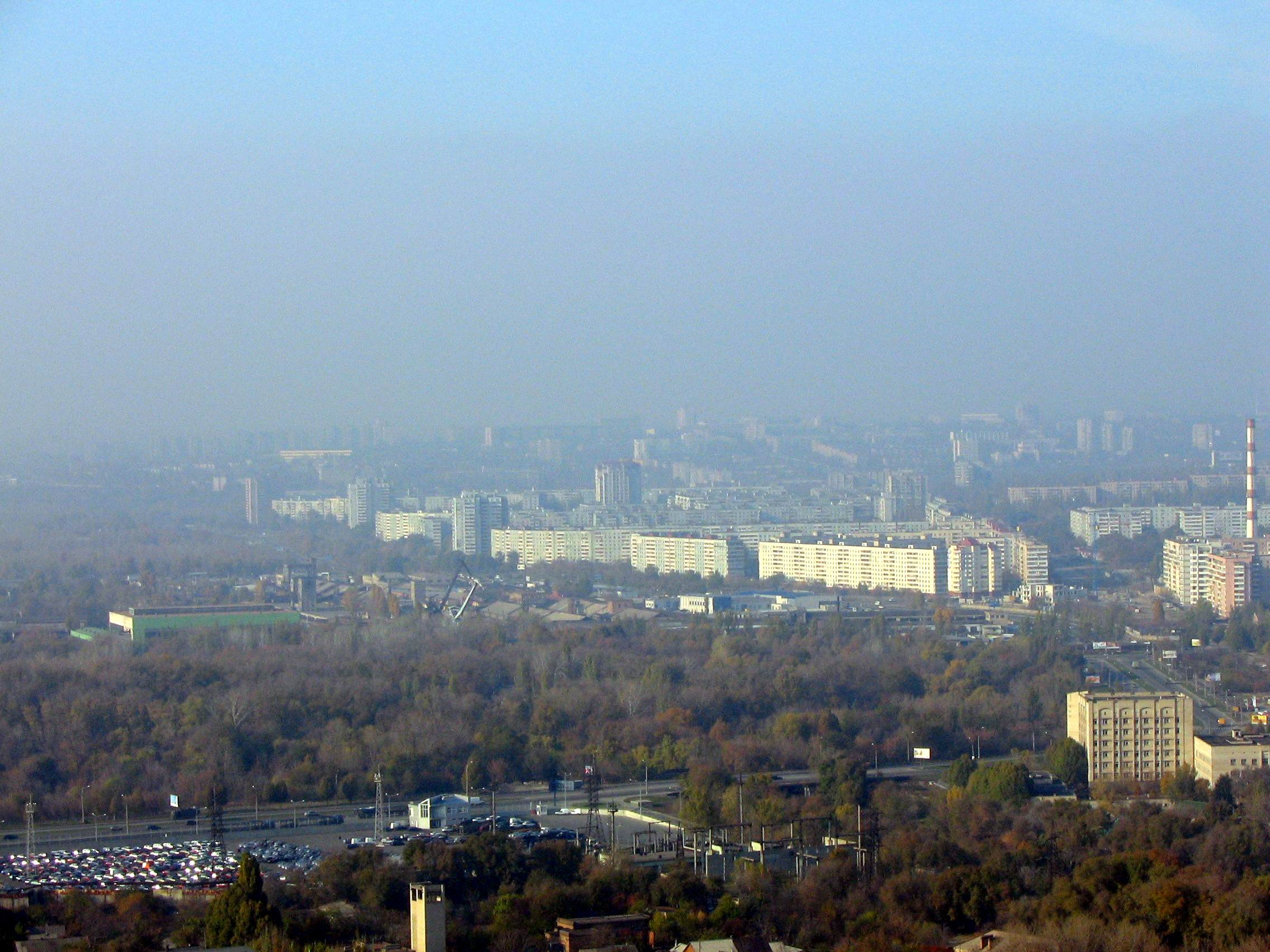
Прибережна автомагістраль в Олександрівському районі
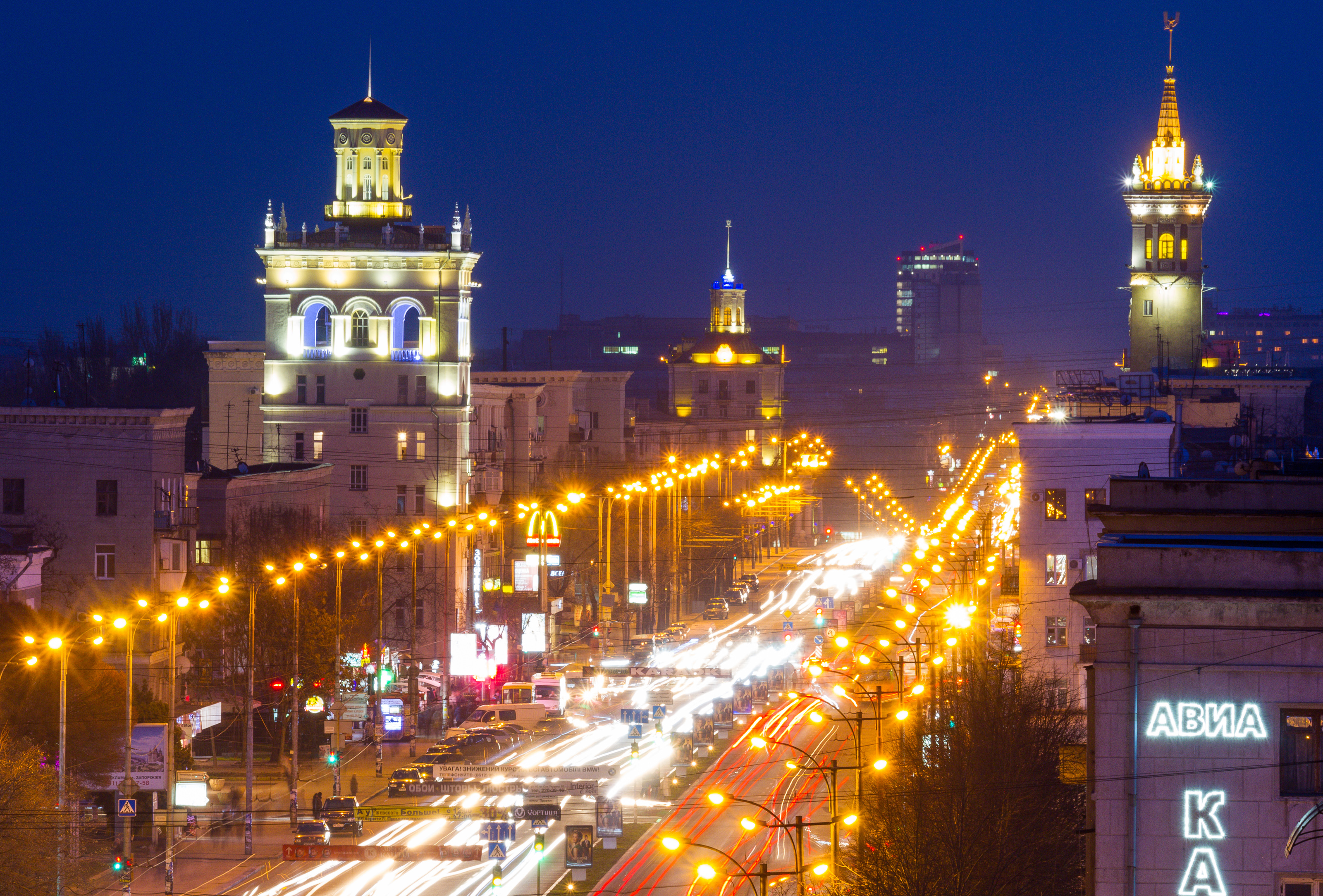
Вечірній проспект
Міські куранти на бульварі Шевченка
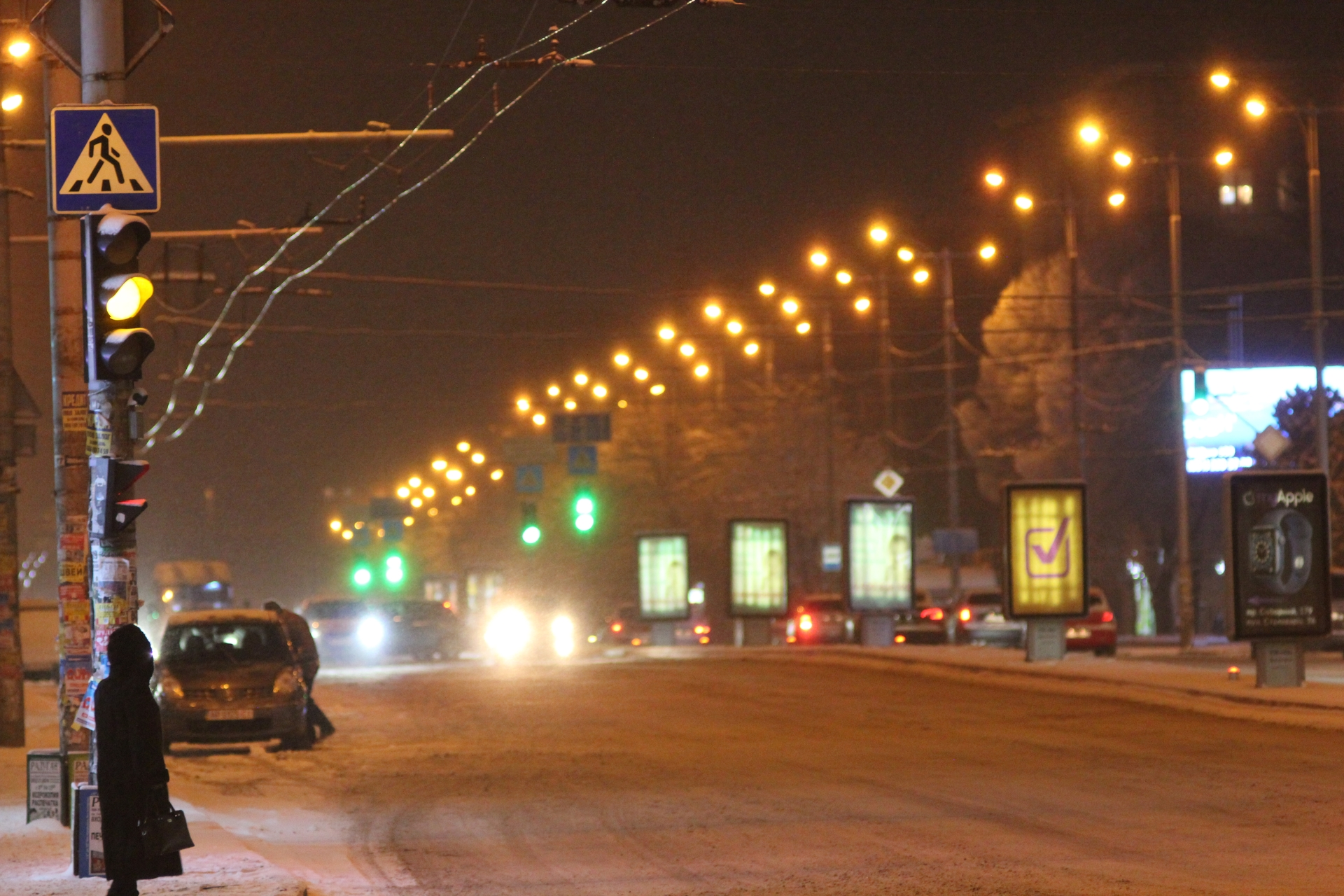
Соборний проспект
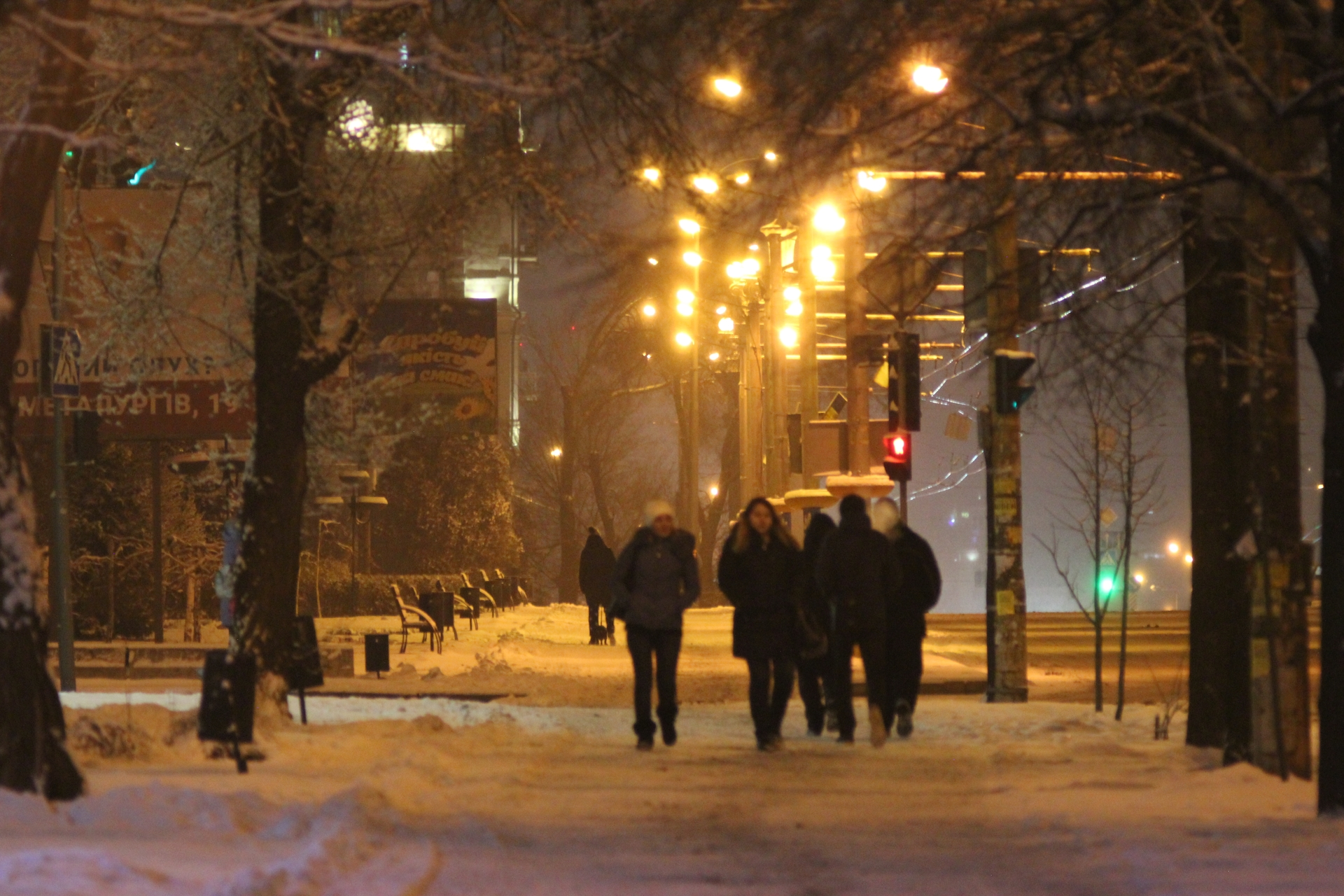
Соборний проспект
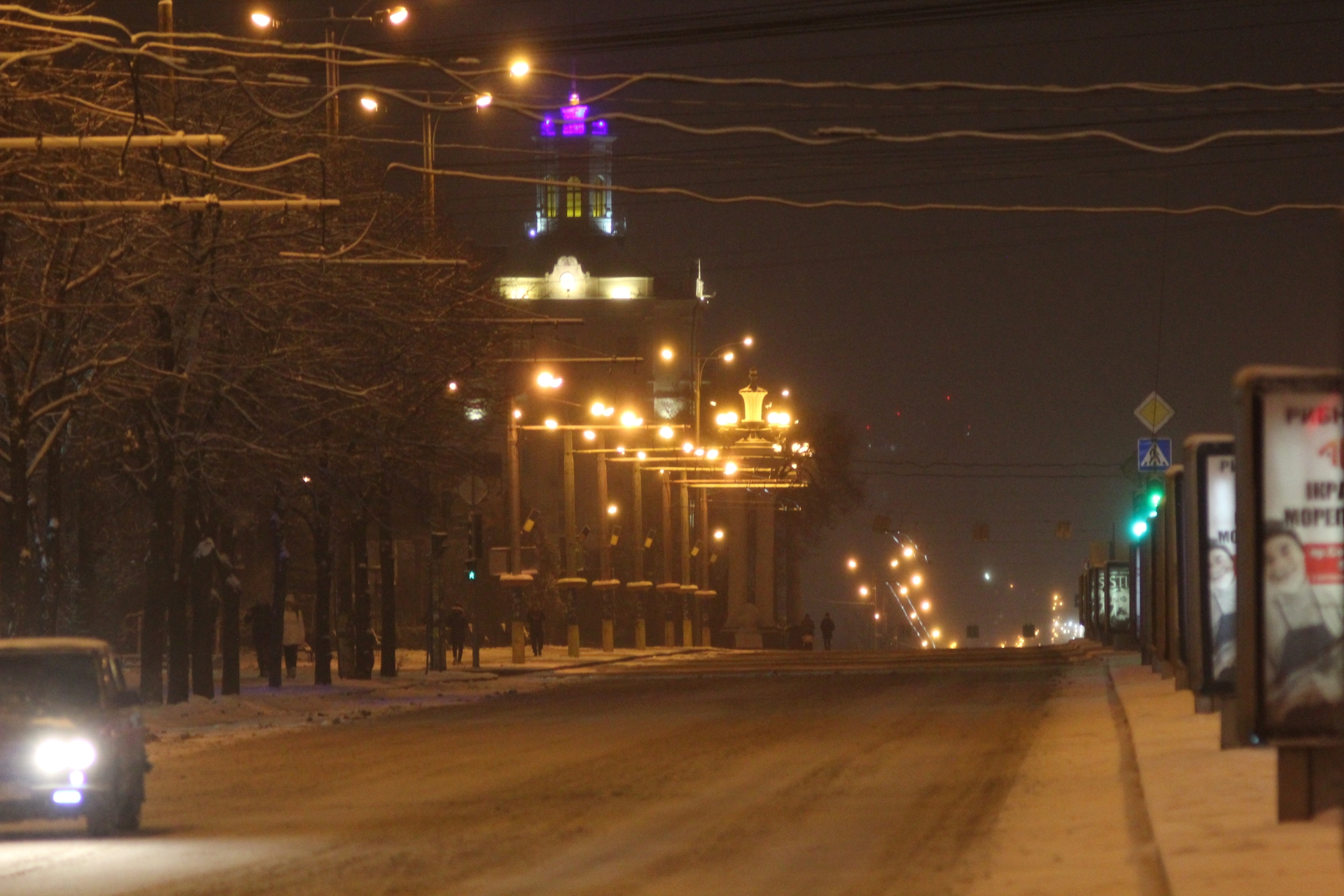
Соборний проспект

Значною транспортною проблемою Запоріжжя є низька пропускна здатність мостів та греблі. Інтенсивність транспортних потоків через мости Преображенського перевищує їхню пропускну здатність у 3,7 рази, через греблю ДніпроГЕСу — понад у 1,5 рази.
У 2004 році розпочато будівництво нових мостів (паралельно мостам Преображенського), яке й дотепер продовжується.
Пасажирські перевезення в місті Запоріжжя забезпечуються ЗКПМЕТ «Запоріжелектротранс» та 23 приватними автопідприємствами.
У місті діє 6 трамвайних, 8 тролейбусних та 91 автобусних (12 з яких муніципальні) маршрутів. Мережа електротранспорту досягла найбільшого розвитку наприкінці 1990-х років, після чого почала скорочуватись. Протяжність трамвайних маршрутів становить — 157,9 км, тролейбусних — 219,2 км. Протяжність автобусних маршрутів коливається в середньому від 10 до 30 км, а декількох — до 55 км. Середня добова кількість рухомого складу на міських автобусних маршрутах складається з 921 автобуса різних класів. У порівнянні з 2014 роком загальний середньодобовий випуск трамваїв і тролейбусів зменшився із 113,1 одиниці до 95 одиниць (16 %).

Міський громадський транспорт
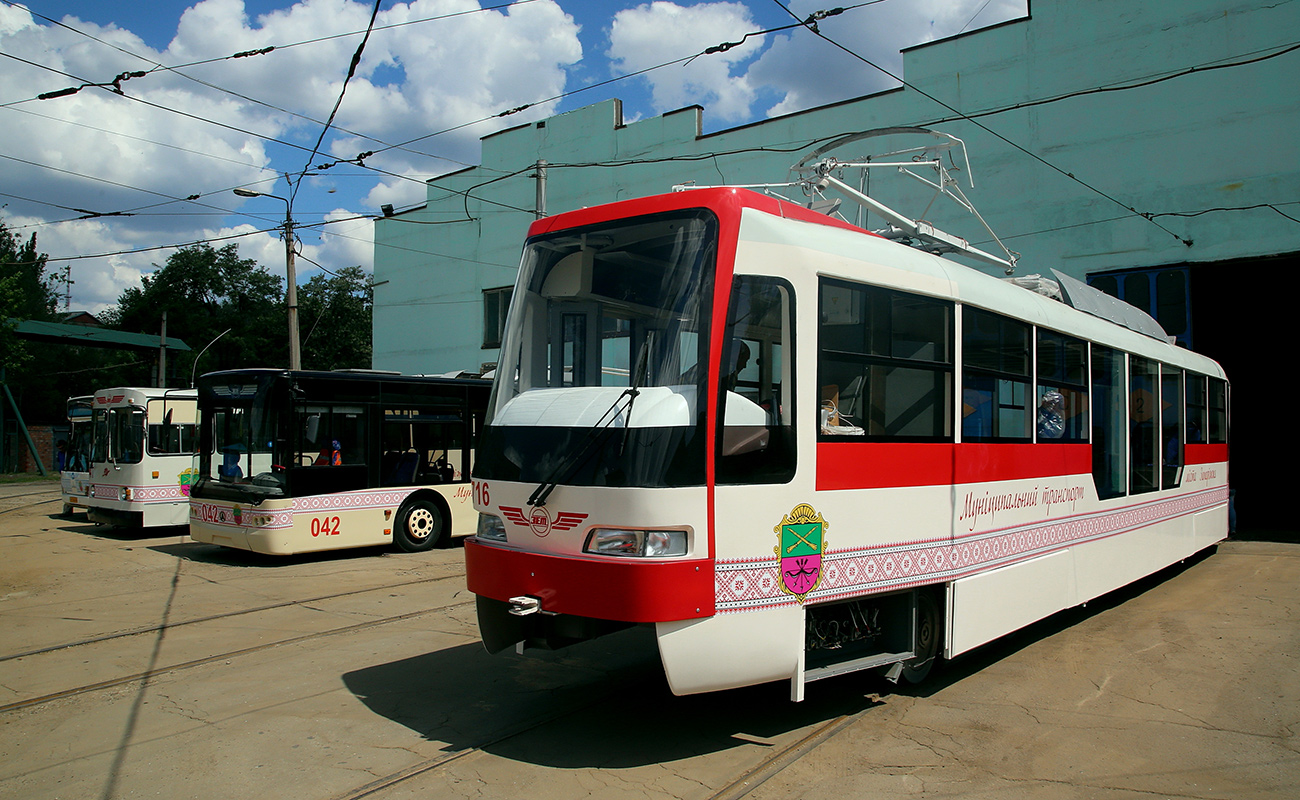
Комунальне підприємство «Запоріжелектротранс»
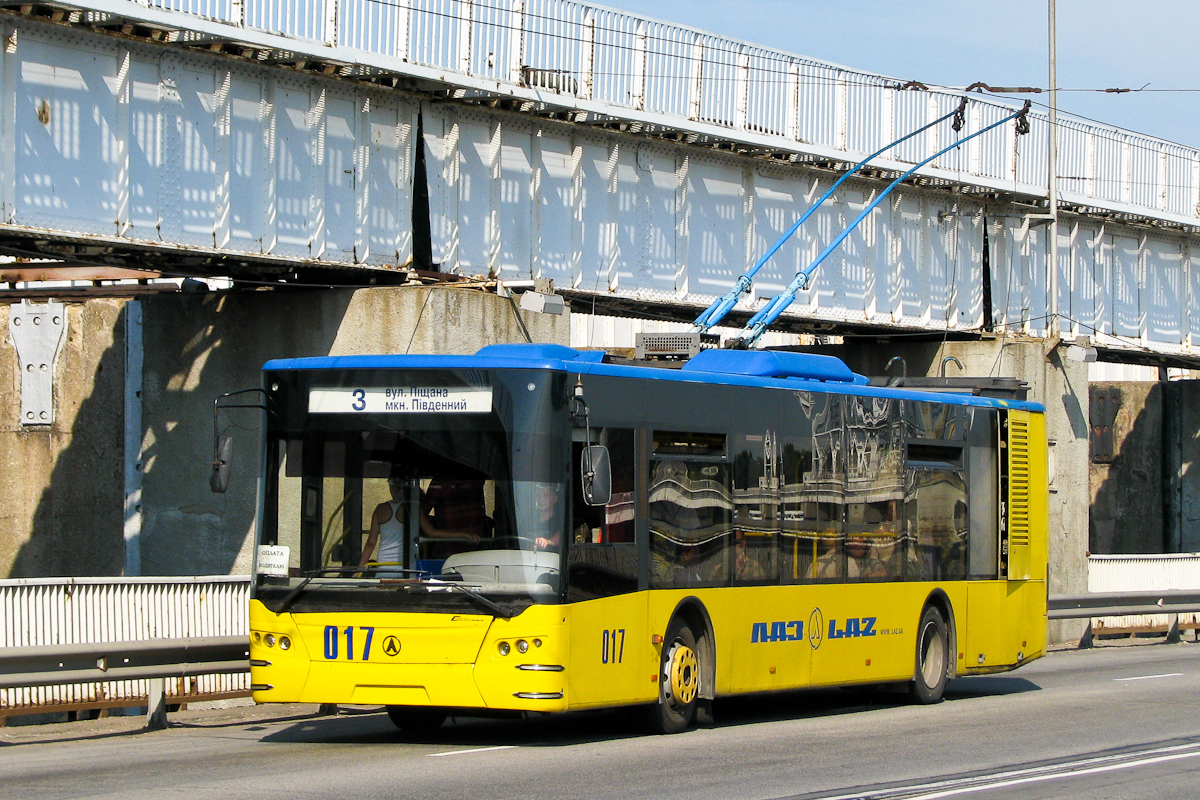
ЛАЗ Е183 на греблі Дніпровської ГЕС
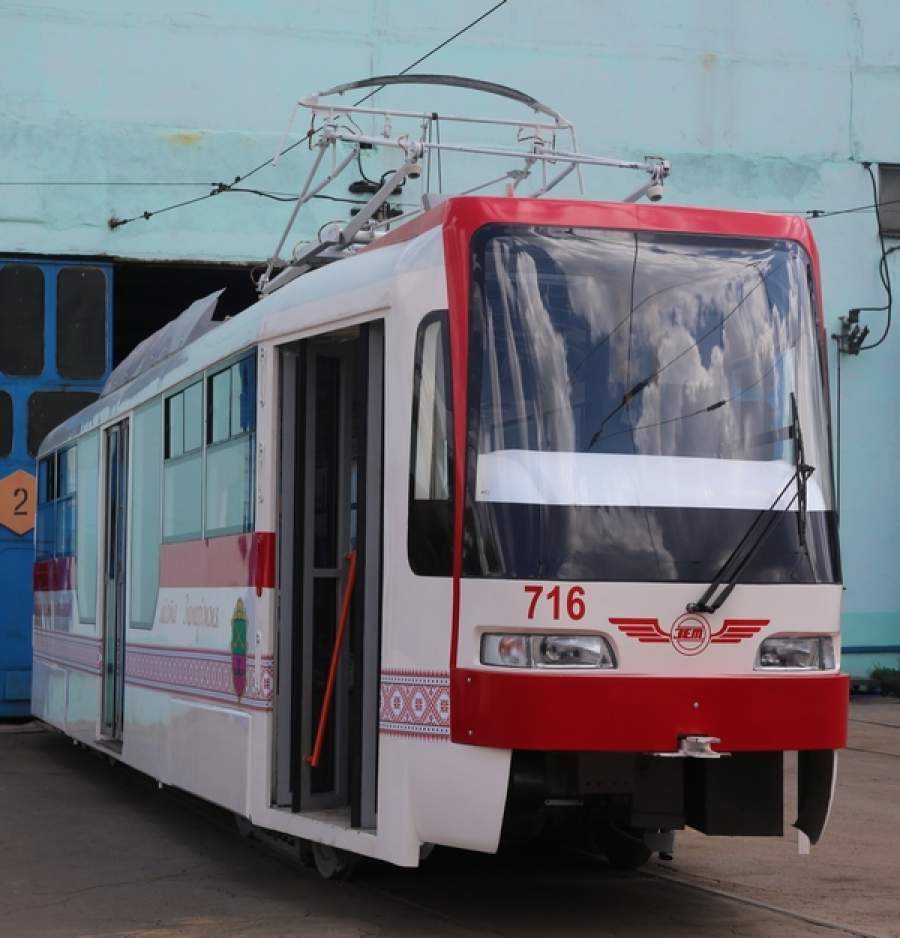
T3UA-3-ЗП запорізького виробництва
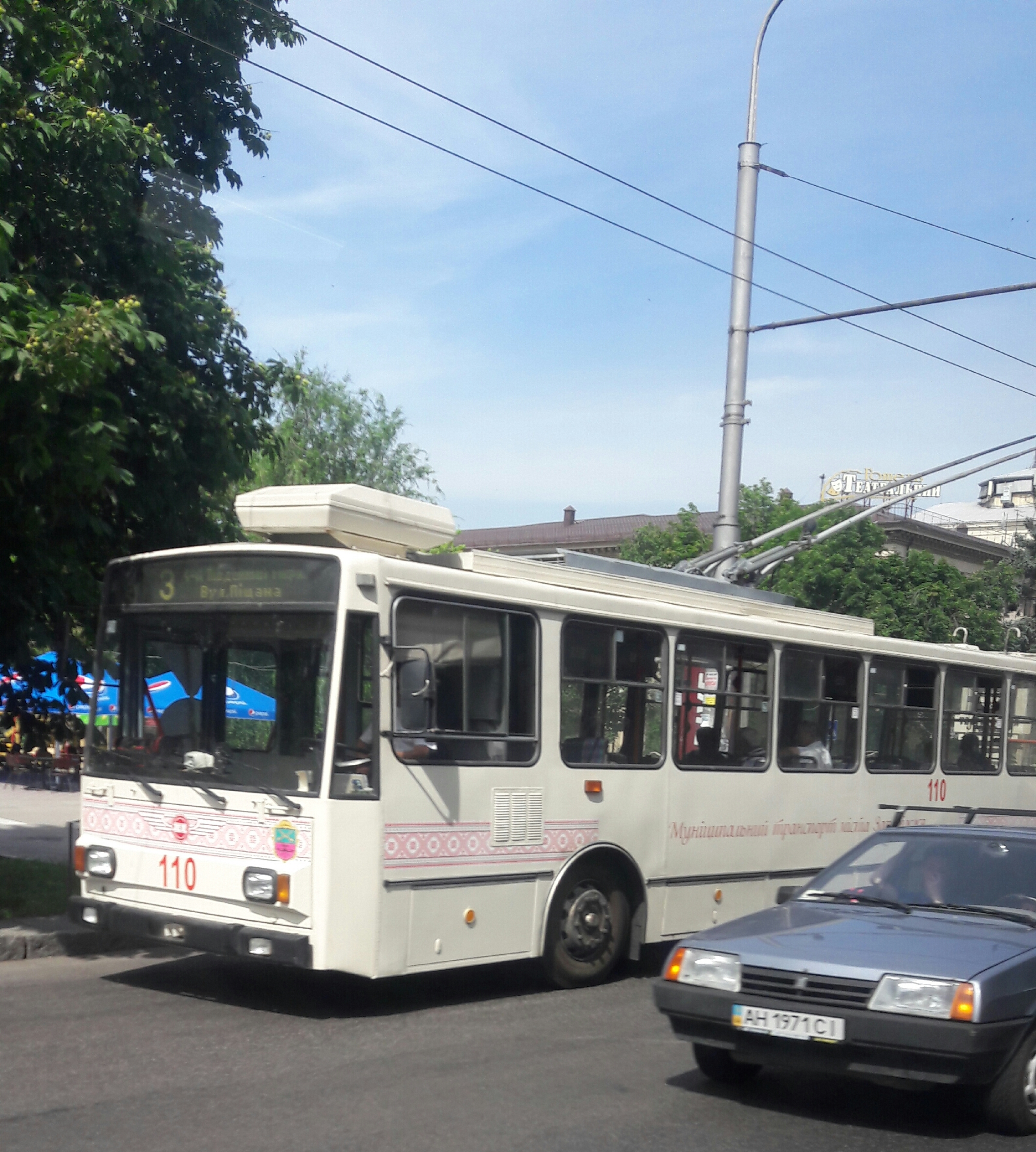
Škoda 14Tr у Запоріжжі
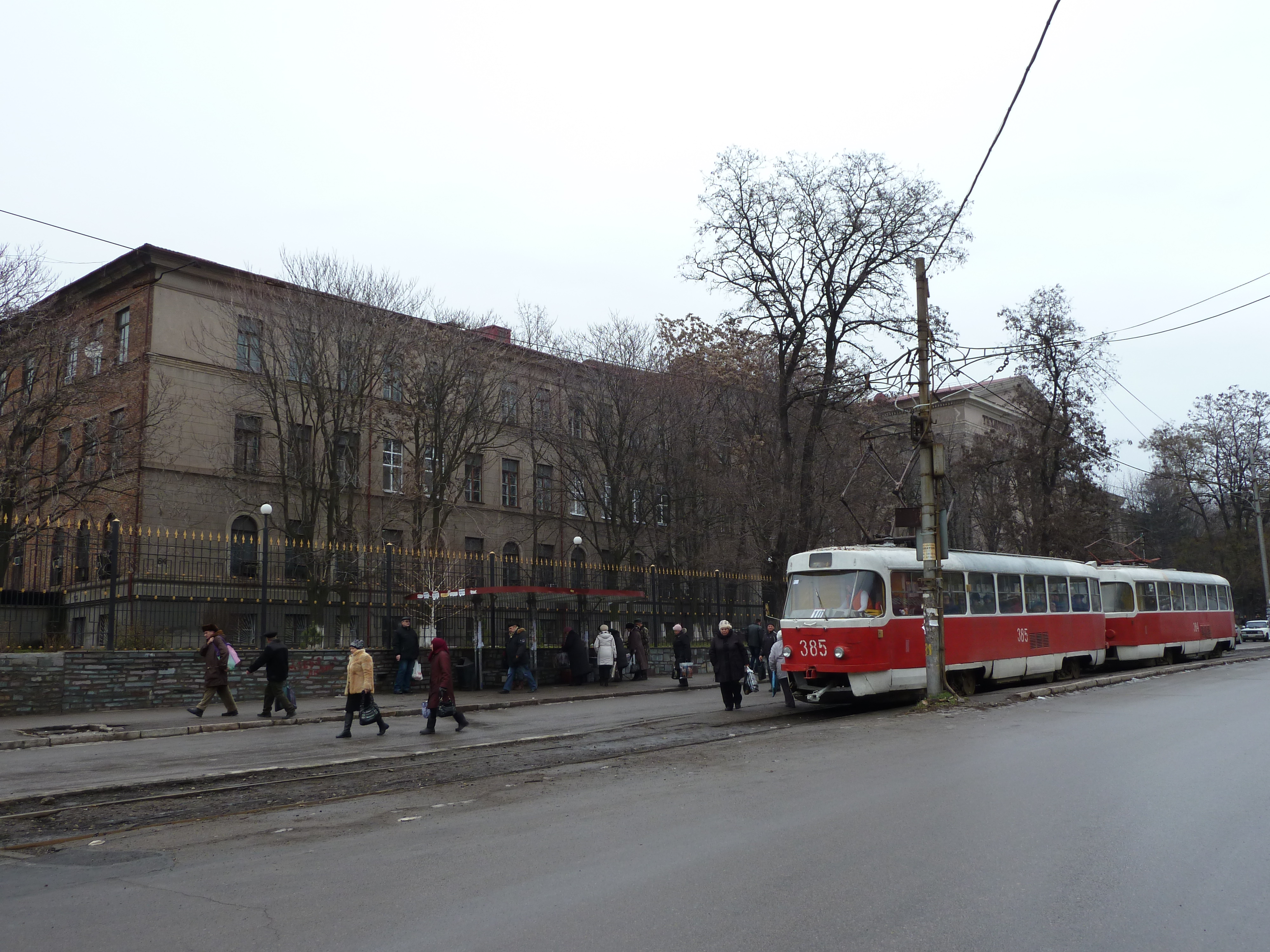
Tatra T3SU біля «Запорізької політехніки»
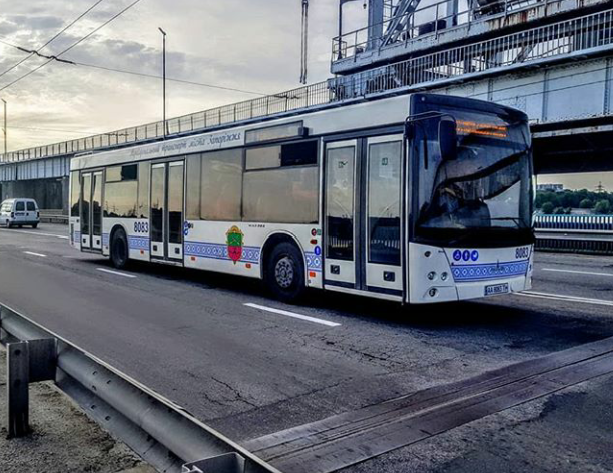
Муніципальний автобус МАЗ-203.085
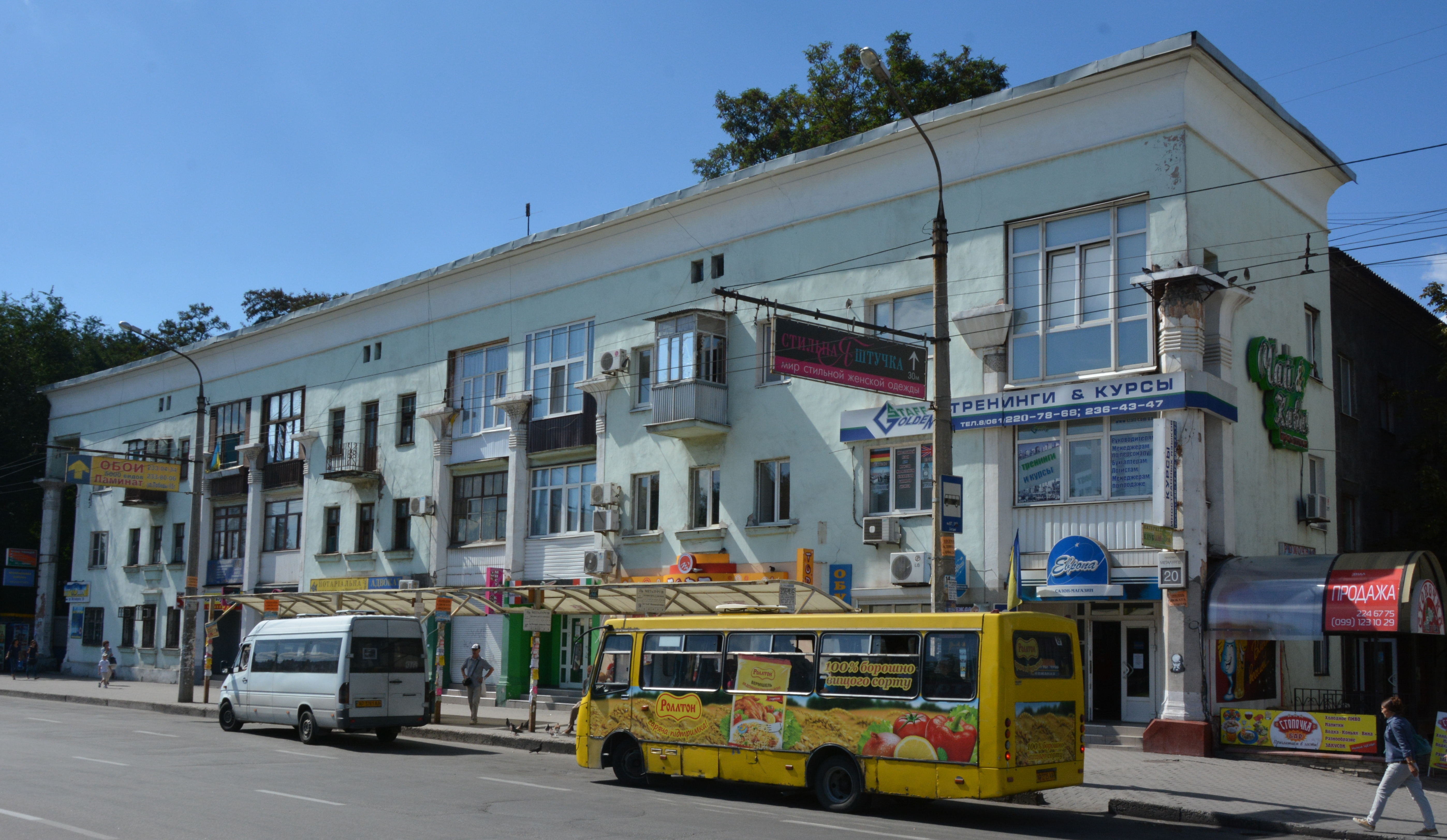
Богдан A092 на проспекті Металургів

## Запоріжжя у кіно
У Запоріжжі проходили зйомки кінофільмів:
| - 1928 — «Одинадцятий» - 1932 — «Іван» - 1932 — «Вишукане життя» - 1943 — «Товариш під знаком Едельвейс» - 1956 — «Весна на Зарічній вулиці» - 1957 — «Висота» - 1957 — «До Чорного моря» - 1958 — «Шофер мимоволі» - 1958 — «Поруч з нами» - 1959 — «У твоїх руках життя» - 1960 — «Безсонна ніч» - 1976 — «Соло для слона з оркестром» - 1962 — «Люди і звірі» | - 1963 — «Приходьте завтра…» - 1965 — «Рано вранці» - 1975 — «Єдина…» - 1980 — «Канікули Кроша» (4 серія) - 1981 — «Я — Хортиця» - 1982 — «Без року тиждень» - 1986 — «В одне єдине життя» - 2009 — «Тарас Бульба» - 2009 — «Дума про Тараса Бульбу» - 2015 — «Місто Z: Хранителі» (вистава-кіно) - 2016 — «У темряві» (кіноальманах Тьма) - 2016 — «Слуга народу 2» (2-й сезон серіалу Слуга народу) |

## Міста-побратими

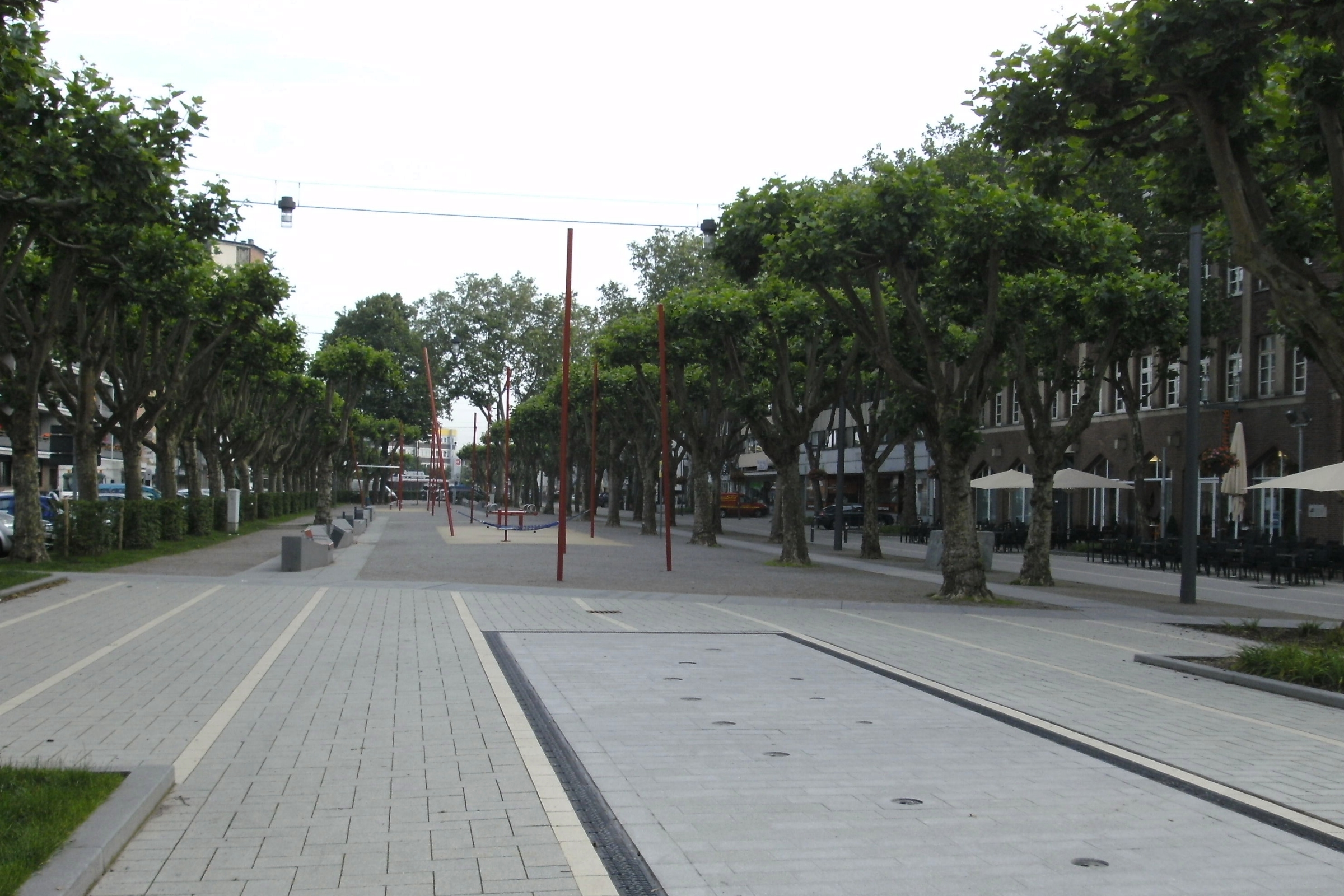
Запорізька площа в Обергаузені, DEU

Запоріжжя, як і багато сучасних міст має економічні, культурні та інші зв'язки з містами-побратимами. Станом на 2025 рік містами-побратимами Запоріжжя є:
| Міста-побратими | Міста-побратими | Міста-побратими                       |
| Країна          | Місто           | Дата підписання угоди про партнерство |
| --------------- | --------------- | ------------------------------------- |
| Фінляндія       | Лахті           | 21 лютого 1953                        |
| Франція         | Бельфор         | 2 липня 1967                          |
| Велика Британія | Бірмінгем       | 20 липня 1973                         |
| Австрія         | Лінц            | 6 травня 1983                         |
| Німеччина       | Обергаузен      | 20 травня 1986                        |
| КНР             | Їчан            | 16 жовтня 1997                        |
| Німеччина       | Магдебург       | 29 травня 2008                        |
| Ізраїль         | Ашдод           | 13 вересня 2011                       |
| Україна         | Чернівці        | 25 лютого 2025                        |

Раніше містом-побратимом був Новокузнецьк (Росія), але в односторонньому порядку через повномасштабну російську збройну агресію розірвані побратимські відносини.
За дорученням голови Запорізької обласної військової адміністрації Олександра Старуха припинено торговельно-економічні, науково-технічні та культурні зв'язки з Республікою Білорусь, яка допомагає російським агресорам вести повномасштабну війну в Україні.
Запорізька обласна військова адміністрація припинила дії угод 2018 року, які були укладені з містом Гомель, Могильовським, Мінським, Гомельським, Гродненським та Берестейським обласними виконавчими комітетами Республіки Білорусь. В облвійськадміністрації додали, що розірвано також угоду 1993 року про економічне співробітництво між Запорізьким регіоном та білоруськими територіями всі угоди про співробітництво, що були масово укладені попередньою владою.

## Відомі особи
Уродженці міста:
- Андрієнко Віктор Миколайович (нар. 1959) — український актор і режисер
- Богуш Станіслав Олександрович (нар. 1983) — український футболіст, воротар
- Гриценко Сергій Володимирович (1987—2023) — лейтенант Збройних сил України; учасник російсько-української війни.
- Дахно Володимир Авксентійович (1932—2006) — український режисер, художник-мультиплікатор, сценарист
- Зінов'єва-Орлова Олена Петрівна (нар. 1980) — українська важкоатлетка. Майстер спорту, майстер спорту міжнародного класу.
- Ісаєнко Андрій Миколайович (нар. 1986) — український актор театру та кіно, заслужений артист України, лауреат Національної премії України імені Тараса Шевченка.
- Каплан Юрій Геннадійович (нар. 1989) — український співак, поет засновник гурту «Валентин Стрикало».
- Кривцов Сергій Андрійович (нар. 1991) — український футболіст, центральний захисник клубу «Інтер» з Маямі та збірної України
- Кладницький Владислав Іванович (1932—2015) — радянський, російський композитор
- Лобода Андрій Євгенович (1978—2015) — вокаліст та фронтмен музичного гурту Хорта
- Миргородський Дмитро Миколайович (1939—2001) — український актор
- Мірзоян Арсен Романович (нар. 1978) — український співак вірменського походження, автор пісень та заслужений артист України
- Пресич Маргарита Олександрівна (1936—2011) — радянська українська акторка театру та кіно
- Ребро Петро Павлович (1932—2014) — український поет, прозаїк, драматург, публіцист, літературознавець, гуморист і сатирик, перекладач, журналіст, громадський і культурний діяч
- Сердюк Анатолій Васильович (нар. 1961) — український співак, композитор-пісняр, журналіст, громадський діяч, заслужений артист естрадного мистецтва України, заслужений працівник культури України
- Снісаренко В'ячеслав Миколайович (нар. 1964) — український художник та графік; заслужений художник України
- Шпіт Юрій Васильович (1930—2008) — білоруський архітектор, заслужений архітектор Білорусі (1969), доцент (1963), академік Російської академії архітектури та будівництва
- Максим Штатський (1989—2024) — науковець Національного заповідника «Хортиця», дослідник історії менонітів, військовослужбовець 79-ї окремої десантно-штурмової бригади Збройних Сил України, учасник російсько-української війни[142][143]
- Яма Владислав Миколайович (нар. 1982) — український танцюрист, а також суддя телевізійних проєктів «Танцюють всі!», «Україна має талант», «Танці з зірками» та «Модель XL»

Пов'язані з містом:
- Живов Лев Іванович (1924—2013) — радянський, український і російський технолог-машинобудівник, педагог, доктор технічних наук, працював у Запорізькому машинобудівному інституті у 1960—1976 роках.
- Зайцев В'ячеслав Олексійович (1980—2022) — український громадський діяч, історик, військовослужбовець, сержант Збройних Сил України, учасник російсько-української війни, депутат Запорізької міської ради[144]
- Михайлов Павло Андрійович (1911—1978) — український радянський технолог-машинобудівник, педагог, почесний громадянин Запоріжжя.
- Мовчановський Фелікс Францевич (1852—1921) — міський голова міста Олександрівськ Катеринославської губернії у 1901—1911 та 1916—1917 рр.
- Новицький Яків Павлович (1847—1925) — український історик, археолог, етнограф, фольклорист, краєзнавець, педагог. Зібрав колекцію фольклорних творів, записаних на Запоріжжі. Досліджував Хортицю, Великий Луг, руїни всіх Запорозьких Січей, крім Олешківської і Кам'янської.
- Трофимець Яна Олександрівна (нар. 1990) — українська плавчиня, майстер спорту України міжнародного класу з плавання
- Турченко Федір Григорович (нар. 1947) — український історик та громадський діяч, завідувач катедри новітньої історії України Запорізького національного університету (з 1990).
- Федоров Михайло Альбертович (нар. 1991) — український підприємець та державний діяч. Випускник Запорізького національного університету.
- Юдович Симон Захарович (1907—1999) — український радянський металург, технолог-машинобудівник, педагог, доктор технічних наук, жив і працював в Запоріжжі у 1934—1999 роках.
- Яворницький Дмитро Іванович (1855—1940) — український історик, археолог, етнограф, фольклорист, лексикограф, письменник, дослідник історії українського козацтва, музеєзнавець, один з перших, хто детально вивчив всю історію запорозького козацтва та історію дніпрових порогів.